# Église Saint-Étienne de Brie-Comte-Robert
Pour les articles homonymes, voir Église Saint-Étienne et Saint-Étienne (homonymie).
L'église Saint-Étienne de Brie-Comte-Robert est une église catholique paroissiale située dans la commune de Brie-Comte-Robert, en Île-de-France. Une communauté chrétienne et une église sont attestées à Brie-Comte-Robert dès le VIe siècle. Les insignes reliques que le seigneur Robert II de Dreux rapporte de Terre sainte en 1192 motivent sans doute la construction de l'église actuelle. De style gothique, elle est influencée par la cathédrale Notre-Dame de Paris, mais aussi par l'église Saint-Merri. C'est un vaste édifice, élégant, élevé et lumineux, d'un plan homogène et d'une exécution particulièrement soignée, comme en témoignent la claire-voie et la rosace du chevet, le triforium et le recours systématique aux fûts de colonnette en délit. Les vitraux de la rosace orientale sont contemporains de la Sainte-Chapelle, et de la même facture. L'église est terminée vers 1230, sauf les deux premières travées, et les voûtes des trois premières travées. L'achèvement se fait en deux étapes, au XIVe siècle, ce qui justifie une dédicace solennelle en 1363, et à la Renaissance, entre 1540 et 1545 environ. Sous la guerre de Cent Ans, l'église est saccagée pendant les années 1420 et en 1430, et c'est peut-être en raison des dommages subis que les quatre premiers piliers du nord et du sud sont repris en sous-œuvre à la fin du XVe siècle. De ce fait, quatre époques s'enchevêtrent dans les quatre premières travées du vaisseau central, alors que les quatre dernières travées n'ont pas changé depuis le règne de saint Louis. Au fil du temps, entre le XIVe siècle et le XVIe siècle, dix petites chapelles latérales sont ajoutées au nord et au sud, qui adoptent toutes le même plan, mais sont stylistiquement hétérogènes. En 1840, l'église Saint-Étienne est classée aux monuments historiques par la première liste. Ce n'est qu'à partir de 1997 qu'elle est enfin intégralement restaurée. Elle demeure l'unique église paroissiale de la ville, et est au centre d'un secteur paroissial qui s'étend sur sept communes rurales des environs.
Depuis septembre 2010, la paroisse de Brie-Comte-Robert avec les villages environnants sont desservies par la Communauté Saint-Martin.

## Situation
L'église Saint-Étienne est située en France, en région Île-de-France et dans le département de Seine-et-Marne, sur le plateau de Brie, dans la ville de Brie-Comte-Robert, près de l'extrémité sud-ouest du centre-ville ancien, parvis Saint-Étienne. La façade occidentale donne sur ce parvis, qui débouche à l'ouest sur les boulevards extérieurs, et depuis lequel deux rues partent vers l'est pour contourner l'église par le nord et par le sud. La rue de l'Église longe l'élévation septentrionale. Au nord de la nef se situe la place Gauthier, bordée par la rue de la Madeleine, mais cette place n'est pas assez vaste pour ouvrir une perspective sur le chœur et le clocher. La place des Déportés passe devant l'élévation méridionale, tout en s'éloignant progressivement de l'église, ce qui a rendu possible l'aménagement de parterres fleuris, et l'on peut ainsi prendre un peu de recul face à l'édifice, et obtenir une vue d'ensemble.

## Histoire

### Les origines et le vocable

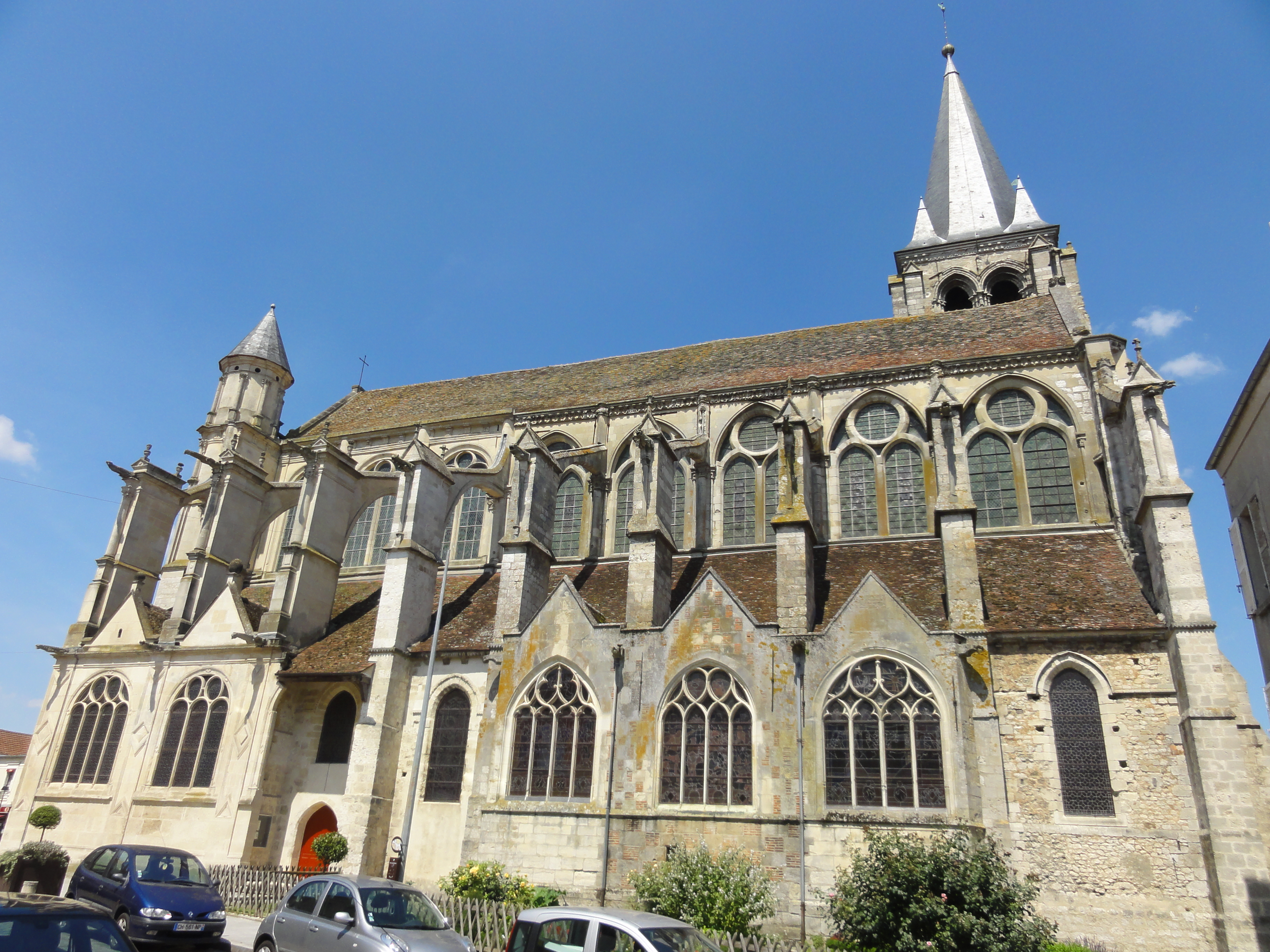
Vue d'ensemble depuis le sud.

Une église à Brie-Comte-Robert est attestée dès la seconde moitié du VIe siècle. Venance Fortunat, biographe de saint Germain de Paris, relate comment le saint prélat guérit une fille paralytique, qu'on lui présenta après la messe dans la sacristie. La ville est alors appelée Bradeia. Elle a possédé d'autres églises, mais qui ne furent pas paroissiales : l'église Saint-Lazare de la maladrerie, qui était du XIIIe siècle ; l'église des Minimes, fondée en 1636 par le maréchal de Vitry ; et l'église des filles de la Croix, qui datait de la même époque. Dans le récit de Fortunat, il est donc probablement question de l'un des édifices qui précèdent l'église actuelle,. Lors de sondages dans le chœur de l'église, entrepris en 2012 dans le contexte de l'installation du chauffage par le sol, les vestiges du socle d'un faisceau de colonnettes ont été découverts. Leur emplacement au nord des grandes arcades du sud indique une nef plus étroite. La forme du socle, avec trois assises orientées à 45° entre des assises disposées en équerre, indique un voûtement d'ogives, avec une colonnette et un chapiteau placé de biais pour faire face à l'ogive. L'on a également trouvé une piscine liturgique en bas du chevet actuel. Les vestiges n'ont pu être datés avec précision, mais le voûtement d'ogives ne permet en principe pas une date antérieure au XIIe siècle. Le seigneur Robert Ier de Dreux, mort en 1188, serait l'instigateur de la construction de l'église actuelle. Son fils, Robert II de Dreux, rapporte des insignes reliques de Terre sainte en 1192. Selon un inventaire de 1507, il s'agit d'une épine de la Sainte Couronne ; de l'herbe dont elle fut liée ; du bois de la Vraie Croix ; un tissu d'un vêtement de la Vierge Marie ; un fragment de sa ceinture ; des ongles de saint François [lequel ?] ; d'une partie de la mâchoire de saint Étienne, avec une dent ; et d'un os de sainte Catherine. Peut-être en raison de l'une de ces reliques, l'église est dédiée à saint Étienne, diacre et premier martyr de l'histoire du Christianisme. Sa dédicace est célébrée en 1363 par Mgr Jean de Meulan, évêque de Paris et ancien archidiacre de Brie. Pendant la cérémonie, il proclame les pardons et indulgences octroyés à l'occasion par le pape Innocent VI. L'anniversaire de la dédicace est fêté le dimanche après Quasimodo,.

### L'histoire de la paroisse

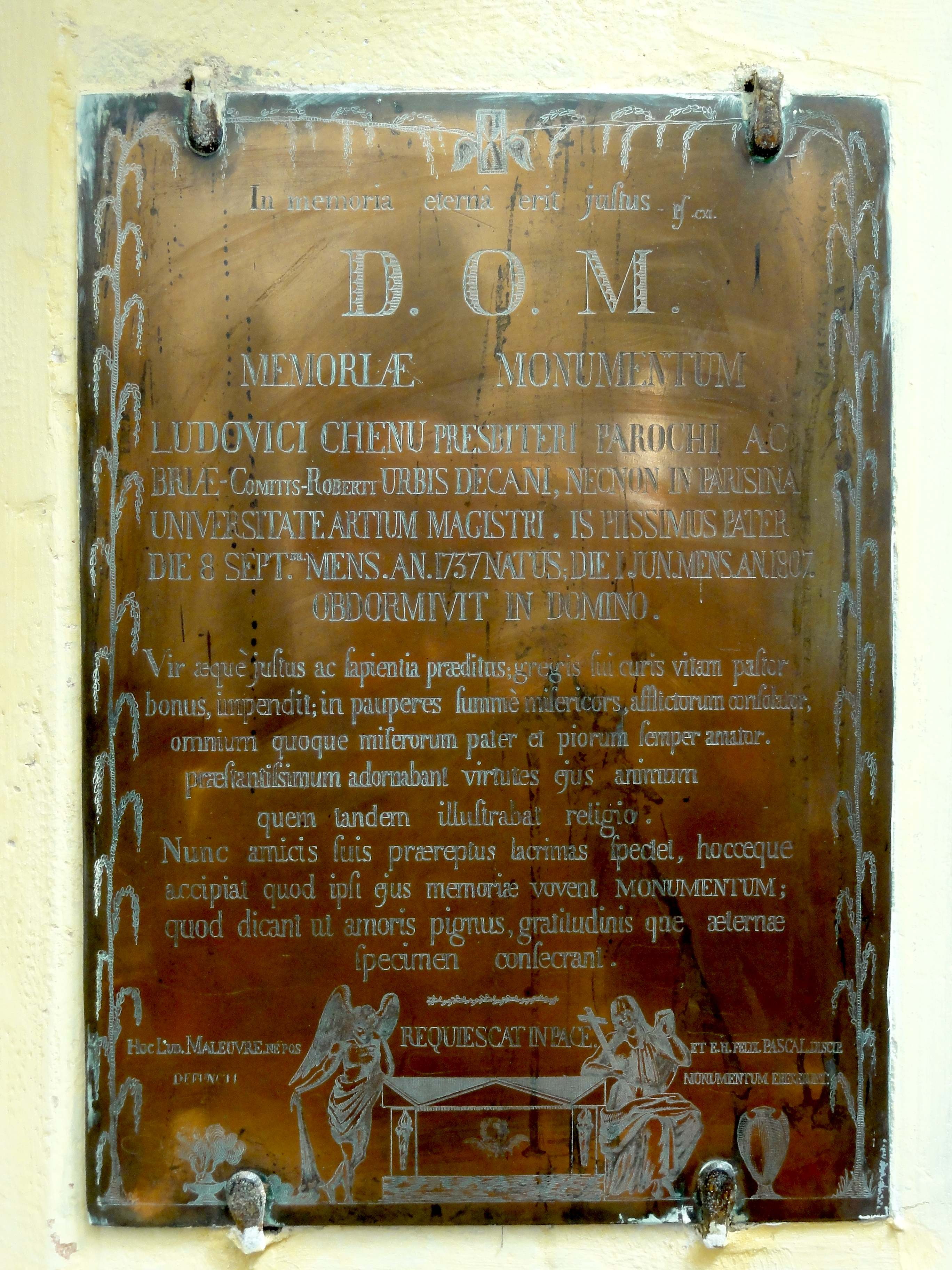
Plaque commémorative pour Louis Chenu, doyen, mort le 8 septembre 1737.

Sous l'Ancien Régime, Brie-Comte-Robert relève du diocèse de Paris, de l'archidiaconé de Brie, et du doyenné de Moissy, puis de Vieux-Corbeil. La cure est à la collation directe de l'évêque de Paris. La justice seigneuriale sur les terres de Brie appartient initialement à l'évêque de Paris. 
La reine Jeanne d'Évreux reçoit le fief en dot. Il ne lui paraît pas convenable de prêter foi et hommage à l'évêque, et se fait remplacer en 1333 par un tiers. Afin de se faire pardonner cette infraction, elle fait une grande libéralité à l'église Saint-Étienne en 1341, et fonde une messe solennelle pour le repos de son âme, qui continue d'être célébrée jusqu'à la Révolution française. Après sa mort le 4 mars 1370 au château de Brie-Comte-Robert, son service funèbre a lieu en l'église Saint-Étienne,. Le 19 ou le 29 janvier 1350, le mariage du roi Philippe VI de Valois avec Blanche de Navarre, sept mois avant la mort du souverain par la peste, est célébré en l'église Saint-Étienne de Brie-Comte-Robert.
Les deux seules chapellenies de l'église remontent également au XIVe siècle. La première est fondée le 13 février 1327 par Agnès La Vanière, dame de Bien-Assise, et est au titre de Sainte-Marguerite, selon l'abbé Lebeuf, ou de Notre-Dame, selon Jean Vallery-Radot. La seconde est fondée quelques années plus tard par Jean Cordier, bourgeois de Brie, et sa femme. Elle est au titre de Saint Jean-Baptiste,.  
Selon le pouillé du XIVe siècle, il y a à cette époque deux cures ou curés, mais il est impossible de savoir sous quel vocable est placée la seconde église paroissiale. Selon des témoignages recueillis par l'abbé Lebeuf vers le milieu du XVIIIe siècle, les anciens avaient encore entendu parler de cette église ou vu son pignon, face à la façade occidentale (« au couchant »), séparée de celle-ci par une ruelle. En 1626, l'existence de deux curés est attestée pour la dernière fois. L'abbé Lebeuf estime que l'autre église paroissiale est déjà fermée au culte depuis quelques décennies. 
Sous la seconde phase de la Guerre de Cent Ans, pendant les années 1420 et jusqu'en 1430, l'église est pillée à quatre reprises par les Anglais. Les soldats se fabriquent des vêtements avec les ornements sacerdotaux, profanent les hosties, et dérobent toutes les reliques. Elles doivent être ramenées en Angleterre, mais dans le port de Dieppe, le bateau aurait été à trois reprises empêché de partir par de fortes tempêtes. Sur le conseil d'un docteur en théologie de la ville, les reliques sont rendues. Le bateau peut partir, et les reliques sont reçues à Brie le 15 juin 1431.
Vers 1595, Jean Nicot est nommé curé de la paroisse Saint-Étienne.
Pendant la Révolution française, le périmètre du diocèse de Paris est limité au département de la Seine, et l'ensemble du territoire du département de Seine-et-Marne est englobé dans le diocèse de Meaux, qui gagne ainsi d'importance. Lors de l'interdiction du culte à l'automne 1793, l'église est vidée de son mobilier. Trois des quatre cloches baptisées le 31 juillet 1688 sont descendues pour être envoyées à la fonte. Une est conservée pour sonner le tocsin. Grâce aux dons des paroissiens, trois nouvelles cloches peuvent être fondues en 1824, dans un jardin de la rue de la Grenouillère, par Limaux et Mahuet, fondeurs. La plus petite cloche est baptisée Louise-Marie ; la moyenne, Ferdinande-Céline ; et la plus grosse Étiennette-Alexandrine-Charlotte. Le baron Ferdinand de Guilhermy, qui visite l'église Saint-Étienne vers 1860, affirme qu'il n'y a plus que les cloches de 1824.
Le 30 mai 1927, le premier office à la mémoire des combattants américains morts pour la France est célébré en l'église Saint-Étienne. Cette cérémonie a lieu en présence du maréchal Joseph Joffre, qui scelle une plaque commémorative sur un des piliers de l'église, près de l'autel.
La paroisse de Brie-Comte-Robert est aujourd'hui au centre d'un secteur paroissial qui s'étend sur les communes rurales de Champdeuil, Coubert, Crisenoy, Grisy-Suisnes, Lissy, Soignolles et Solers. Le service des paroisses est confié à trois prêtres de la Communauté Saint-Martin. Les messes dominicales sont célébrées en l'église Saint-Étienne le samedi soir à 18 h et le dimanche à 11 h. Des messes de semaine ont lieu le mardi, jeudi, vendredi et samedi à 8 h 35, et sont précédées de laudes à 8 h 15. Une Adoration eucharistique est proposée le vendredi de 17 h 45 à 18 h 45. Un office de Vêpres est célébré le dimanche à 18 h, suivi par le Salut du Saint-Sacrement.

### Les campagnes de construction de l'édifice
L'église actuelle est au moins la troisième au même emplacement : la précédente église romane de la première moitié du XIIe siècle est attestée par les découvertes archéologiques déjà signalées, et celle du VIe siècle est attestée par le récit de Fortunat. La construction commence à la fin du XIIe siècle ou au début du XIIIe siècle par le clocher. Ensuite, la majeure partie de l'église est bâtie pendant une unique campagne de travaux, qui se situe à la première période gothique et au début de la période rayonnante, entre 1200 et 1230 environ. Si l'on juge d'après les caractéristiques stylistiques, le premier niveau d'élévation est monté en premier lieu, du chevet jusqu'à la façade occidentale. Les deux autres niveaux suivent immédiatement, mais les deux premières travées à l'ouest sont laissées inachevées pendant plus d'un siècle. Le chantier est repris au XIVe siècle, et le second niveau d'élévation des deux premières travées, avec le triforium et la claire-voie de la façade, ainsi que la chapelle latérale devant la cinquième du nord, sont édifiés à cette époque. Ces travaux sont relativement peu importants, et tout porte à croire que les voûtes des trois premières travées ne sont pas lancées. La dédicace de 1363 marque sans doute la fin provisoire du chantier. Sous la Guerre de Cent Ans, la ville est assiégée par le baron Stafford en septembre 1430. C'est peut-être à ce moment que la nef de l'église est endommagée, ce qui expliquerait la reprise en sous-œuvre des quatre premiers piliers au nord et au sud, au dernier quart du XVe siècle, dans le style gothique flamboyant. À la même époque, trois chapelles latérales supplémentaires sont construites. Deux autres sont ajoutées pendant la première moitié du XVIe siècle, dans le style flamboyant tardif. Ce n'est qu'entre 1540 et 1545 environ que l'église est enfin achevée, par la construction du troisième niveau d'élévation des trois premières travées, et le voûtement de ces travées. L'on ne peut pas exclure qu'il s'agisse seulement d'un remaniement, mais rien ne le prouve. Les parties hautes de la façade sont transformées dans le style de la Renaissance. La date de 1545 est gravée sur la culée du premier arc-boutant, au nord de la façade, avec la légende suivante « PAVL I. CORI 3. CAP / TE[M]PLVM [ENIM] DEI SANCTV[M] EST, QVOD ESTIS VOS » (Bible Crampon 1923/1 Corinthiens 3,17, le temple de Dieu est saint, et c’est ce que vous êtes vous-mêmes). Quatre chapelles latérales supplémentaires sont ajoutées au début des deux bas-côtés, ce qui porte le nombre total des chapelles à dix. L'église est ainsi achevée. En 1685, des étrésillons en bois sont posées au-dessus des voûtes de la nef, afin de contrer la poussée qu'elles exercent contre les murs gouttereaux. La date de 1785 se lit sur la rosace du chevet : elle est sans doute réparée en cette année.

### La restauration de l'église depuis leXIXesiècle
L'église est transformée en magasin de fourrages sous la Révolution française. Les événements de cette époque sont mal documentés. Quelques éléments intéressants du mobilier survivent à la Révolution, notamment des tableaux, mais toutes les statues anciennes sont apparemment perdues (voir le chapitre Mobilier). Avec dix autres monuments, dont huit églises et l'hôtel-Dieu de Brie-Comte-Robert, l'église Saint-Étienne est classée parmi les tout premiers monuments historiques de France, par la liste de 1840. En 1886, le clergé prend la décision de vendre le grand buffet d'orgue des XVIIe et XVIIIe siècles. Les baies du versant sud du vaisseau central et la grande rosace du chevet sont restaurées sous la direction de l'architecte Blondeau entre 1890 et 1896. Au début du XXe siècle, quelques parties de l'édifice sont en mauvais état. On répare, entre autres, la toiture en 1905. Après la Première Guerre mondiale, un comité franco-américain se constitue pour participer à la restauration de l'église Saint-Étienne. En 1966, la charpente du clocher est minée par la pluie. Elle est remplacée, et la couverture est également refaite. Le clocher lui-même bénéficie de quelques travaux de restauration en 1982 et 1983. À la fin du XXe siècle, l'église est en mauvais état. Un grand programme de restauration est lancé en 1997. Conduit par Jacques Moulin, architecte en chef des Monuments historiques responsable de la Seine-et-Marne, il prévoit la restauration de l'ensemble de l'édifice et de son mobilier. Les premières tranches portent sur l'extérieur, hormis le clocher, et sur les vitraux. En 2012 / 2013, l'intérieur du vaisseau central et des dernières travées des bas-côtés, ainsi qu'une chapelle latérale, sont restaurés à leur tour. Les vieux badigeons sont enlevés, et des prélèvement sont effectués afin de connaître les détails de la polychromie architecturale d'origine. Celle-ci est ensuite restituée, en se basant strictement sur les constats scientifiques. Si les premières travées sont exclues de cette mesure et peintes en blanc, c'est que telle était leur état après les travaux de parachèvement à la Renaissance. À présent, la restauration des six premières travées des bas-côtés et de leurs neuf chapelles latérales restent à faire, ainsi que celle de leurs retables et de la plupart de leurs tableaux.

## Description

### Aperçu général

Plan de l'église.

Orientée assez régulièrement, avec une déviation de l'axe de l'édifice vers le nord-est du côté du chevet, l'église répond à un plan en grande partie symétrique et régulier, sans transept ni déambulatoire, et au chevet plat. Dans l'ancien diocèse de Paris, au nord de l'Île-de-France historique et dans le Beauvaisis, le transept fait souvent défaut, même dans des églises d'une certaine importance, comme à Beaumont-sur-Oise, Champeaux, Gonesse, Mantes-la-Jolie, Poissy, Saint-Leu-d'Esserent et Saint-Sulpice-de-Favières. Le chevet plat est caractéristique de nombreuses églises de la région, mais s'applique plus couramment à des églises plus petites. Jean Vallery-Radot cite comme exemples Cormeilles-en-Vexin, Jouy-le-Moutier, Longjumeau, Louveciennes, Mareil-Marly, Montreuil, Servon, etc. Sauf à Saint-Étienne de Beauvais et Champeaux, le chevet plat va également de pair avec l'absence de déambulatoire. Concrètement, l'église se compose d'une nef de six travées accompagnée de deux bas-côtés ; et d'un chœur de deux travées également accompagné de deux bas-côtés, dont la dernière travée du bas-côté nord sert de base au clocher. Le résultat est un vaisseau central de huit travées avec deux bas-côtés, dont la largeur et la hauteur sont uniformes sur toute la longueur, comme à Précy-sur-Oise. Entre les contreforts extérieurs de la plupart des travées des bas-côtés, des chapelles ont été insérées entre 1360 et 1545. Ces chapelles manquent devant la quatrième travée du nord, où se trouve un portail ; au nord du chœur ; devant la troisième et la quatrième travée du sud, où se trouve également un portail ; et au sud de la dernière travée du chœur. Les chapelles sont donc au nombre de dix. Le plan est complété par une tourelle d'escalier à droite de la façade de la nef. L'ensemble de l'église est voûté d'ogives sur des croisées d'ogives simples, à l'exception de certaines chapelles. La première chapelle du nord et la seconde du sud sont voûtées en berceau ; dans la première chapelle du sud, la voûte est pourvue de liernes et tiercerons, et dans trois autres chapelles, deux liernes s'ajoutent aux ogives. Des portails existent sur la façade, soit un pour le vaisseau central et un pour le bas-côté nord ; dans la quatrième travée du nord ; et dans la troisième travée du sud. La structure des toitures est simple, avec un toit à deux rampants pour le vaisseau central ; des toits en appentis pour les bas-côtés ; et des toits en bâtière perpendiculaires à l'axe de l'édifice pour chacune des chapelles.

### Intérieur

#### Chevet et face méridionale du clocher

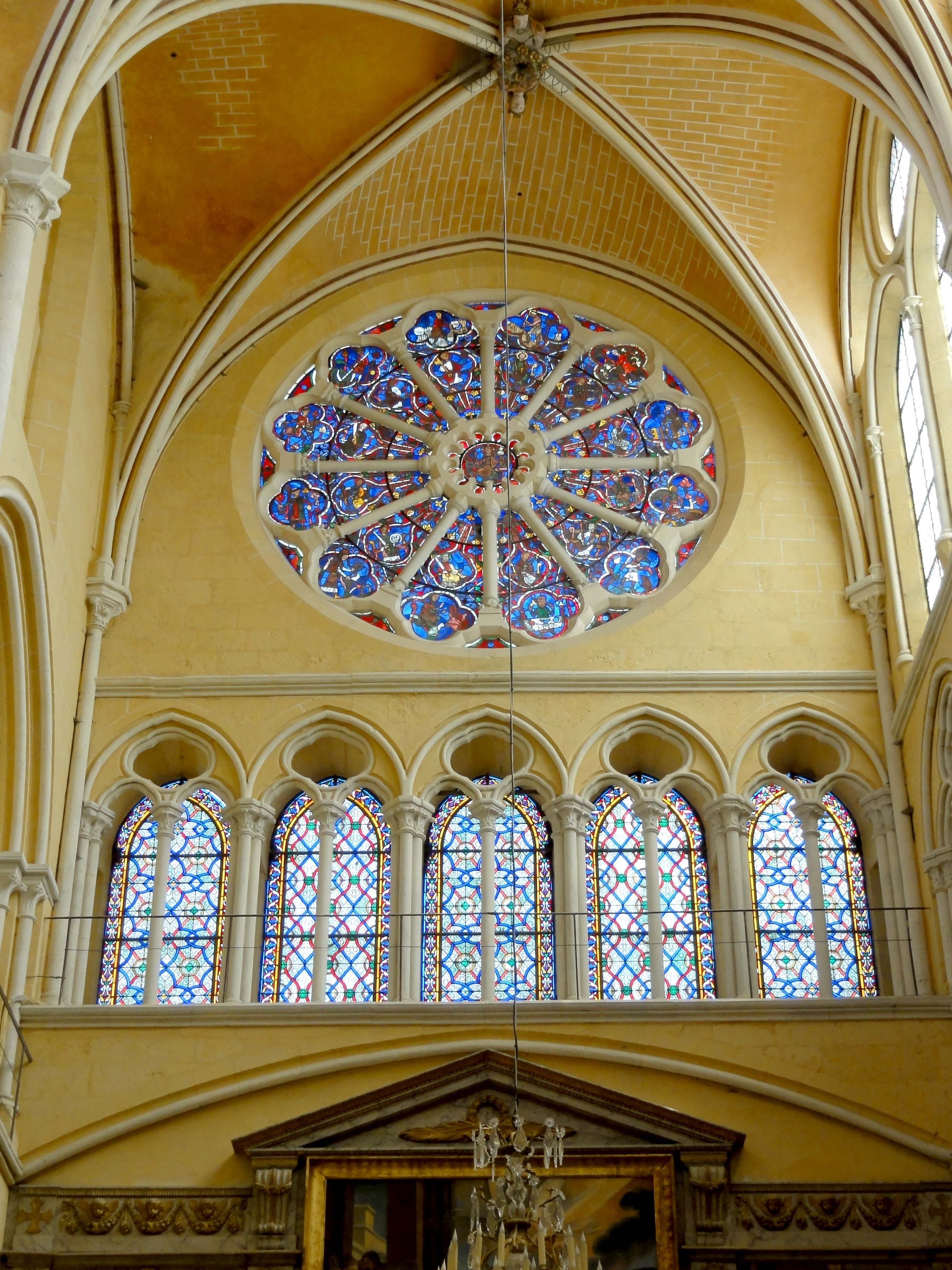
Chevet, parties hautes.

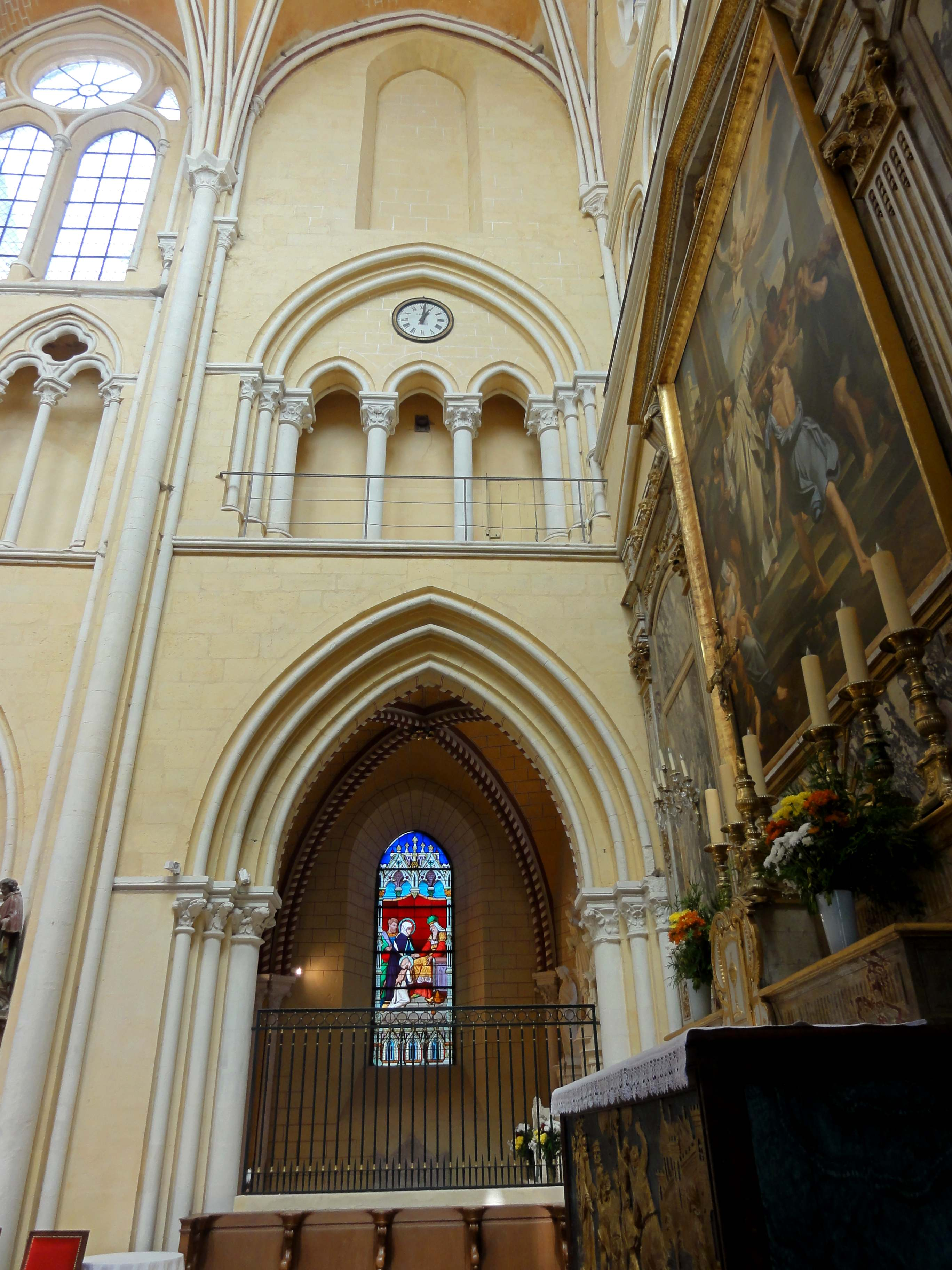
Face sud du clocher.

La construction ayant commencé par le clocher, au nord de la dernière travée du chœur, puis progressé successivement vers l'ouest, il convient de regarder en premier lieu le chœur. Ici le maître d'œuvre a fixé l'agencement des grandes arcades, l'organisation de l'élévation et la modénature, qui allaient également s'appliquer sur les travées adjacentes de la nef. Du fait de sa longueur, la nef n'a pas été achevée entièrement sous la même campagne, et les travées achevées au XIVe siècle ont été les premières à être remaniées, alors que le chœur est demeuré inchangé depuis le premier quart du XIIIe siècle. On peut y rattacher la cinquième et la sixième travée de la nef, qui restent parfaitement homogène avec le chœur à partir du quatrième arc-doubleau et ses supports (exclus). La face sud du clocher et le chevet et présentent bien sûr des dispositions particulières, qui ne se retrouvent pas ailleurs dans l'église.
Le chevet s'organise sur trois niveaux, qui ne concordent pas avec les étages des élévations latérales. Le premier niveau comporte un triplet : avant qu'il ne fût bouché par un grand retable de style Louis XVI, le chœur était encore plus lumineux. Au-dessus, un arc de décharge en anse de panier, mouluré d'un tore, relie les bandeaux toriques qui marquent la fin de l'étage des grandes arcades des élévations latérales. À peu de distance, suit un bandeau mouluré qui souligne le début du second niveau d'élévation. À partir d'ici, le mur diminue en épaisseur, et est placé légèrement en retrait, ce qui fait que les colonnettes uniques logées dans les angles pour recevoir les nervures des hautes-voûtes n'atteignent pas le sol. Le second niveau d'élévation correspond à une claire-voie particulièrement élégante à cinq arcades, assez précoce, et comparée à celles Bury, Servon et de la façade de Taverny. Chaque arcade est réséquée en deux petites arcades trilobées, qui sont surmontées d'un quatre-feuilles, et retombent sur trois fines colonnettes en délit aux chapiteaux de crochets. L'archivolte supérieure retombe sur deux autres fines colonnettes en délit, qui sont partagées avec les arcades voisines, de sorte que les arcades sont séparées par des faisceaux de trois colonnettes. Sur les colonnettes libres, les tailloirs sont de plan octogonal ; ailleurs, leur plan correspond à une section d'octogone. De part et d'autre du quadrilobe, les écoinçons sont pleins. Plus haut, le début du troisième niveau d'élévation est mis en exergue par un second bandeau mouluré. Le troisième niveau commence un peu en dessous des chapiteaux du second ordre, dont les tailloirs adoptent également un plan polygonal. Dans les angles, ils reçoivent chacun une ogive, le formeret du chevet, et une fine colonnette en délit supportant un formeret latéral. Ce qui caractérise surtout le troisième niveau d'élévation est la grande rosace d'origine, qui est recopiée sur celle de la façade de la cathédrale Notre-Dame de Paris (avec le second rang de colonnettes en moins), qui date des années 1220-1225. À Servon, quelques années plus tôt, le maître d'œuvre avait dû chercher l'inspiration à Mantes-la-Jolie, car la rosace de Notre-Dame n'existait pas encore. Le remplage se compose de douze fines colonnettes à chapiteau rayonnant autour d'un oculus polylobé central, et supportant des arcatures trilobées, comme à la claire-voie. Les écoinçons sont ajourés. L'on remarque les vitraux d'origine « aux magnifiques tonalités rouge et bleu ».
À gauche du sanctuaire, la base du clocher s'ouvre par une grande arcade en tiers-point, qui est à triple rouleau. Le rang de claveaux inférieur est mouluré d'un méplat entre deux tores dégagés et retombe sur deux fortes colonnettes en délit, et les deux rangs de claveaux supérieurs sont moulurés d'un tore dégagé et retombent sur des colonnettes également en délit, ce qui est assez rare pour les grandes arcades, de même que les trois rangs de claveaux. Ici le maître d'œuvre a donc eu recours aux piliers dionysiens, qu'il n'applique pas ailleurs dans l'église. Pour Jean Vallery-Radot, c'est l'un des signes d'un changement de parti intervenu dès l'achèvement des parties basses du clocher, même si l'auteur reconnaît que rien n'indique une interruption du chantier. Une autre explication serait l'inadaptation des autres types de supports aux arcades à triple rouleau, qui se sont imposées ici pour donner assez de solidité au clocher. Pour le même motif, la pile sud-ouest du clocher, qui est son unique pile libre, est de fort diamètre, et un pan de mur reste libre à côté de l'arcade. Ce n'est pas une irrégularité fortuite, mais résulte du fait que de nombreuses colonnettes ont dû être logées dans les angles de la base du clocher, alors que les hautes-voûtes ne nécessitent pas davantage de nervures à côté du clocher qu'ailleurs. Au-dessus de l'arcade sous le clocher, un bandeau mouluré marque le début de l'étage du triforium. C'est ici une ancienne tribune, transformée en faux triforium par un mur de refend, sans possibilité de passer vers le triforium proprement dit de la travée voisine, ou vers la claire-voie du chevet. Ce serait une autre preuve du changement de parti. La tribune ressemble à l'arcade au rez-de-chaussée pour ce qui est de la composition des supports, du diamètre des colonnettes et de la modénature, mais l'on trouve trois petites arcades au lieu d'une seule, surmontées d'un tympan nu où l'on a accrochée un cadran d'horloge. Contrairement aux autres travées, le début de l'étage des fenêtres hautes n'est pas marqué par un bandeau, et ce dernier étage est très sobre : il se résume à une lancette simple en arc brisé, qui est aujourd'hui bouchée, et donnait jadis sur le second étage du clocher.

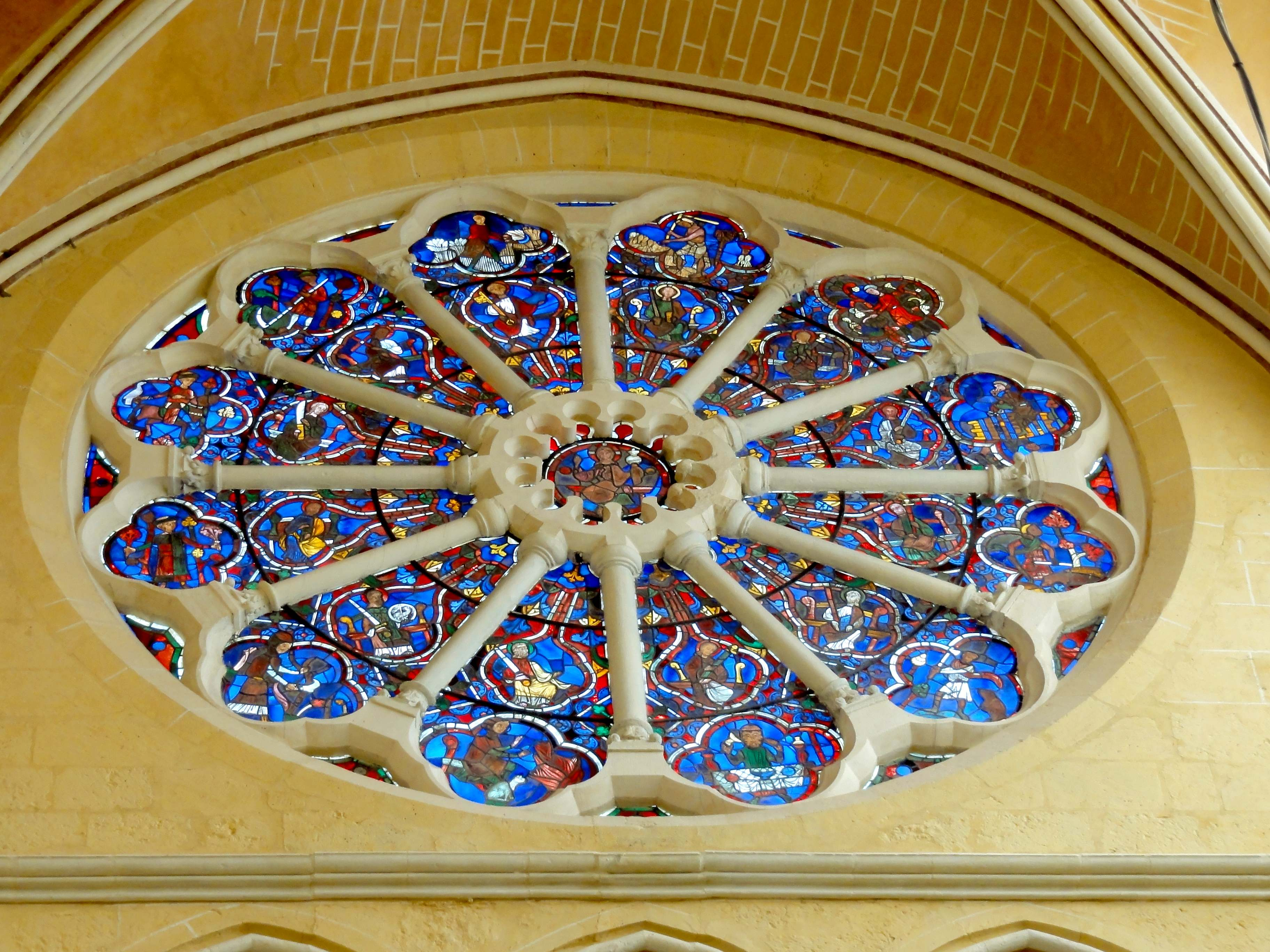
Rosace du chevet.
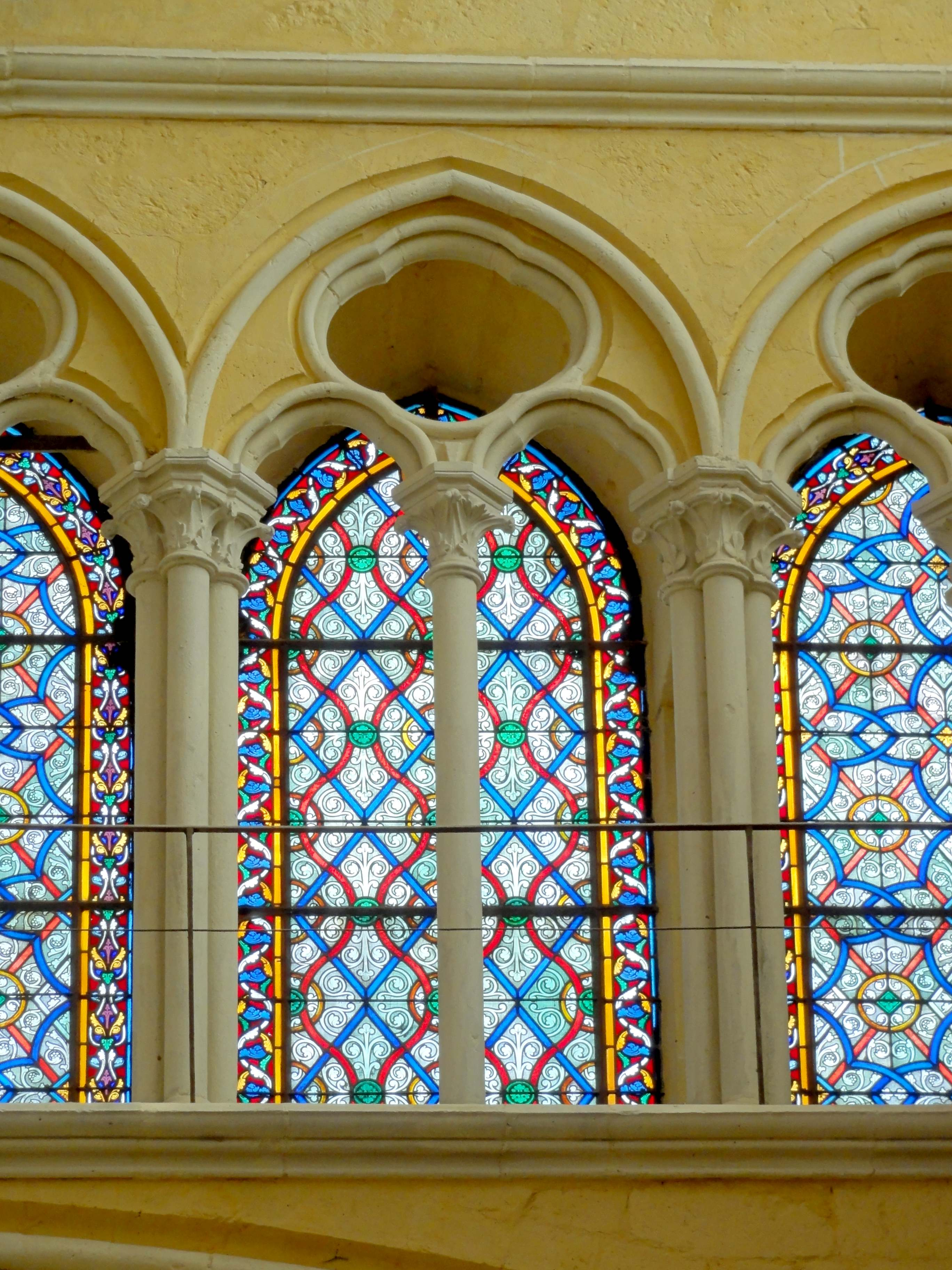
Arcade de la claire-voie.
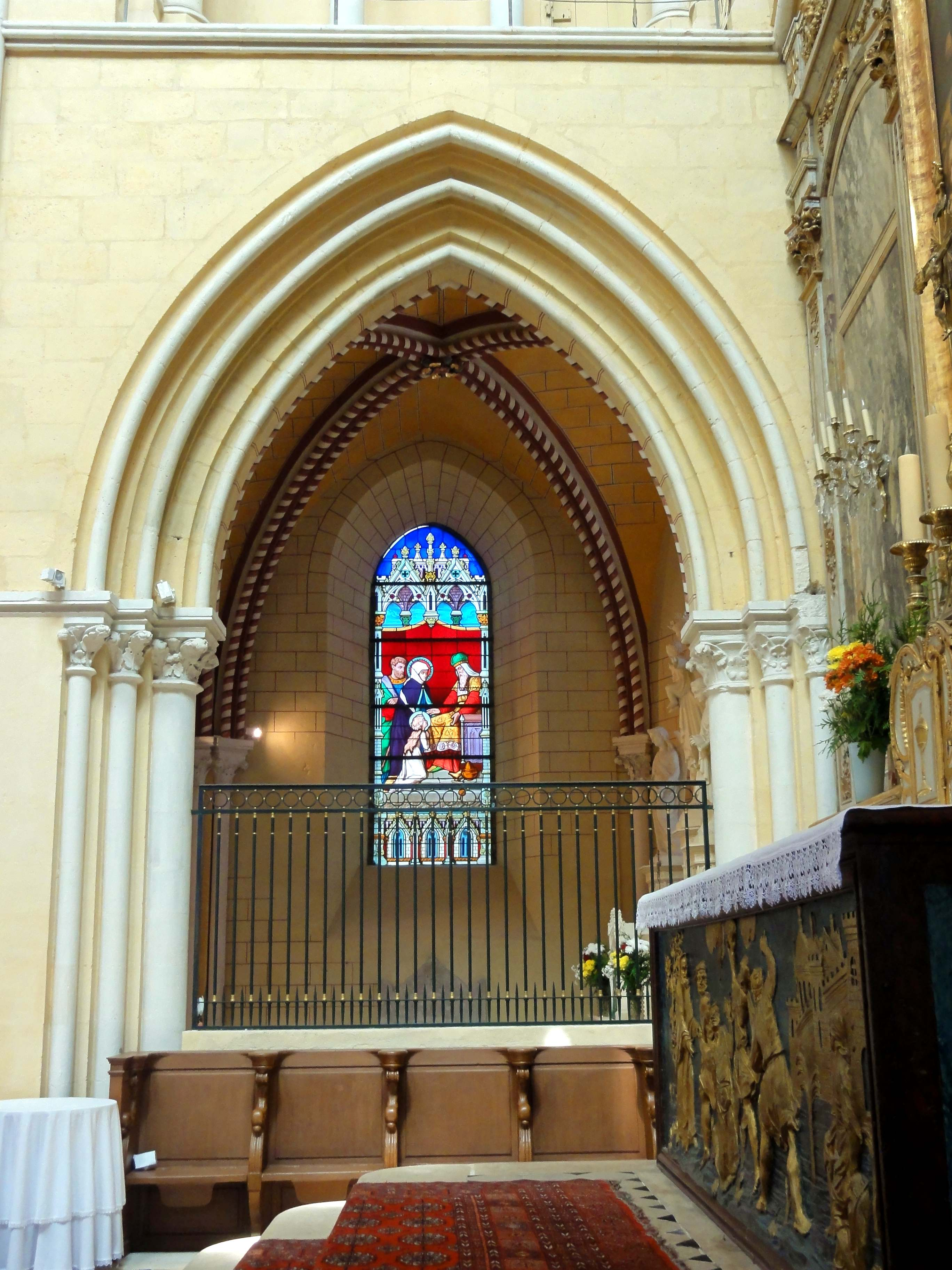
Arcade sous le clocher.
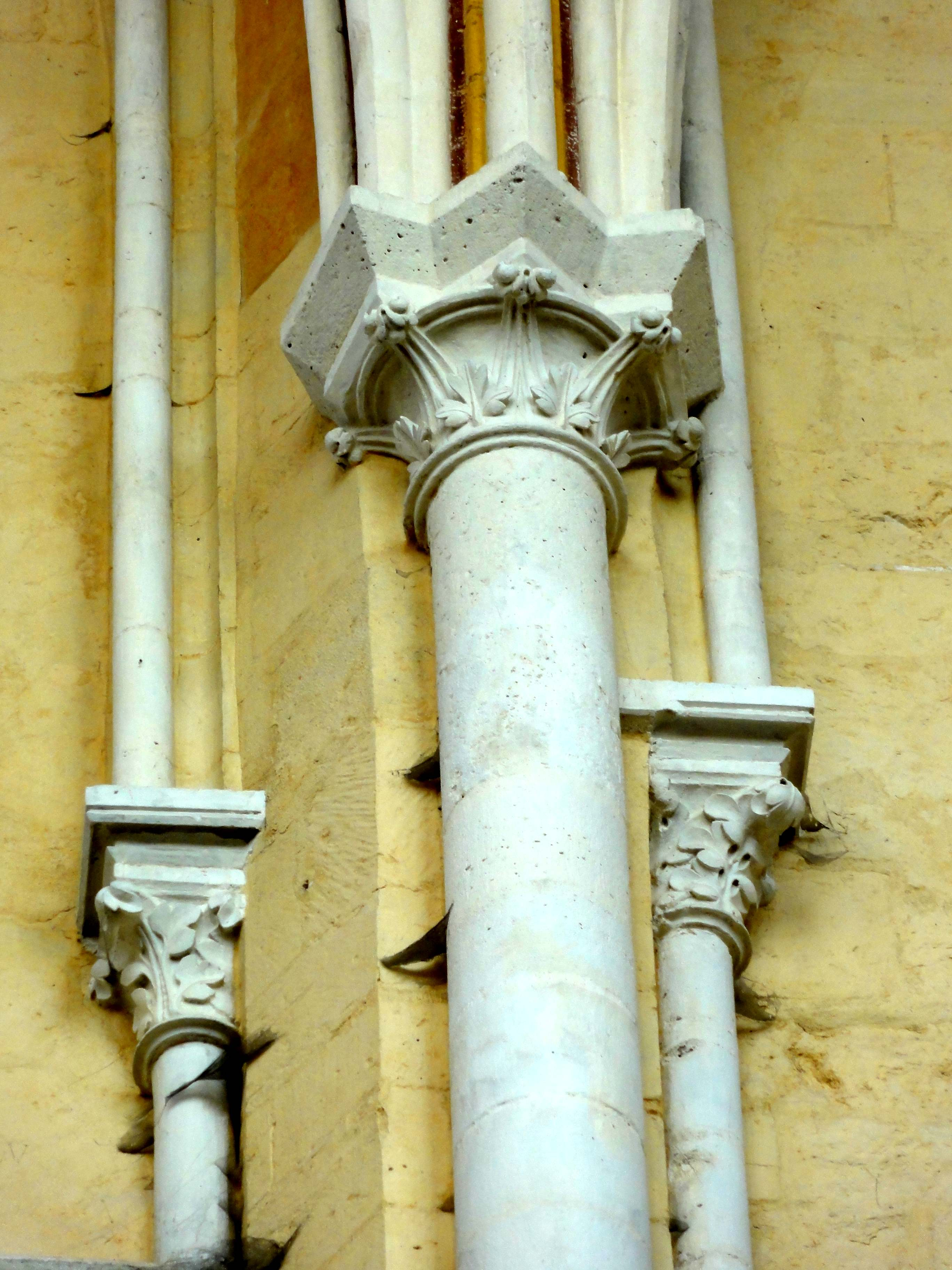
Chapiteaux du 2e ordre.
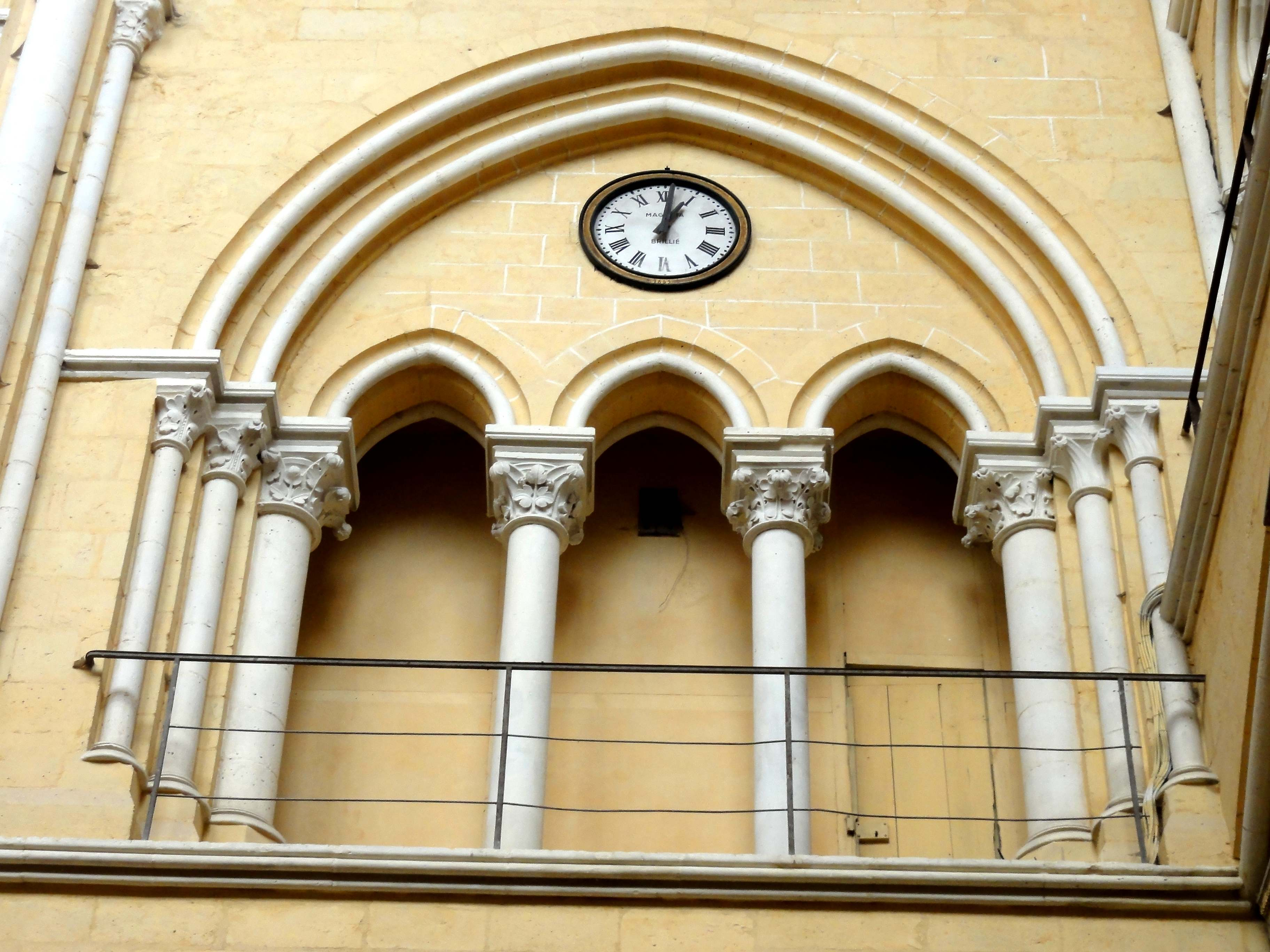
Faux triforium du clocher.

#### Chœur

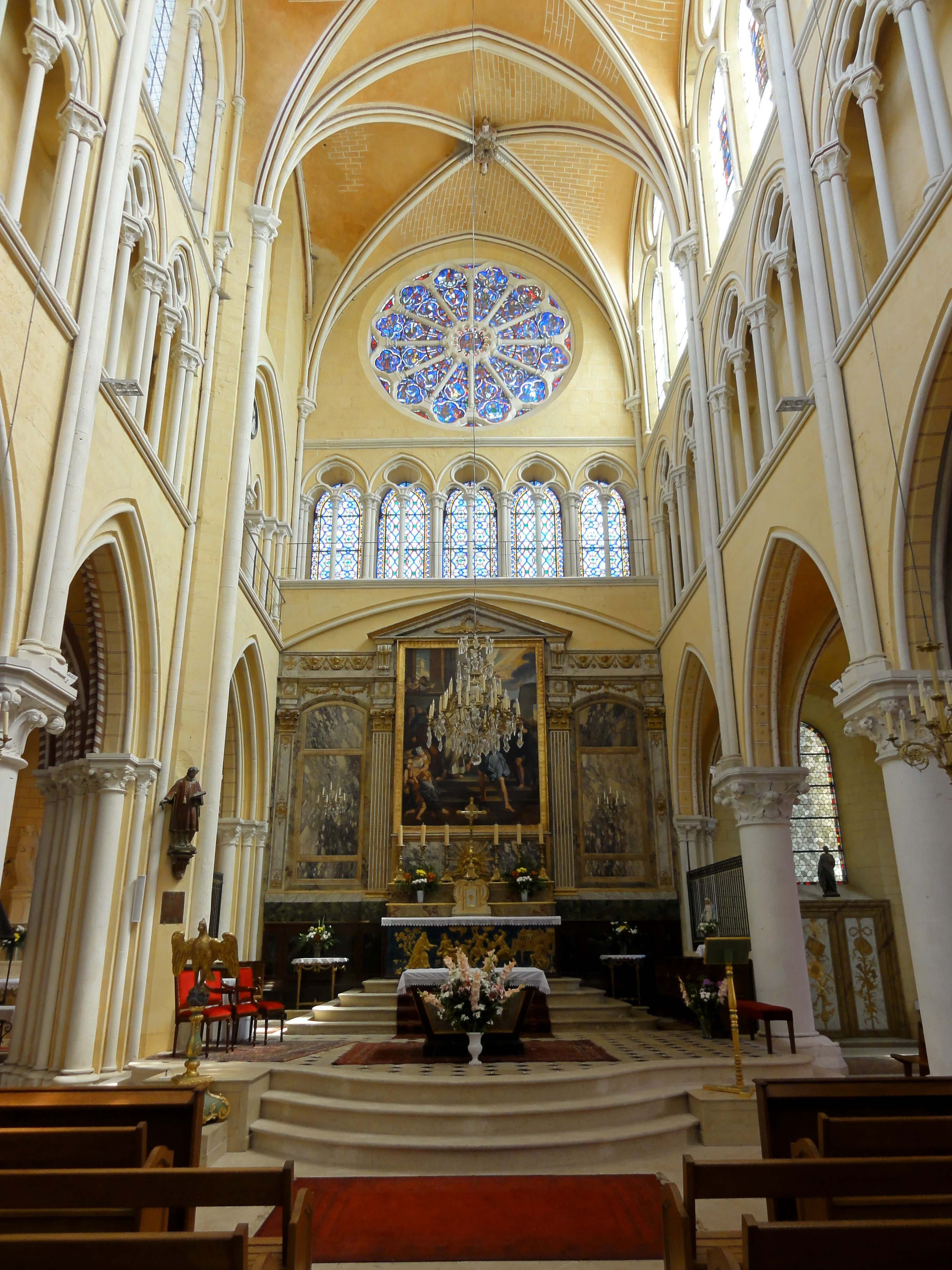
Vue dans le chœur.

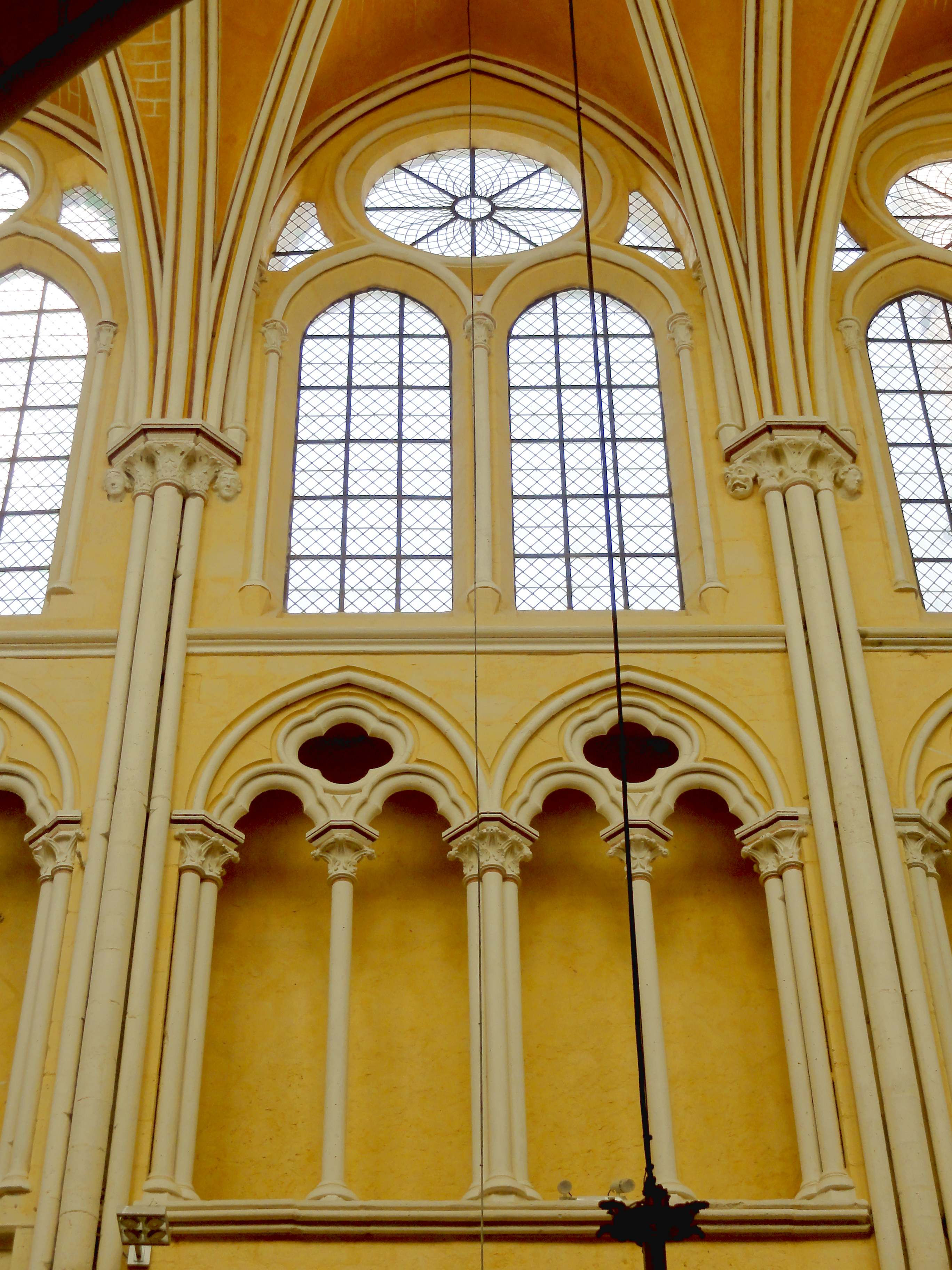
6e travée, parties hautes côté nord.

Les autres grandes arcades retombent sur des piliers monocylindriques appareillés en tambour, comme déjà dans le chœur de Notre-Dame de Paris commencé vers 1163. Considérant la date de construction une cinquantaine d'années plus tard, et le style nettement plus avancé de la claire-voie et du triforium, proche du gothique rayonnant, ces piliers paraissent en décalage avec leur époque. L'explication est sans doute simplement la force de l'influence exercée par la cathédrale diocésaine, au détriment de tendances plus novatrices, et le même anachronisme s'observe dans d'autres églises, dont Champagne-sur-Oise et Taverny. Il est à noter que les grandes arcades sont à double rouleau au nord, mais à simple rouleau au sud, ce qui est rare pour une église de cette envergure. Les bases se composent se composent d'une scotie et d'un tore aplati, et sont flanquées de griffes vigoureuses aux angles. Les socles sont, en général, carrés aux arêtes abattus. La sculpture des chapiteaux est remarquable, avec une flore très ornementale, qui reflète, selon Jean Vallery-Radot, un coup de ciseau élégant et souple. Les tailloirs sont carrés aux arêtes abattus, et leur assiette est suffisante pour recevoir les socles des supports du second ordre. Ce sont des faisceaux d'une forte colonnette correspondant aux arc-doubleaux, et de deux fines colonnettes correspondant aux ogives et formerets. Leurs chapiteaux et tailloirs sont accouplés, et ceux des ogives sont plantés de biais. Ils sont flanqués de têtes grimaçantes situées en dessous des courtes colonnettes des formerets, bien que ceux-ci reposent en réalité sur les tailloirs des chapiteaux. Au nord du dernier doubleau, où l'on trouve un pilier fasciculé, la disposition est différente, et les colonnettes des hautes-voûtes retombent jusqu'au sol. Elles ne forment pas non plus un faisceau, et la colonnette médiane reçoit à la fois le doubleau et les ogives, moyennant un tailloir au plan en étoile (dit à bec), comme à la Sainte-Chapelle, à Saint-Jacques de Compiègne, Genainville, Nogent-sur-Oise et Saint-Martin-aux-Bois.
Comme d'accoutumée à la période gothique, le second étage est réservé à un triforium, qui est de la même facture légère et élégante que la claire-voie du chevet. Il n'y a pratiquement pas d'intervalle entre les faisceaux de colonnettes des hautes-voûtes et les colonnettes du triforium, ce qui va dans le sens de la suppression des murs pleins envisagée par les architectes de l'époque. Le triforium compte deux arcades par travée, qui reproduisent à plus grande échelle le modèle fourni par la claire-voie du chevet. On peut comparer ce triforium à ses homologues des cathédrales d'Amiens et de Troyes, du transept de Provins, de Cambronne-lès-Clermont, de Crécy-la-Chapelle, de Saint-Denis, et des premières travées de Saint-Sévérin de Paris. Le mince mur de refend repose sur les voûtes des bas-côtés, sans arcs de décharge, ce qui est fréquent en Île-de-France. Si le triforium est stylistiquement avancé, les fenêtres hautes témoignent encore des débuts des fenêtres à remplage, et rappellent la disposition qui leur avait précédé, à savoir deux lancettes simples surmontées d'un oculus. Les meneaux sont donc épais, non moulurés et simplement chanfreinés, mais en revanche, des arcatures en tiers-point ont été plaquées devant les meneaux des lancettes, et un tore continu sur la bordure de l'oculus. Les tores fusionnent aux points de contact. Les chapiteaux des colonnettes ne reproduisent pas ceux du triforium, mais adoptent un plan rond, et il en va de même des tailloirs. Pour venir aux voûtes, l'on peut constater l'adéquation de leur modénature avec le reste, et donc le recours au profil torique récurrent dans l'église Saint-Étienne. Doubleaux et ogives sont identiques, et composés d'un boudin en forme d'amande séparé de deux tores par des cavets. Les formerets, monotoriques, retombent sur de courtes colonnettes à chapiteaux, et complètent la décoration des fenêtres hautes, en délimitant les écoinçons ajourés de part et d'autre de l'oculus. Comme particularité, les tores extérieurs des doubleaux fusionnent avec les tores adjacents des ogives avant d'atteindre les tailloirs, et les autres tores des ogives fusionnent avec les colonnettes des formerets. Les clés de voûte sont décorées d'une couronne de feuillages, qui est flanquée d'un buste d'un jeune homme ou d'un roi couronné, faisant face à un monstre également représenté en buste. Jean Vallery-Radot exclut l'éventualité de la représentation de personnages existants, et pense à la poursuite d'une tradition commencée au collatéral nord de la collégiale Notre-Dame-du-Fort d'Étampes.

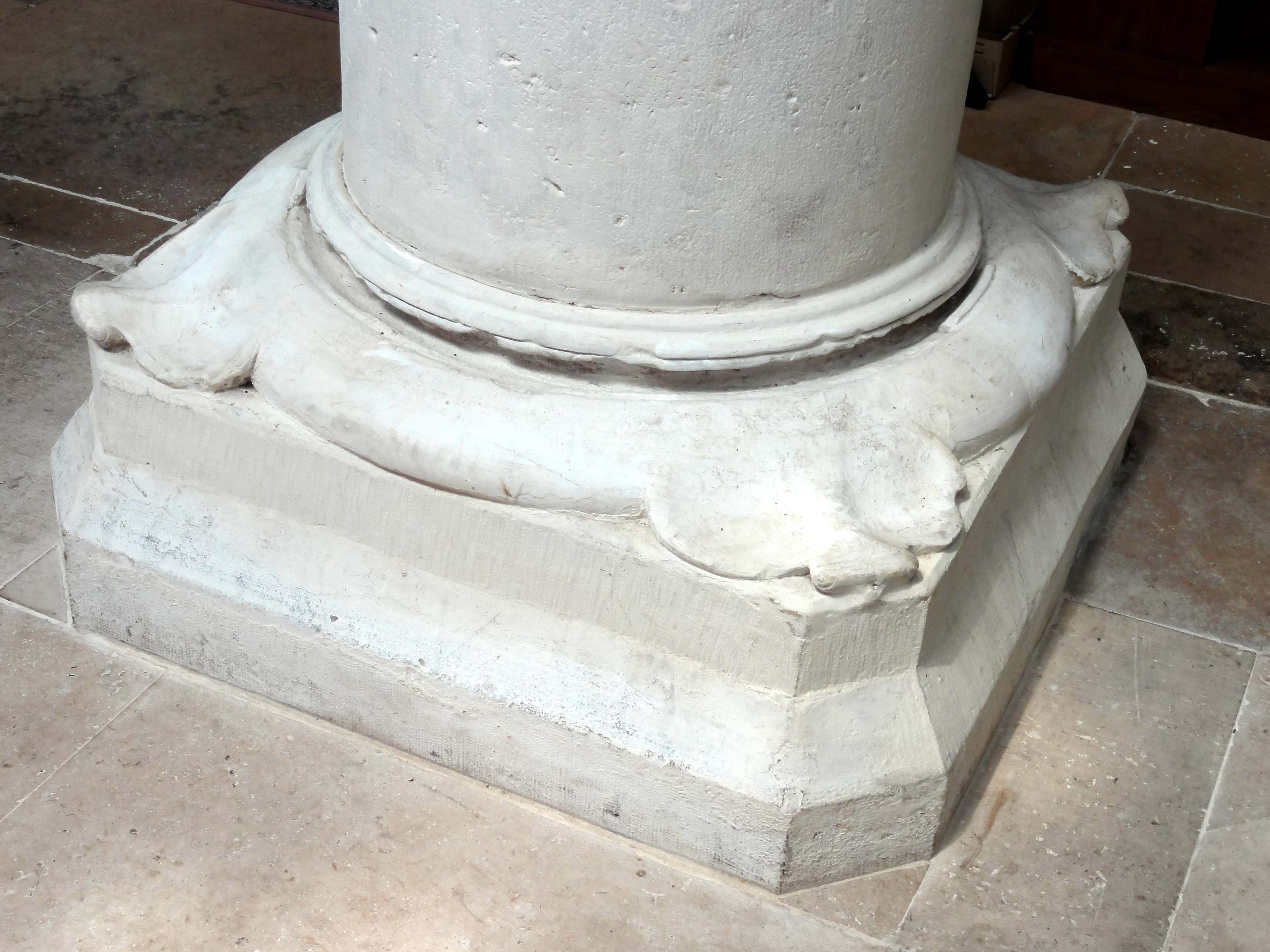
Base d'un pilier monocylindrique.
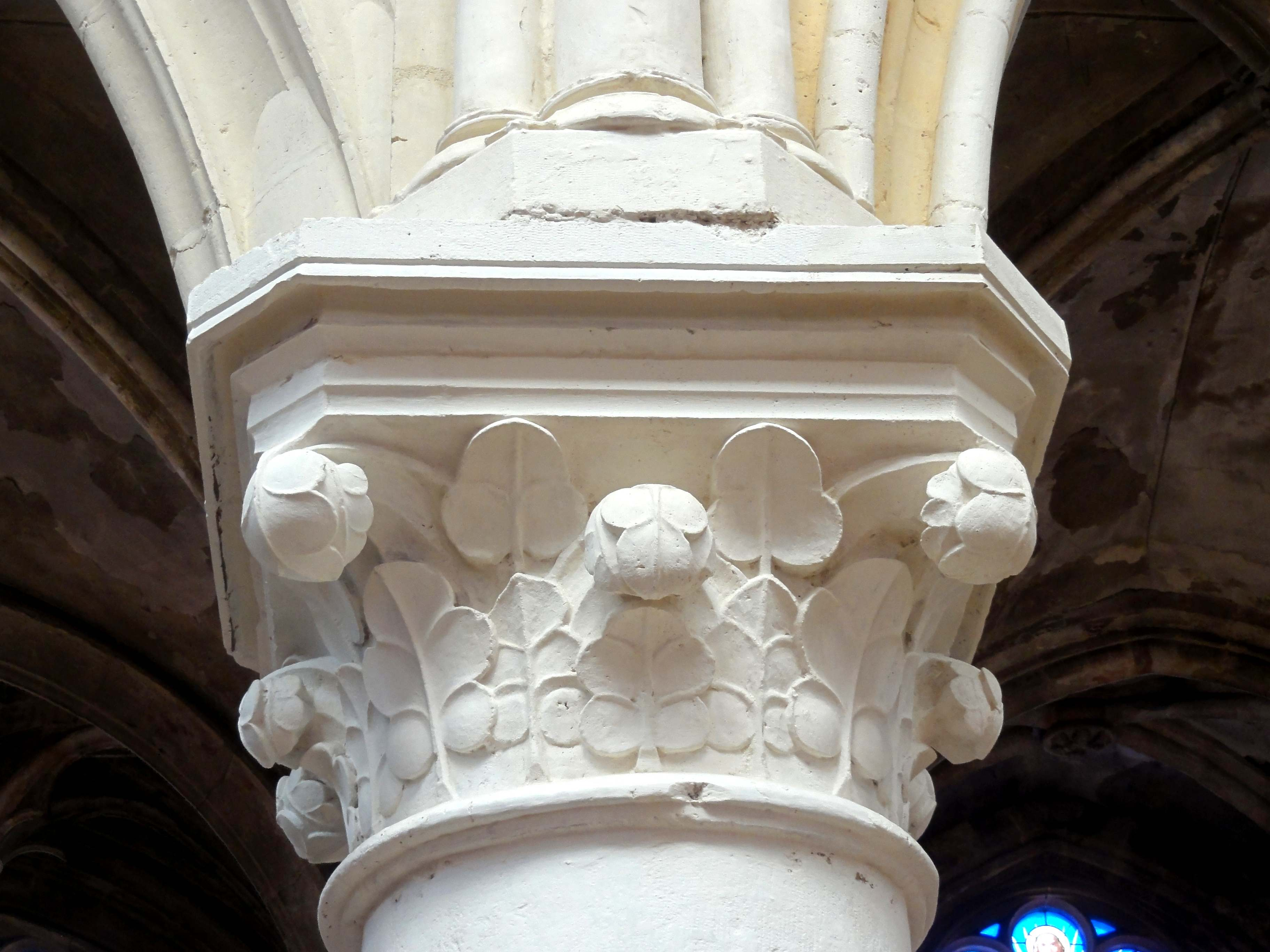
Chapiteau des grandes arcades du nord.
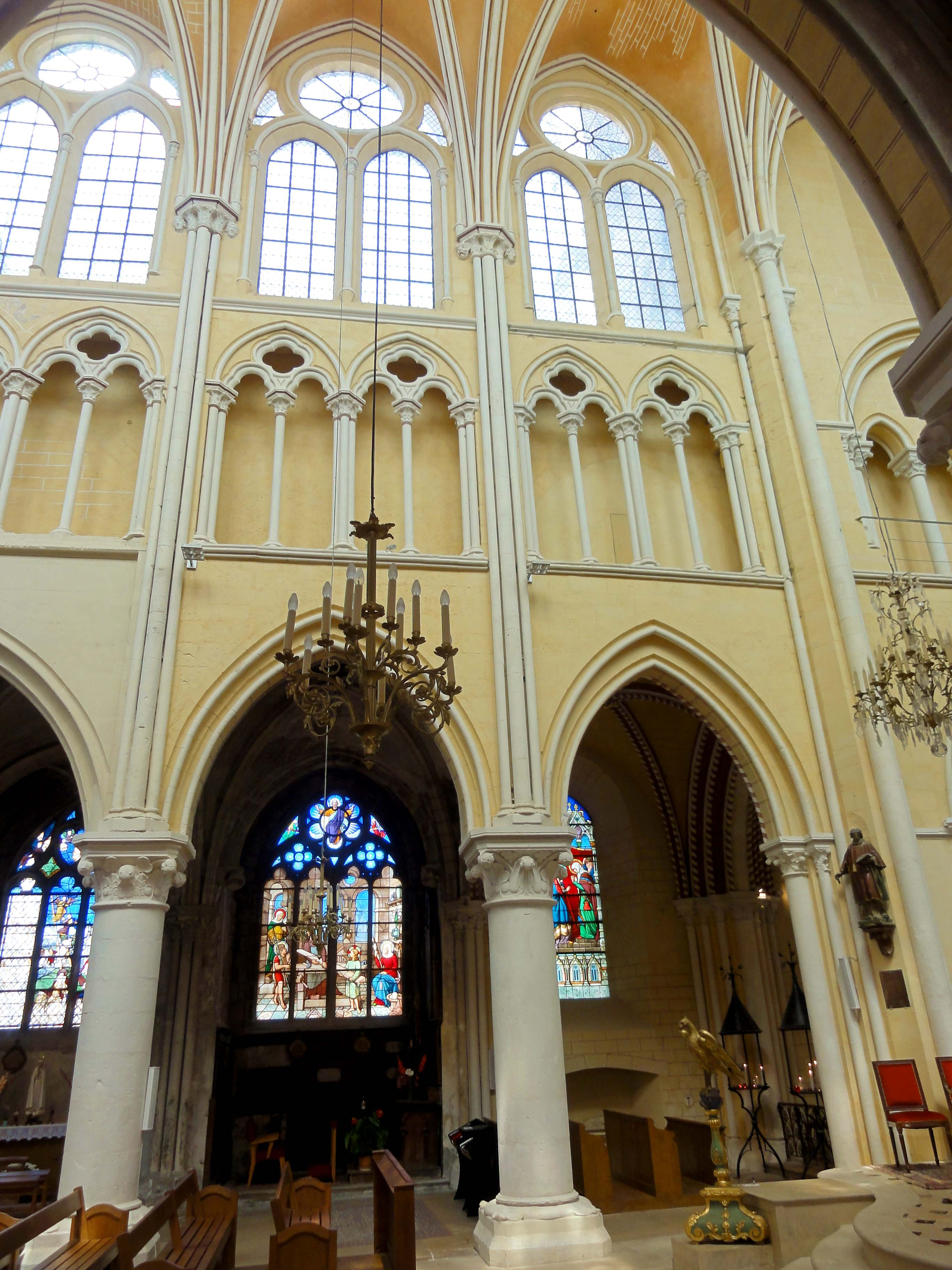
6e et 7e travée, élévation nord.
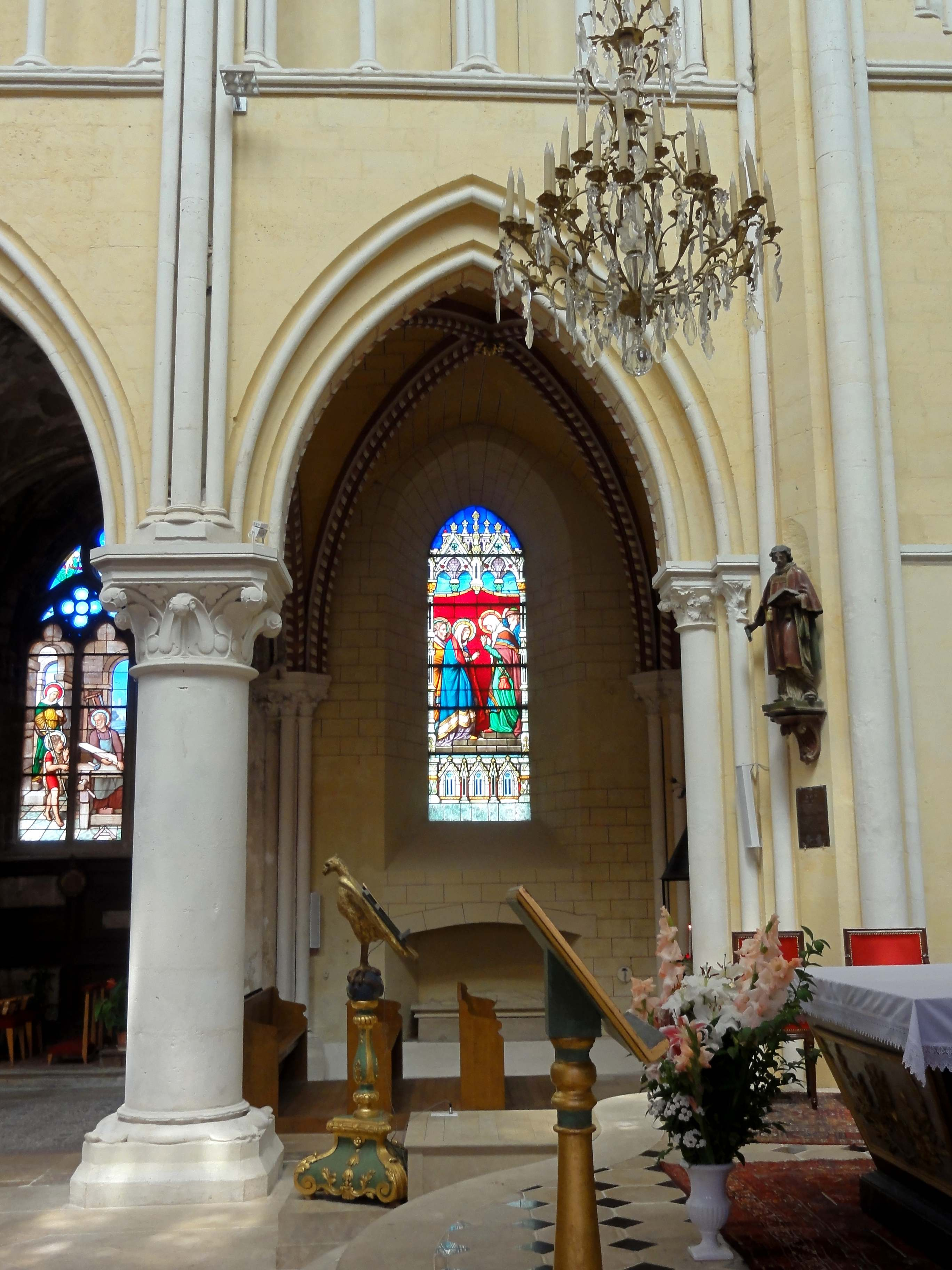
7e grande arcade du nord, avant le clocher.
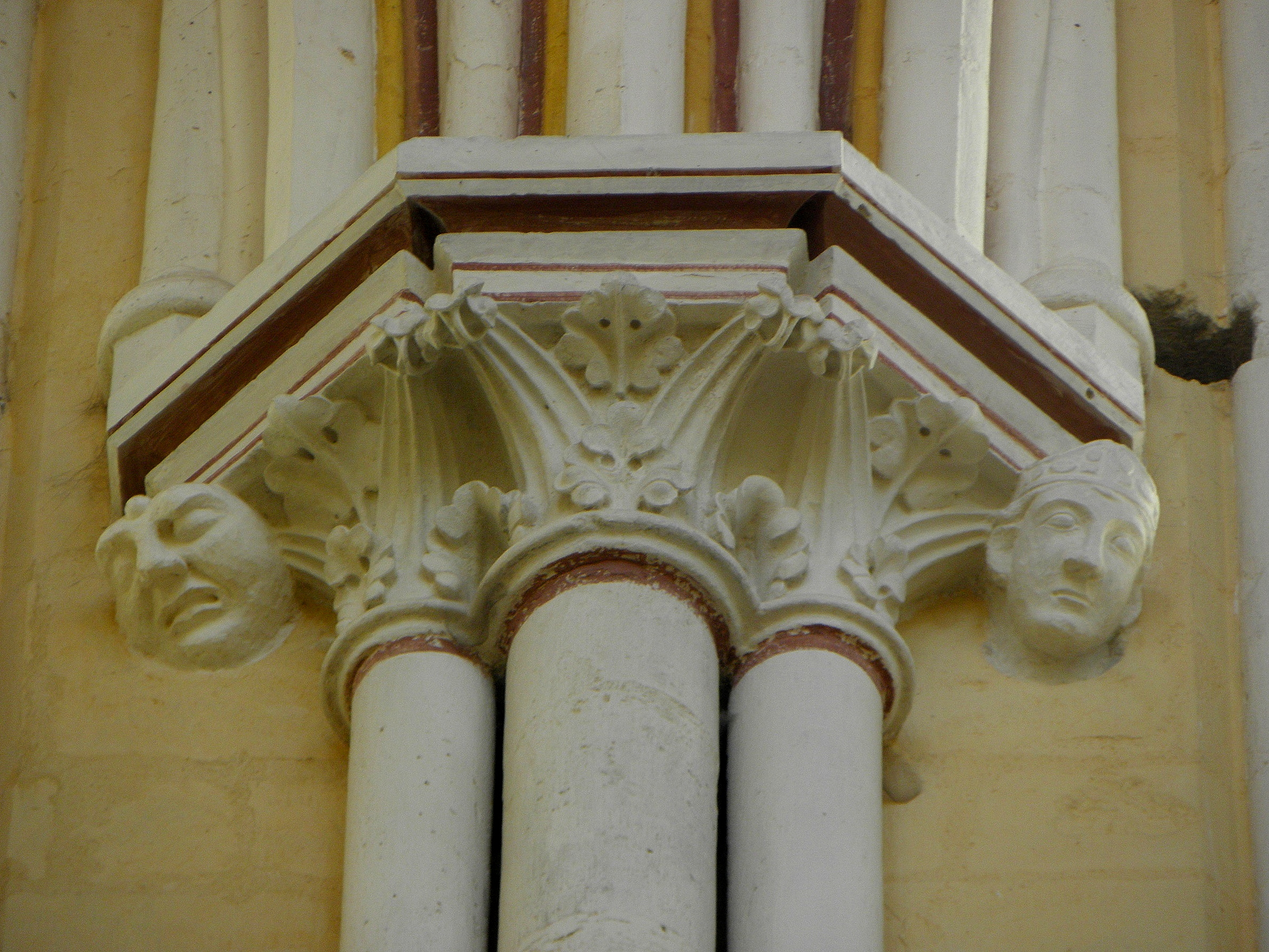
Chapiteaux du 2e ordre, au nord du 5e doubleau.
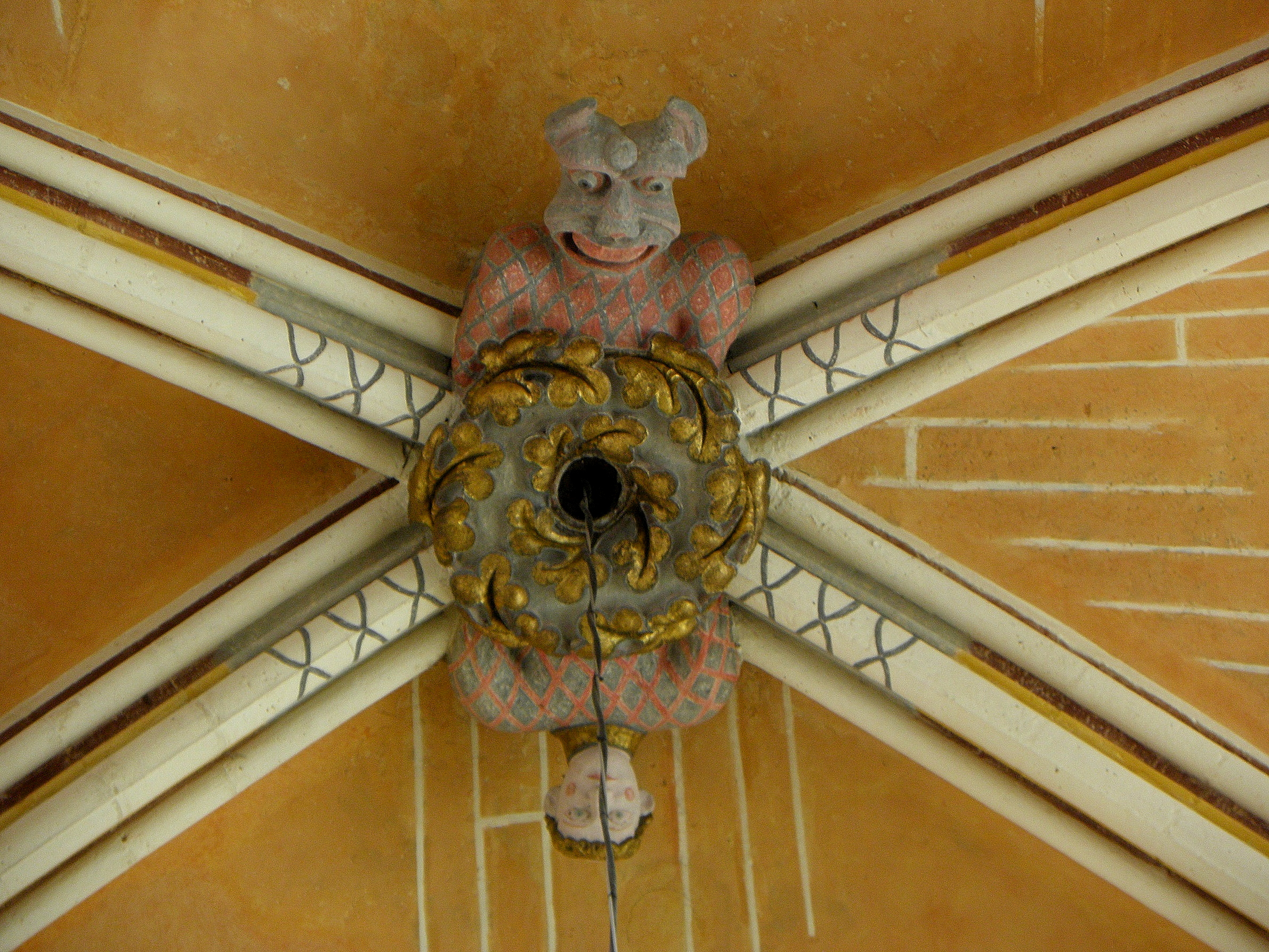
Clé de voûte de la 7e travée.

#### Nef

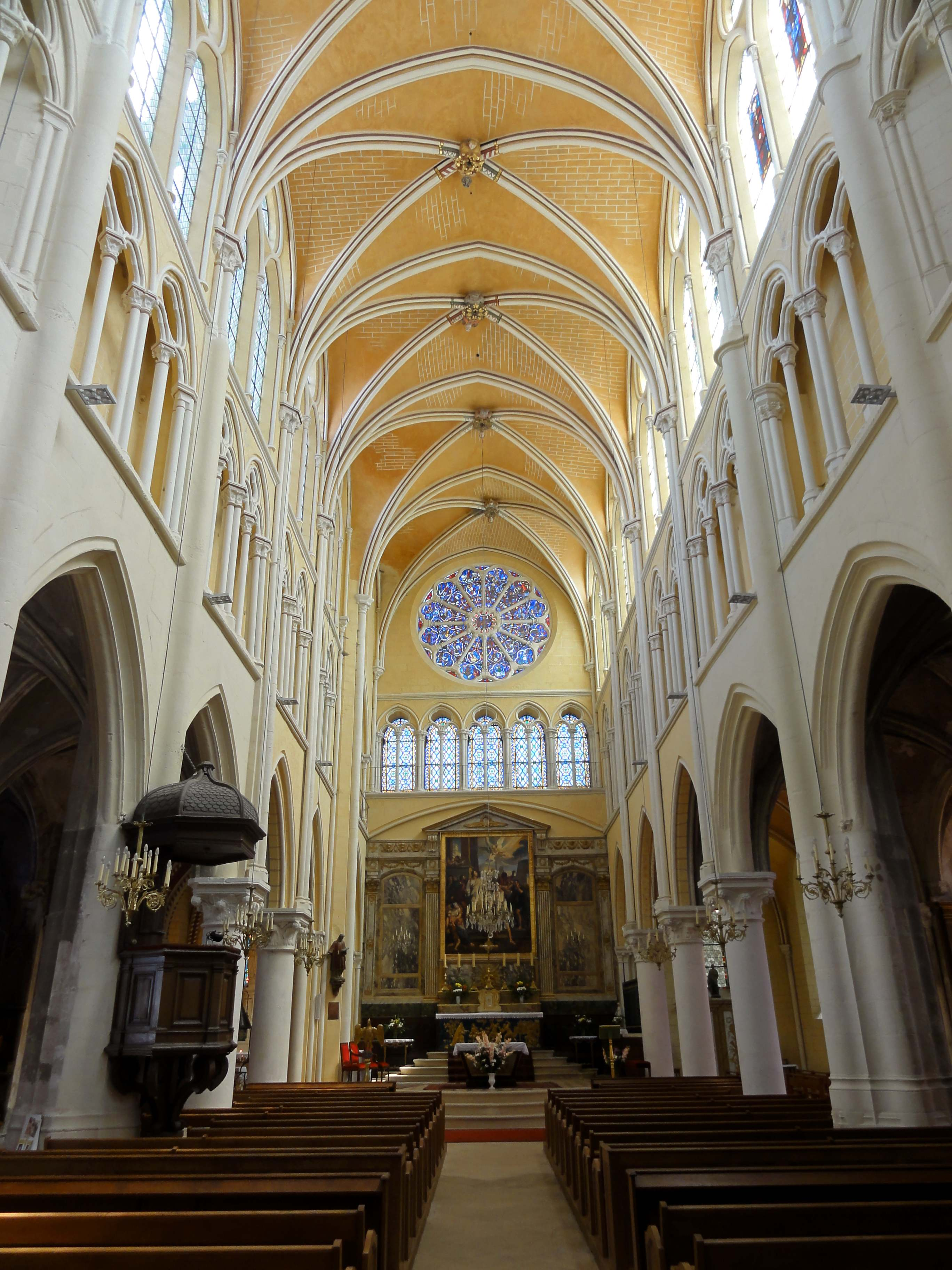
Nef, vue vers l'est.

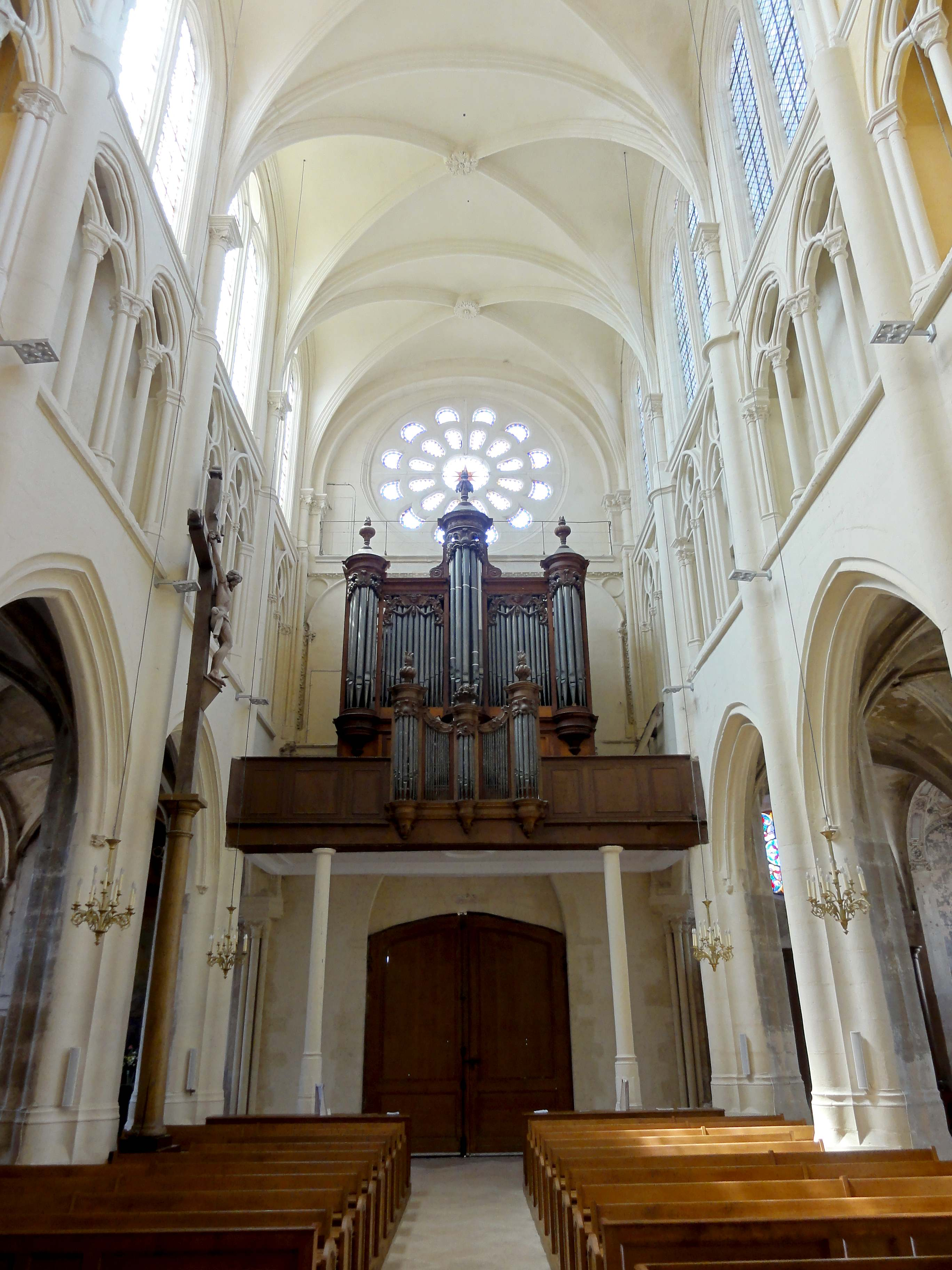
Nef, vue vers l'ouest.

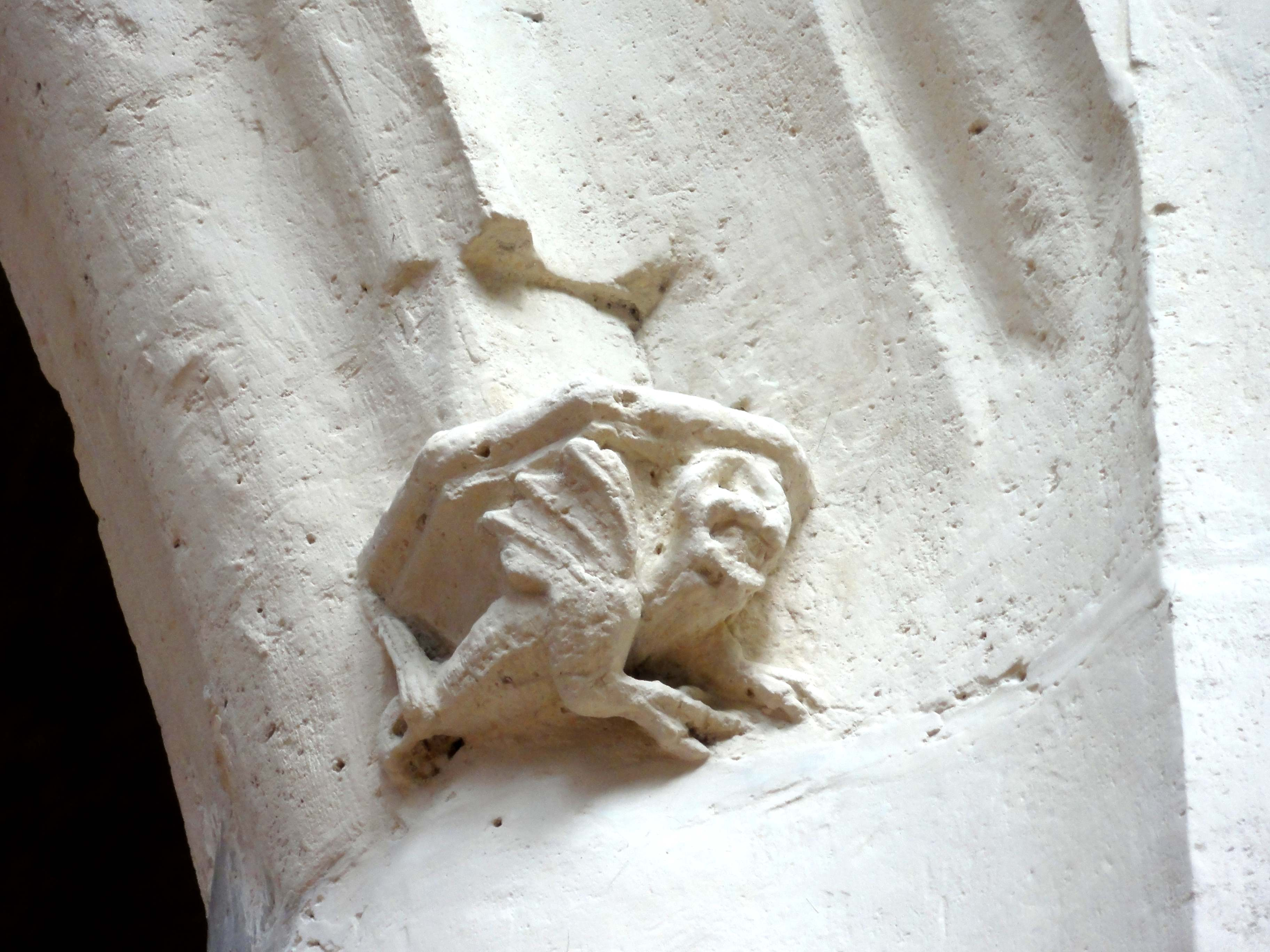
Cul-de-lampe sous une arcade flamboyante.

Des six travées de la nef, les deux dernières sont analogues au chœur, hormis le doubleau séparant la cinquième de la quatrième travée. Jusqu'à ce doubleau, les grandes arcades ont été reprises en sous-œuvre au début de la période gothique flamboyante, et les supports des hautes-voûtes ont également été refaits. Dans la troisième et la quatrième travée, on trouve encore, à quelques infimes différences près, le même triforium que dans le chœur, et dans la quatrième travée, les fenêtres hautes et la voûte sont également analogues au chœur. Dans les deux premières travées, le triforium est encore plus raffiné, et date du XIVe siècle. Mais dans les trois premières travées, les fenêtres hautes et les voûtes, pas plus que les grandes arcades, ne correspondent pas à l'époque du triforium, et datent seulement du début de la Renaissance, vers 1545. Ainsi, en considérant l'ensemble des trois élévations, l'on peut distinguer quatre types de travées dans la nef, et la troisième et la quatrième travée sont uniques, mais sur un même étage, il n'y a jamais plus de deux dispositions différentes.
Les grandes arcades des quatre premières travées reposent, depuis leur reprise en sous-œuvre, sur des piliers ondulés, qui présentent une ondulation sur chaque face, et conservent une arête saillante à chaque angle. L'ondulation ou renflement tourné vers la nef monte jusqu'en haut des murs en lieu et place du faisceau de trois colonnettes. Ces colonnettes subsistent probablement sous le renflement, et au niveau du troisième et du quatrième doubleau, elles redeviennent apparentes à partir du bandeau qui marque le début de l'étage des fenêtres hautes. Légèrement en dessous, la plupart des ondulations sont baguées, ou pourvues d'une moulure horizontale. Les grandes arcades se fondent directement dans les piliers, sans interposition de chapiteaux ou frises, et adoptent un profil prismatique complexe. Dans les grandes lignes, il reproduit le profil des piliers, et se compose, pour l'essentiel, d'un gros boudin entre deux gorges. En haut et en bas, la gorge est agrémentée d'une arête saillante. L'arête supérieure s'estompe dans les piliers près des angles, tandis que l'arête inférieure bute sur les tailloirs polygonaux de minuscules culs-de-lampe, qui représentent de divers motifs : une coquille Saint-Jacques, des génies nus, des têtes de chérubin entre deux ailes, et des monstres ou chimères. Pour ce qui est du triforium des deux premières travées, il ne rompt pas avec le schéma en vigueur dans les travées du premier tiers du XIIIe siècle, mais les colonnettes deviennent très grêles et se multiplient, et le réseau s'allège. Les deux arcades par travée retombent au centre sur cinq colonnettes au lieu de trois, et les deux petites arcades tréflées au sein de chaque arcade retombent au milieu sur trois colonnettes au lieu d'une seule. Comme déjà avant 1230 au niveau des fenêtres hautes, les chapiteaux et tailloirs deviennent ronds. Près des piliers ondulés, le nombre et le diamètre des colonnettes est toutefois identique que dans les travées orientales, et l'on y trouve même des chapiteaux plus volumineux, et dans certains cas, des tailloirs d'une grande lourdeur. Les têtes trilobées ne sont pas formées par deux boudins accouplés, et s'inscrivent dans des lancettes, et de même, le quadrilobe s'inscrit dans un oculus. De part et d'autre de cet oculus, les écoinçons sont ajourés, et à l'arc de décharge du triforium du premier tiers du XIIIe siècle, se substitue un boudin plaqué devant la surface murale. Celle-ci est remplie par des trilobes pleins (la claire-voie de Saint-Sulpice-de-Favières connaît au même emplacement des écoinçons ajourés). Au revers de la façade, derrière l'orgue, l'on peut distinguer les vestiges d'une claire-voie analogue au triforium du XIVe siècle, qui a été bouchée à la faveur d'une galerie extérieure à l'époque de la Renaissance.
Pas plus que le maitre d'œuvre du XVe siècle, qui a accepté la rupture entre des piliers ondulés et des piliers cantonnés au niveau de la limite de l'étage du triforium et l'étage des fenêtres hautes, le maître d'œuvre de la Renaissance n'a pas veillé à l'harmonie de ses créations avec les éléments préexistants. Ainsi, au niveau des deux premiers doubleaux, les piliers ondulés d'une envergure assez importante cèdent à des colonnes engagées uniques, et nettement plus fines. Elles sont couronnées de chapiteaux corinthiens, munis de tailloirs carrés. L'assiette déjà restreinte des tailloirs n'est que partiellement utilisée, car les nervures prismatiques aiguës des voûtes des années 1540 s'interpénètrent avant la retombée. Les clés de voûte, identiques toutes les trois, sont des disques sculptés de deux rangs de feuilles d'acanthe concentriques, et le maître d'œuvre n'a donc pas cédé à la mode des clés pendantes en vigueur à l'époque. Il reste proche du style flamboyant, comme le souligne aussi le profil des nervures, mais les doubleaux et formerets sont néanmoins en plein cintre, conformément à l'esprit de la Renaissance. Les formerets s'accommodent ainsi avec les fenêtres hautes, qui sont munies d'un remplage Renaissance standard avec deux formes en plein cintre surmontées d'un oculus. Sauf la moulure qui l'entoure, la rosace en haut de la façade occidentale est également de la Renaissance, et d'un style déplorable, lourd et sans imagination. Dans les angles près de la façade, les faisceaux de colonnettes partant depuis le premier bandeau horizontal subsistent jusqu'au second bandeau ; ensuite, ils cèdent la place à de courtes colonnes de la Renaissance. En raison de la coursière devant la rosace, le formeret occidental dispose de supports dédiés. Ce sont des piliers carrés aux chapiteaux également corinthiens.

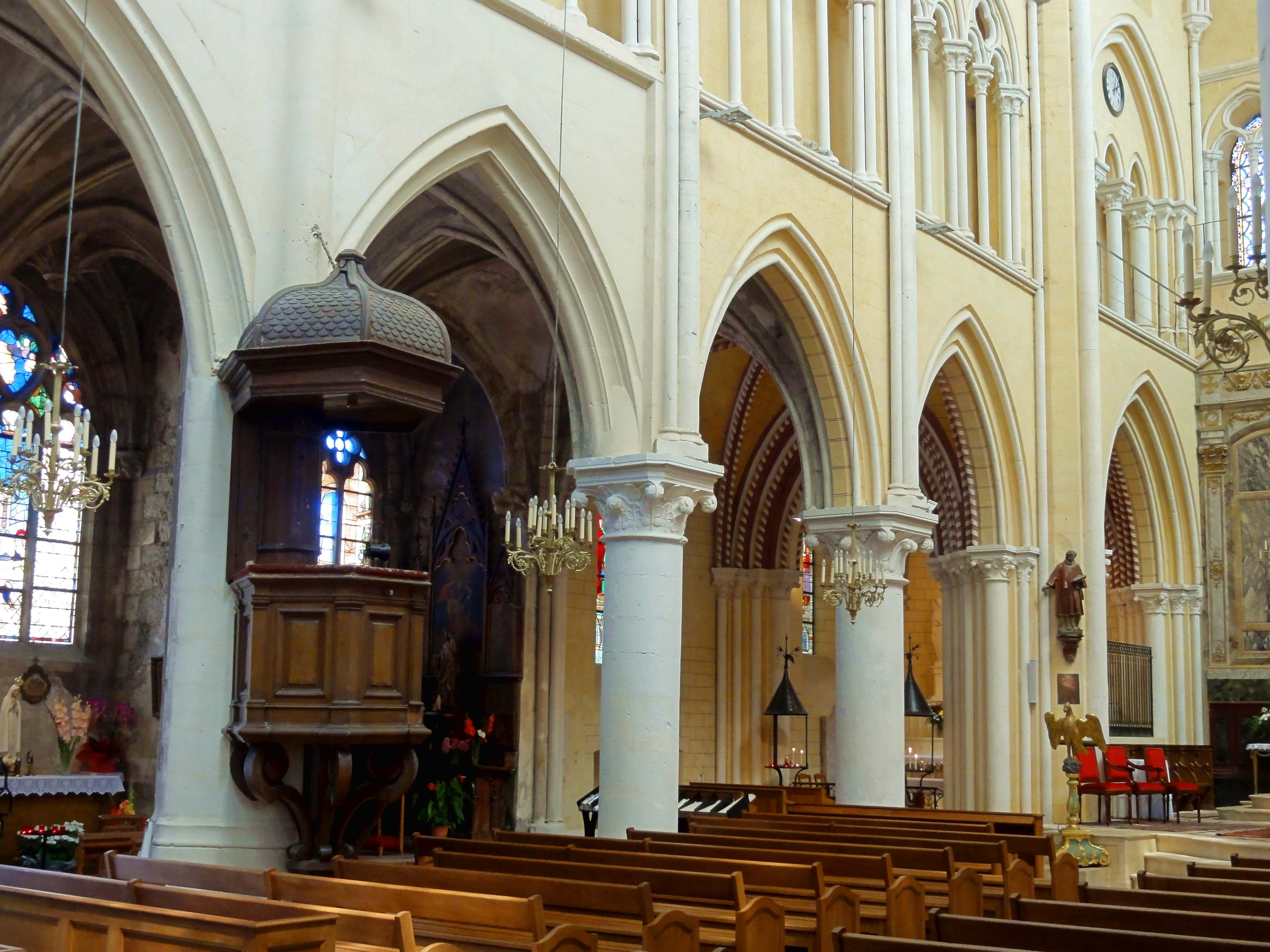
Grandes arcades du nord, à partir de la 5e travée.
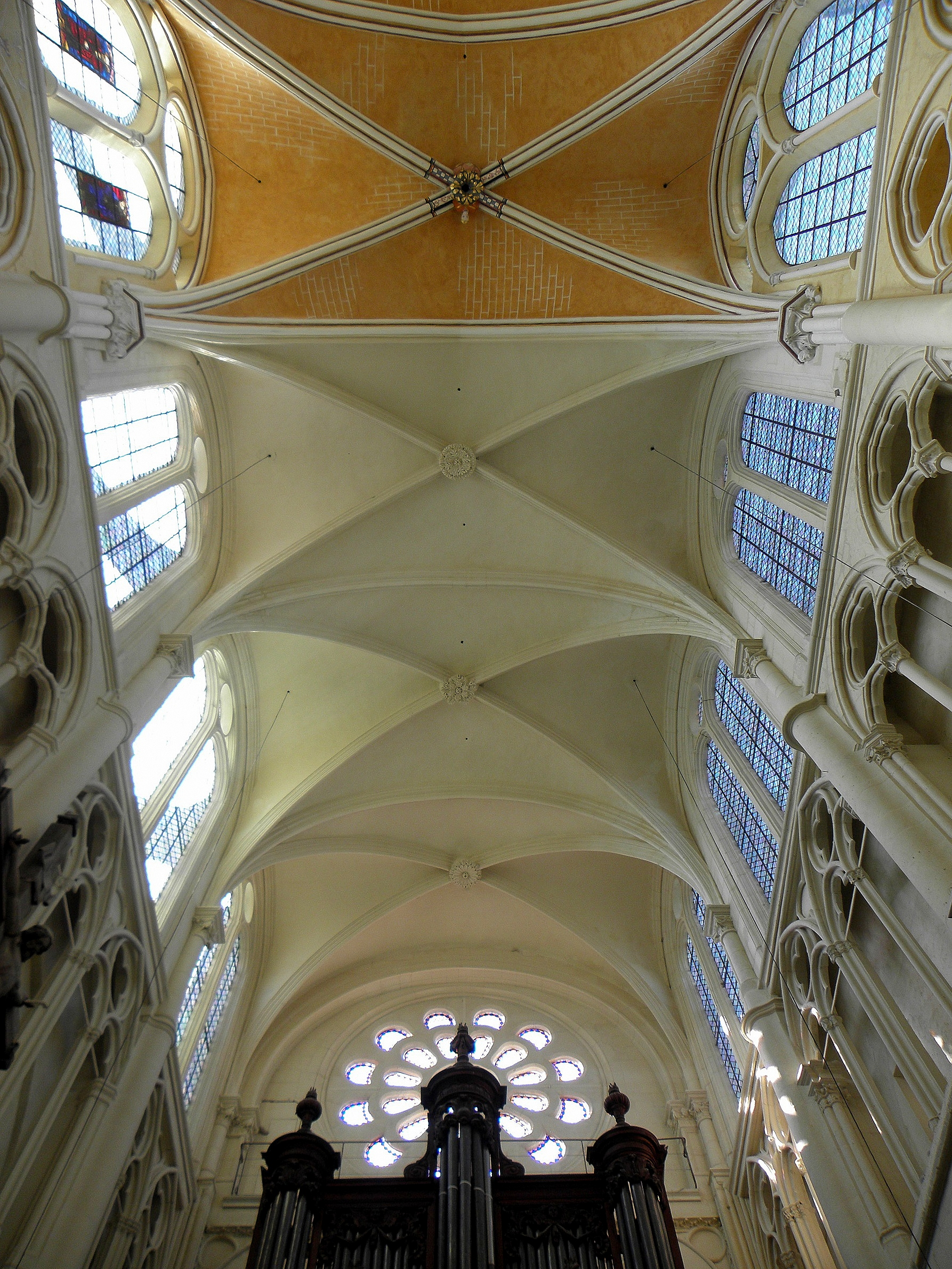
Voûtes des premières travées.
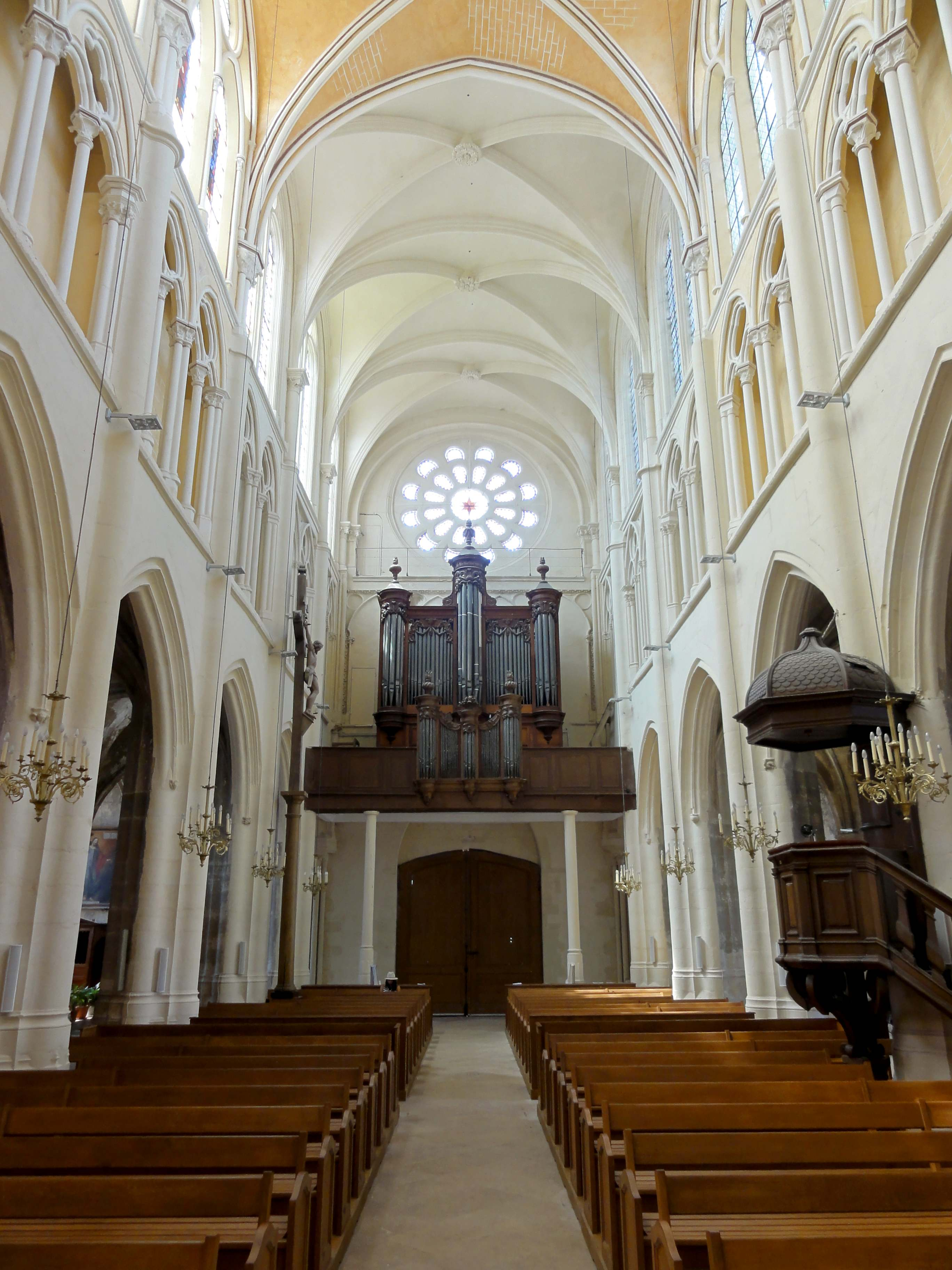
Nef, vue vers l'ouest.
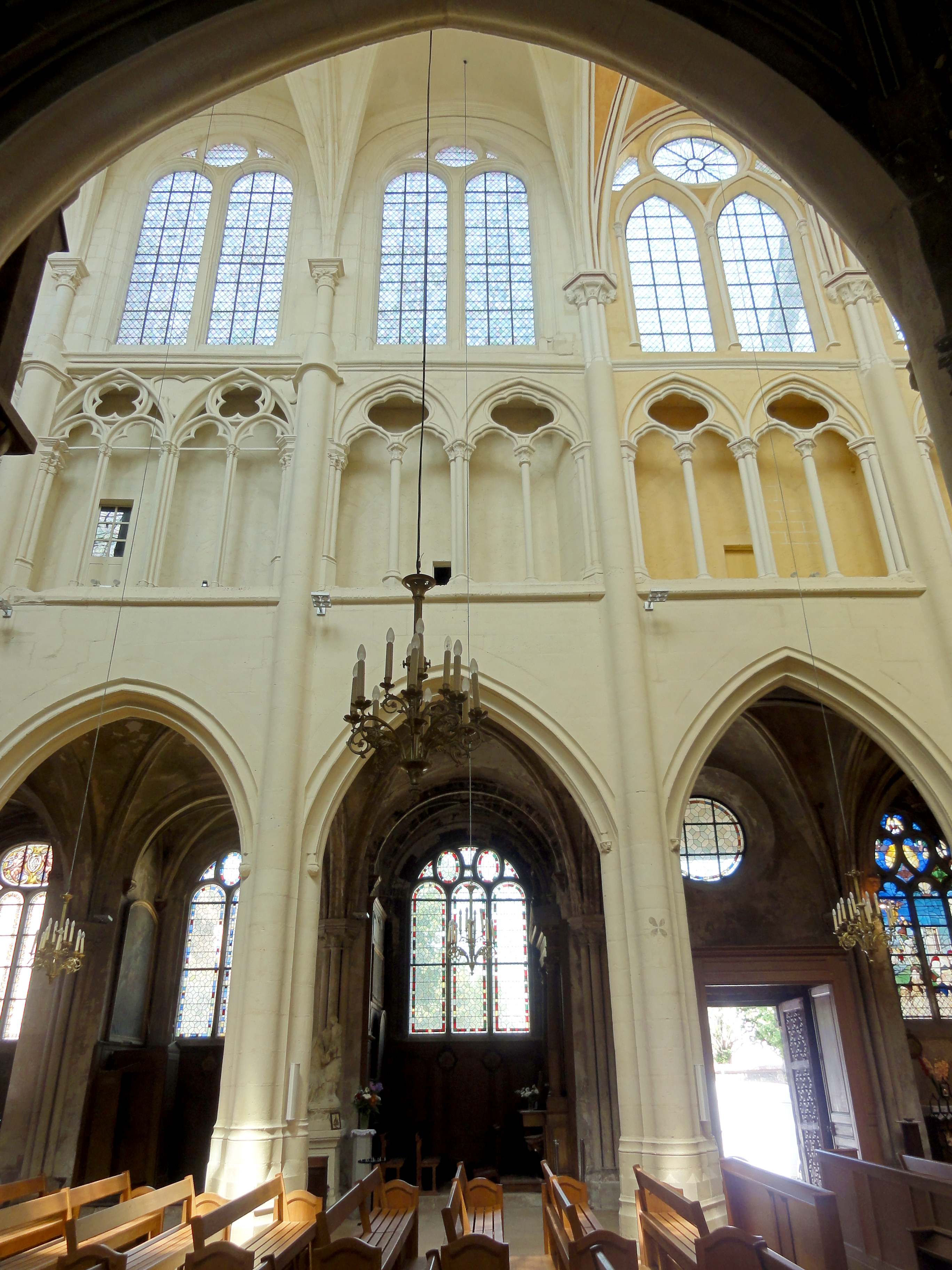
2e - 4e travée, élévation nord.
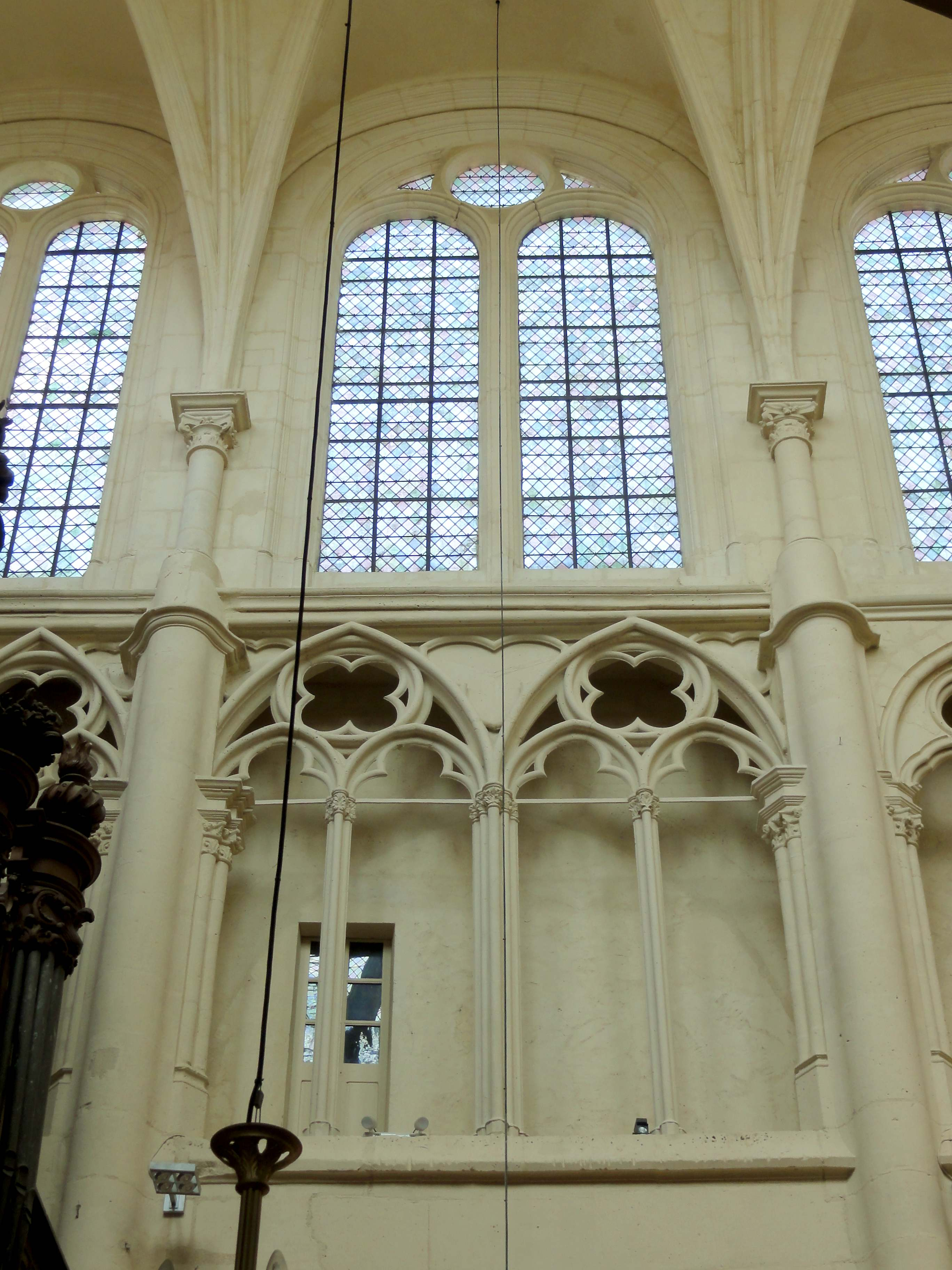
2e travée, parties hautes côté nord.
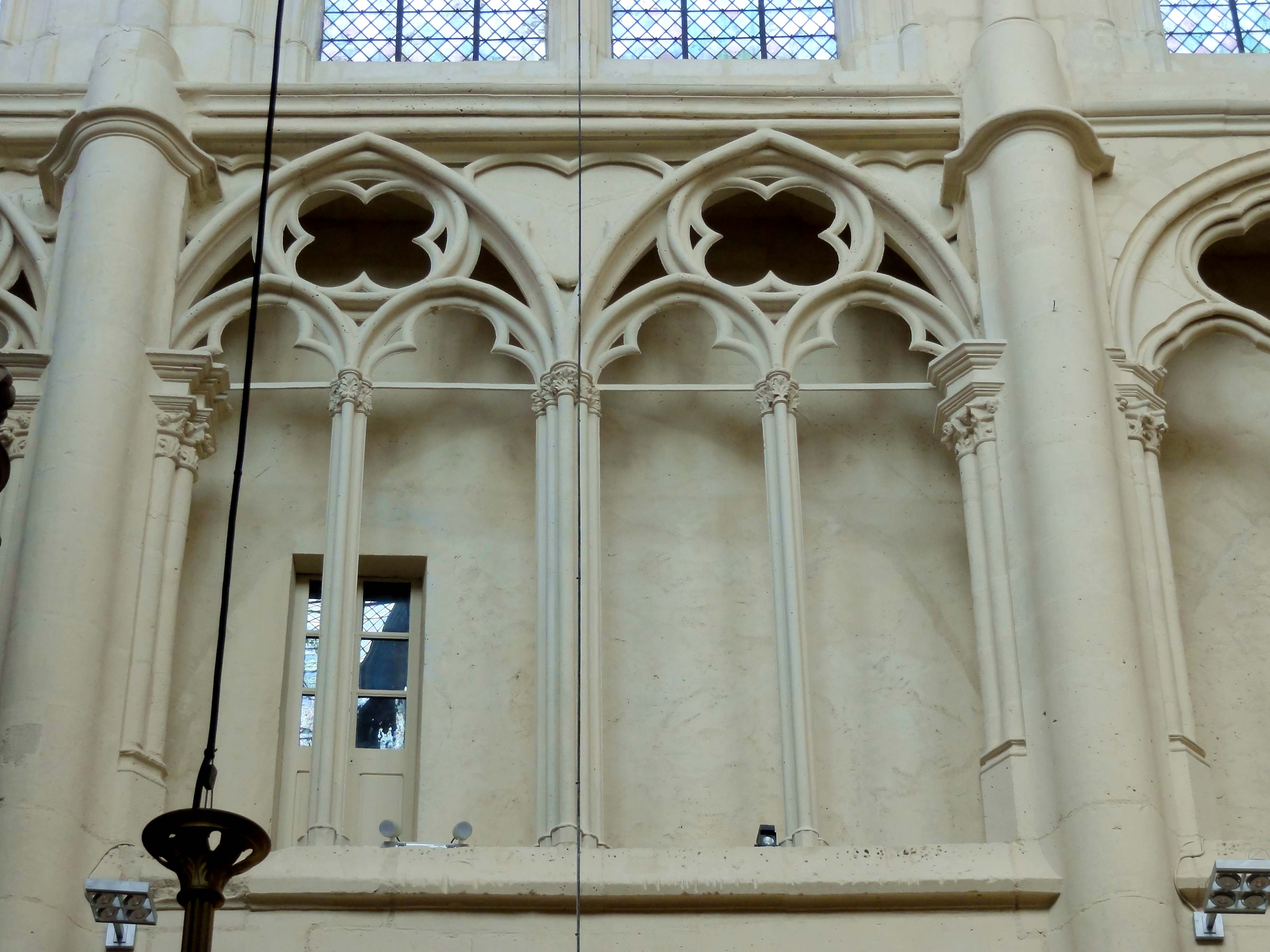
2e travée, triforium du XIVe siècle, côté nord.

#### Bas-côtés

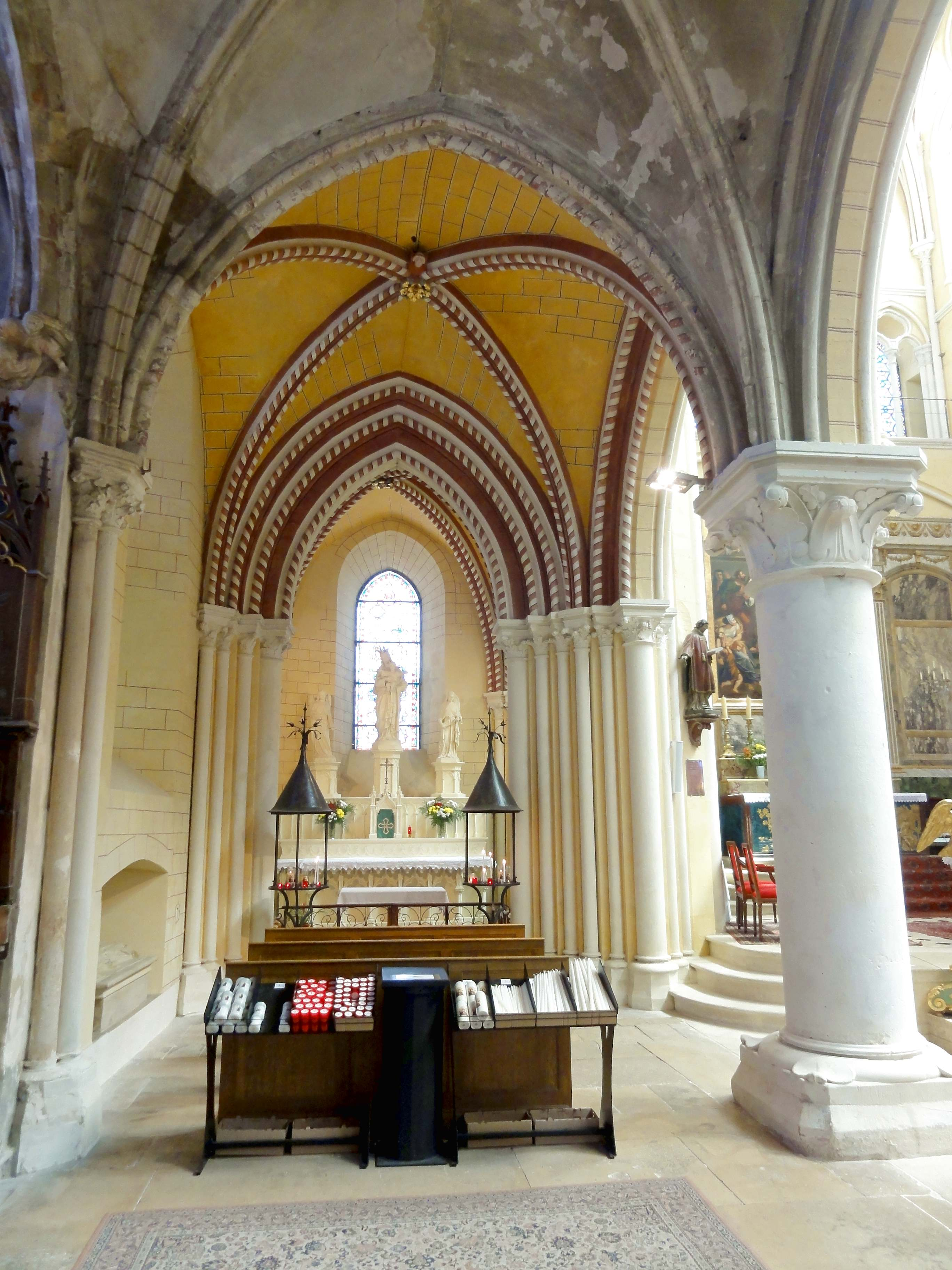
Bas-côté nord, 6e travée, vue vers l'est.

Les bas-côtés portent ici bien leur nom, car leur hauteur sous le sommet des voûtes correspond à la moitié de la hauteur des piliers des hautes-voûtes du vaisseau central. Les travées sont approximativement carrées, et représentent en superficie la moitié d'une travée du vaisseau central. Abstraction faite de la reprise en sous-œuvre des quatre premiers piliers isolés de la nef et de la suppression de la plupart des murs latéraux à la faveur de la création de chapelles, l'homogénéité des bas-côtés est grande. En effet, les supports le long des murs gouttereaux sont partout les mêmes, sauf bien sûr dans la base du clocher et la travée précédente, et les nervures des voûtes répondent partout au même profil, sauf dans la première travée du nord et la seconde moitié du sud, où les voûtes ont été rebâties à la Renaissance, avec un profil de section rectangulaire très banal. Les ogives du premier tiers du XIIIe siècle affichent une arête entre deux tores, et les doubleaux se composent d'un large filet entre deux tores. Ce sont des profils complémentaires très largement répandus à la première période gothique, depuis le milieu du XIIe siècle. Ils appartiennent stylistiquement à la même période que les piliers monocylindriques avec leurs gros chapiteaux. Les clés de voûte sont de petites rosaces, dont quelques-unes sont « tournantes » (suggérant un mouvement de rotation), ce qui indique que les voûtes ne sont pas antérieures au début du XIIIe siècle.
Le long des murs, la retombée s'effectue sur des faisceaux de trois colonnettes en délit, qui sont ici de diamètre identique, et adossés aux contreforts. La colonnette médiane est placée un peu en avant. Les corbeilles des chapiteaux fusionnent par les motifs de leur sculpture, et se partagent un même tailloir de plan trapézoïdal. Des colonnettes uniques suffisent dans les angles, même dans l'angle nord-est de la base du clocher. À l'instar de la grande arcade vers le chœur, le doubleau ouvrant dans la base du clocher est à triple rouleau, et de ce fait, quatre colonnettes sont logées dans l'angle sud-est de l'avant-dernière travée du nord, et même cinq colonnettes dans l'angle sud-ouest de la base du clocher. En face au nord, le nombre de colonnettes par angle n'est que de trois, car les formerets ne disposent pas de supports dédiés. On ne constate aucune irrégularité dans cette partie la plus ancienne de l'église. Les fenêtres d'origine subsistent partout où des chapelles n'ont pas été ouvertes. Ce sont des lancettes simples profondément ébrasées, non décorées, sauf au-dessus des deux portails du bas-côté nord (à l'ouest et dans la quatrième travée), où l'on trouve un simple oculus. Dans la septième travée du nord, un enfeu est ménagé dans l'épaisseur du mur du soubassement de la fenêtre. Les bas-côtés de la nef sont aujourd'hui en très mauvais état, et mettent en exergue les mérites de la restauration dont le vaisseau central et les bas-côtés du chœur ont déjà bénéficié.

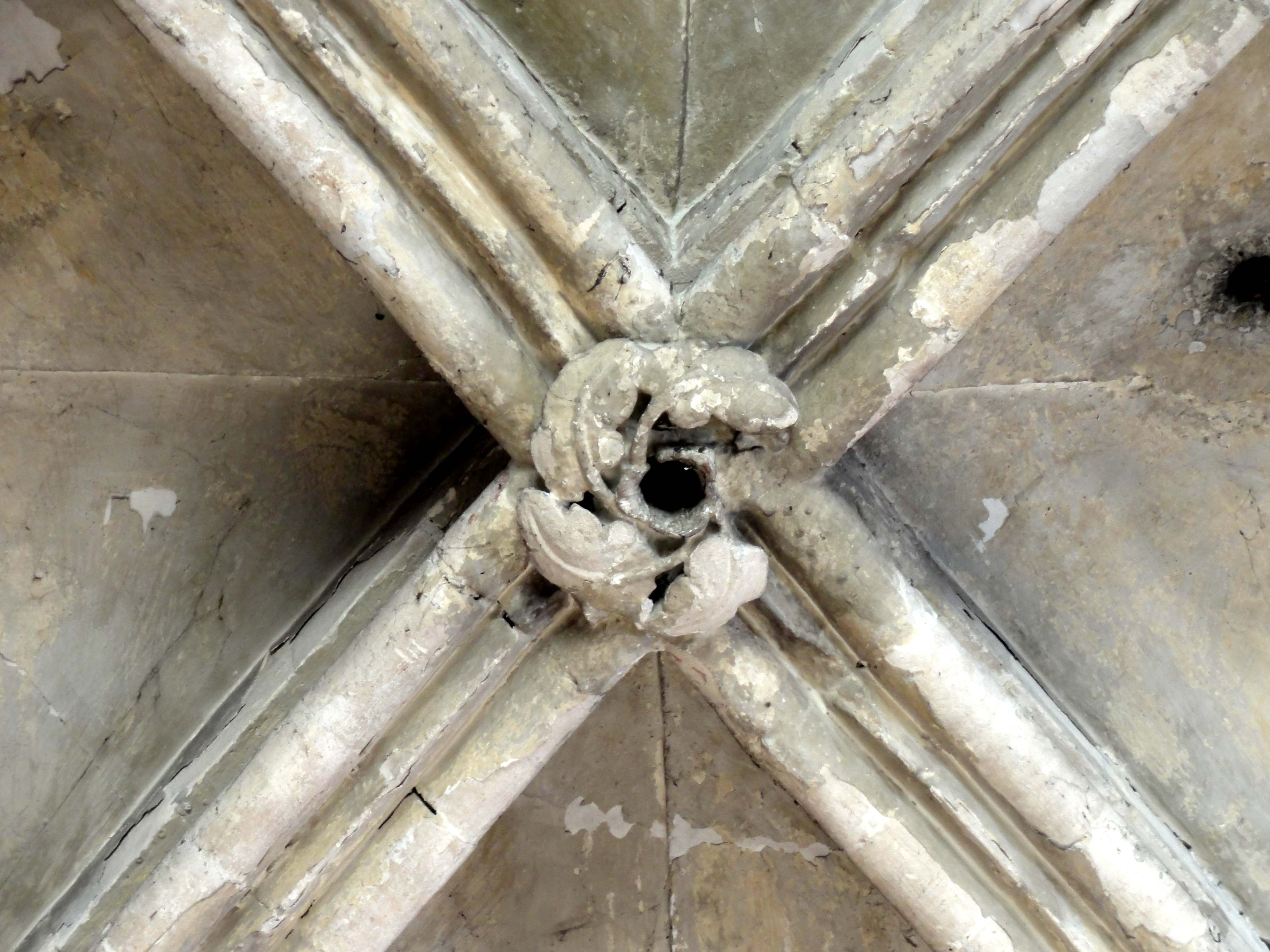
Clé de voûte « tournante » dans la 3e travée du nord.
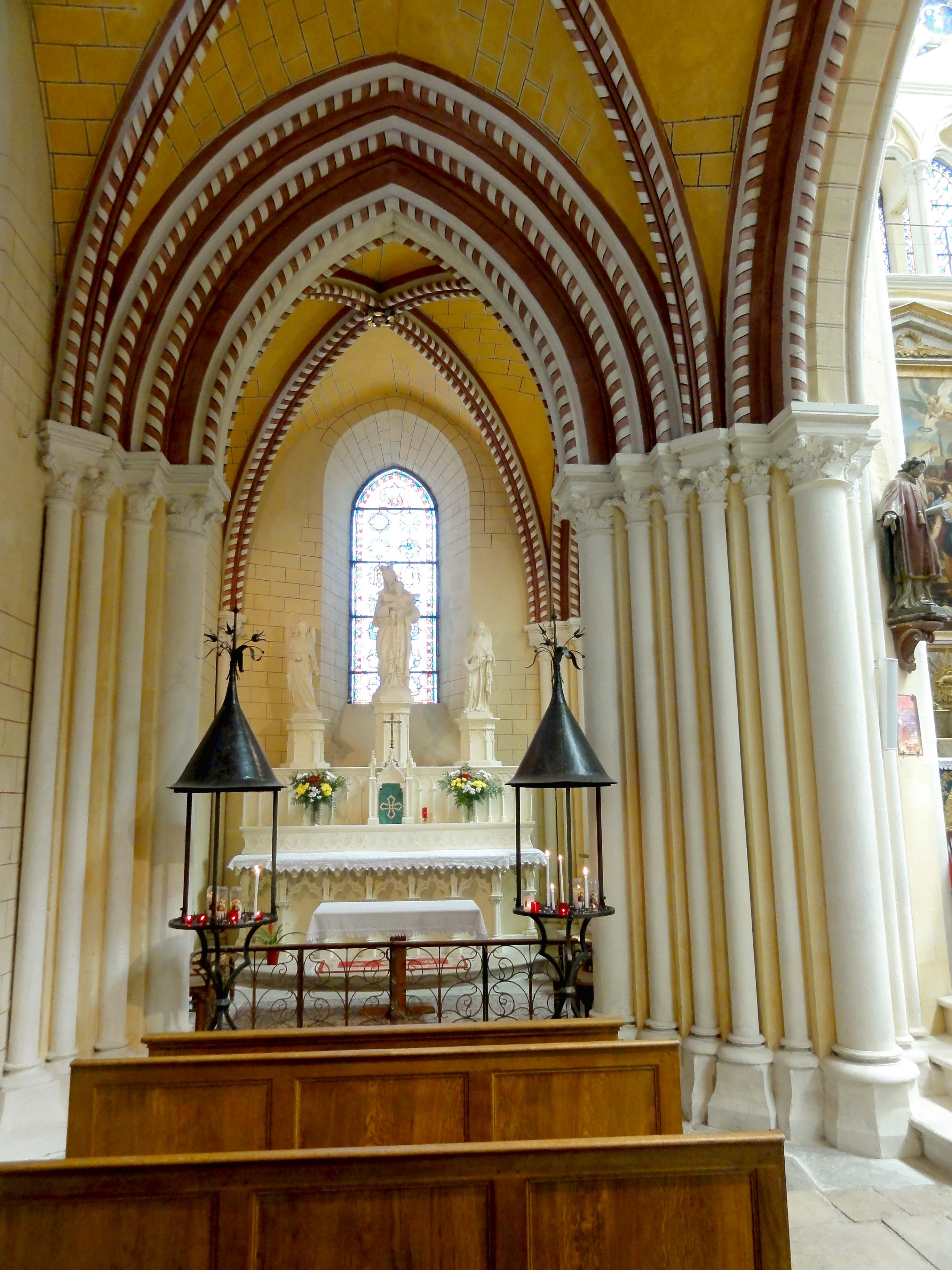
Bas-côté nord, vue dans la base du clocher.
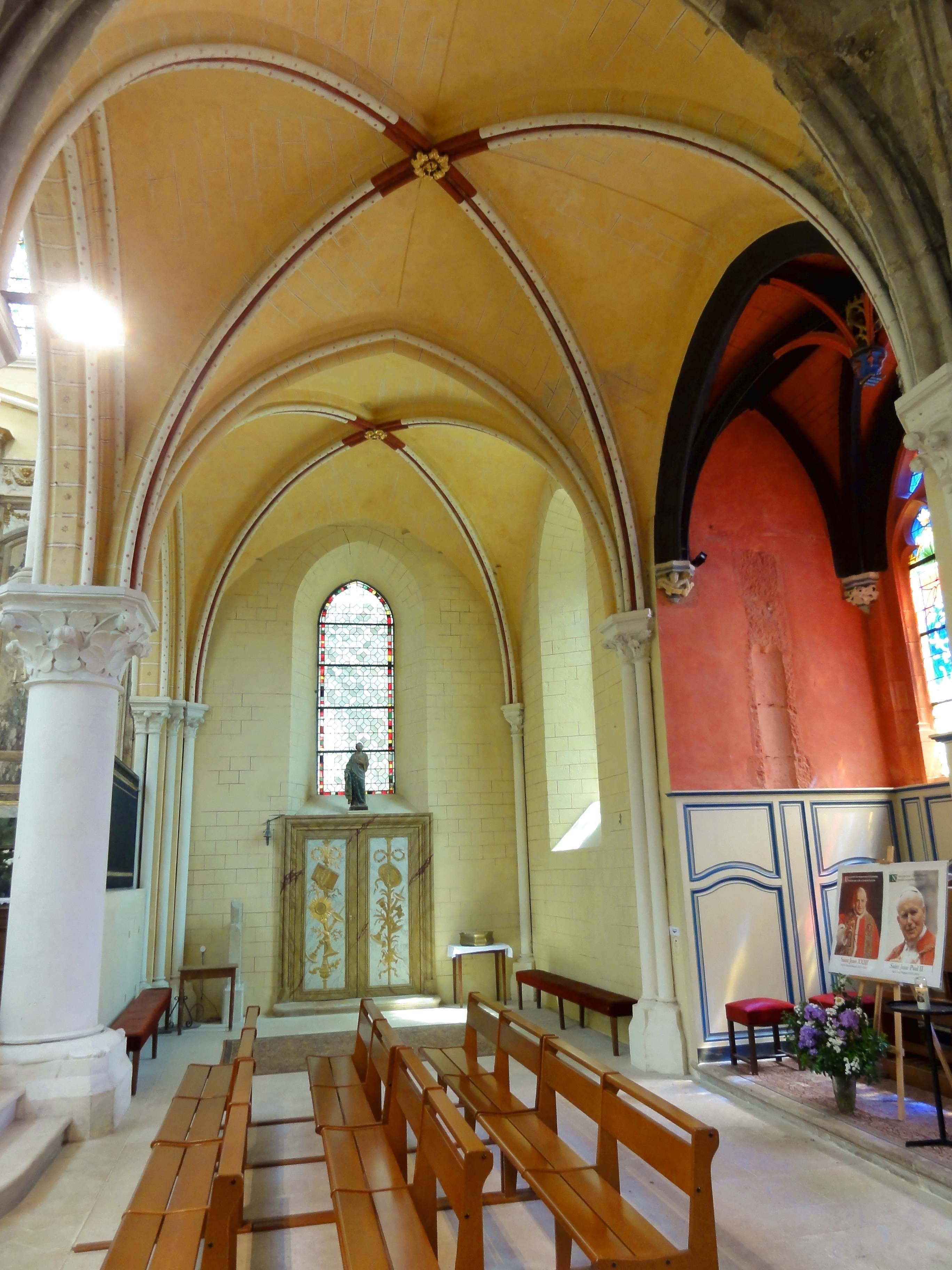
Bas-côté sud, 7e travée, vue vers l'est.
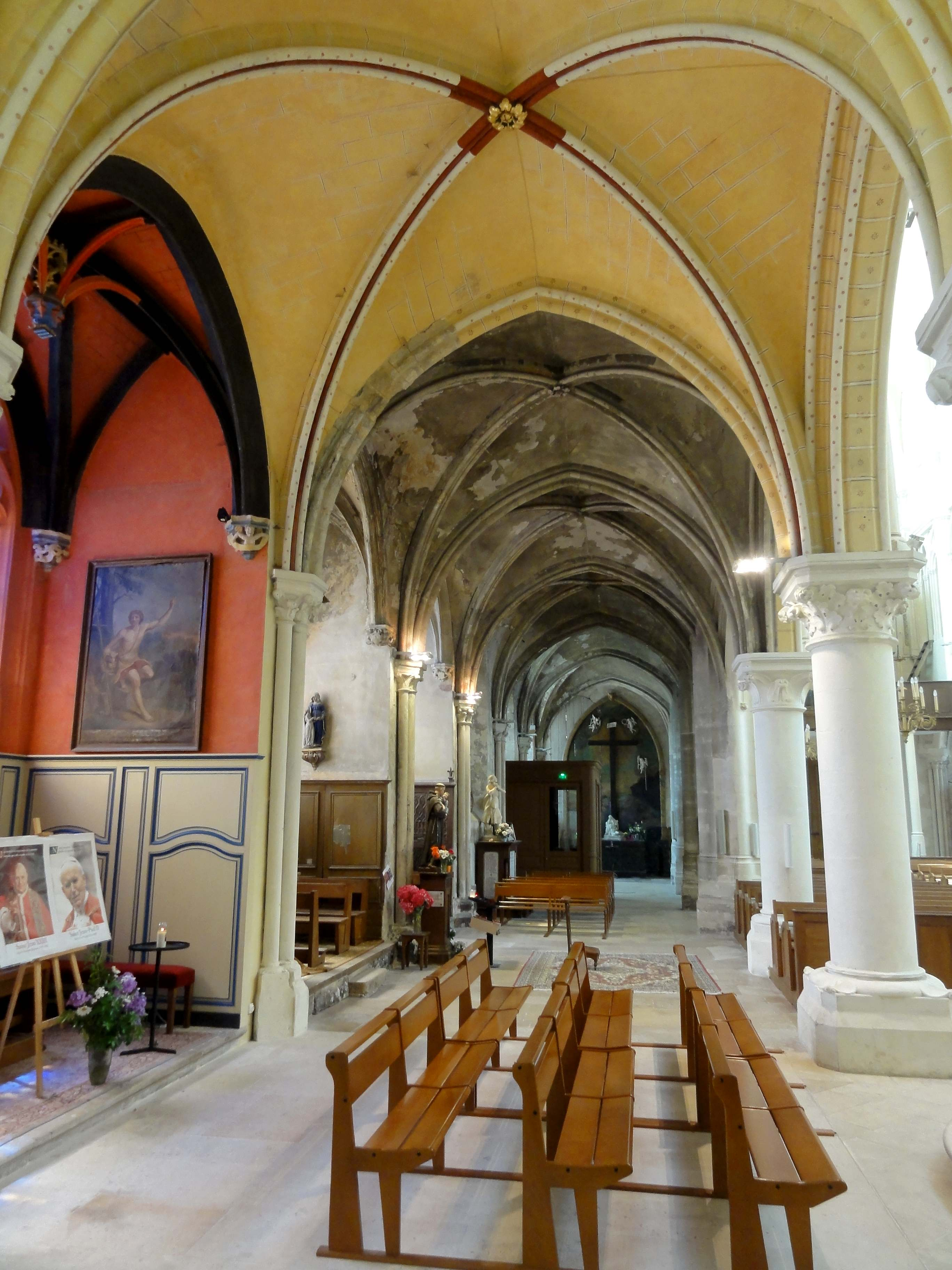
Bas-côté sud, 7e travée, vue vers l'ouest.
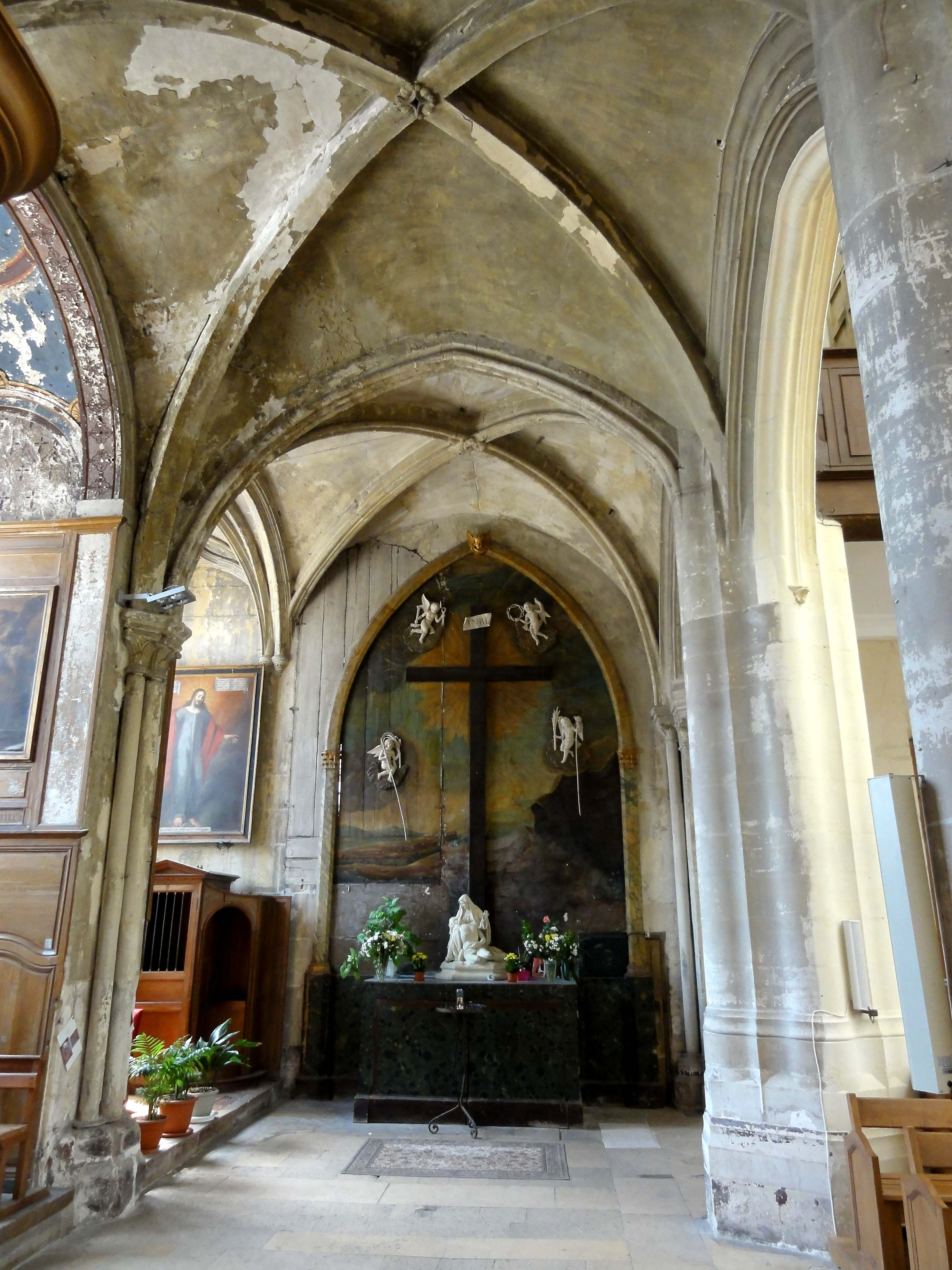
Bas-côté sud, 2e travée, vue vers l'ouest.
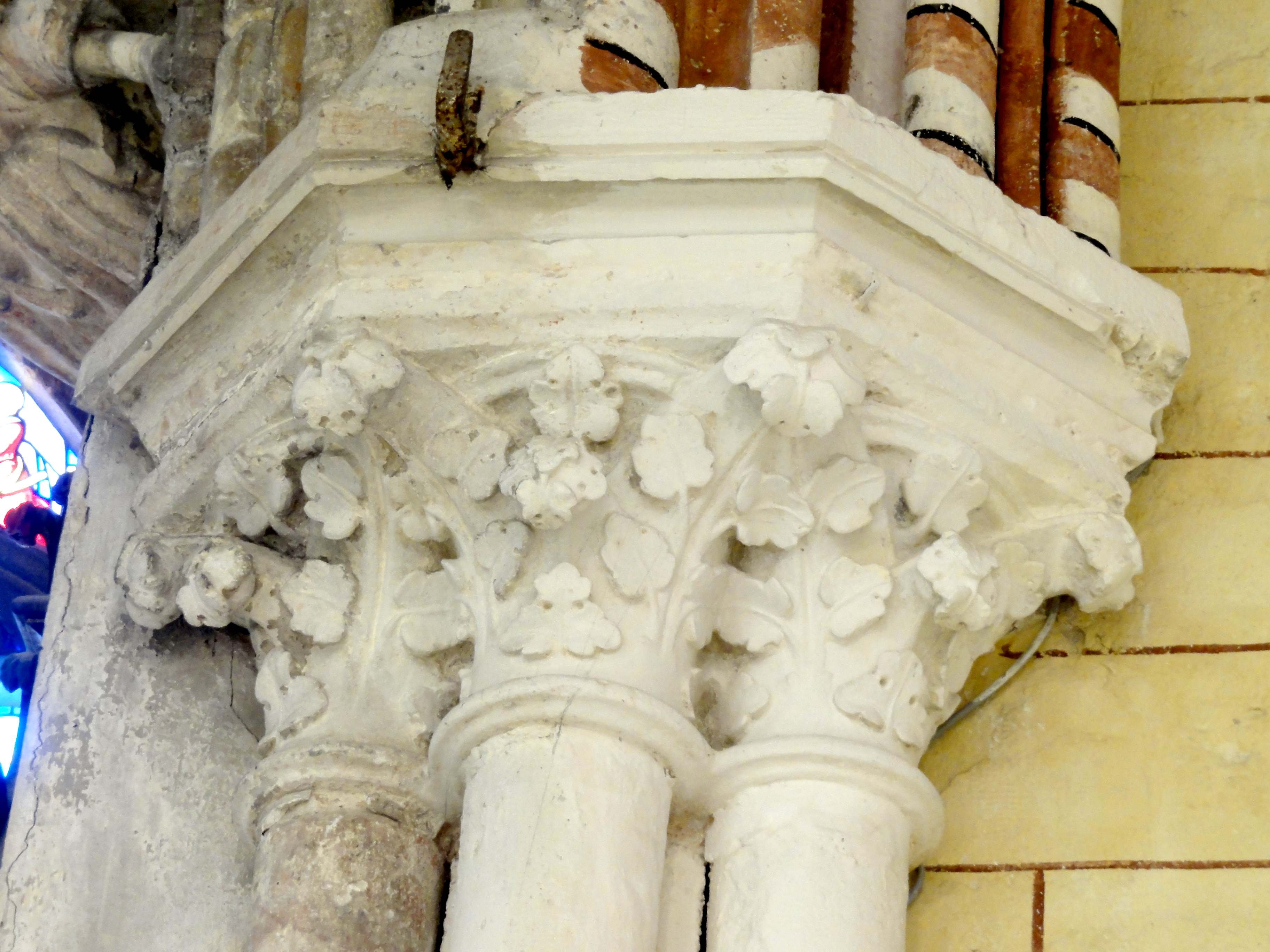
Chapiteaux au nord du 5e doubleau.

#### Chapelles duXIVeet duXVesiècle

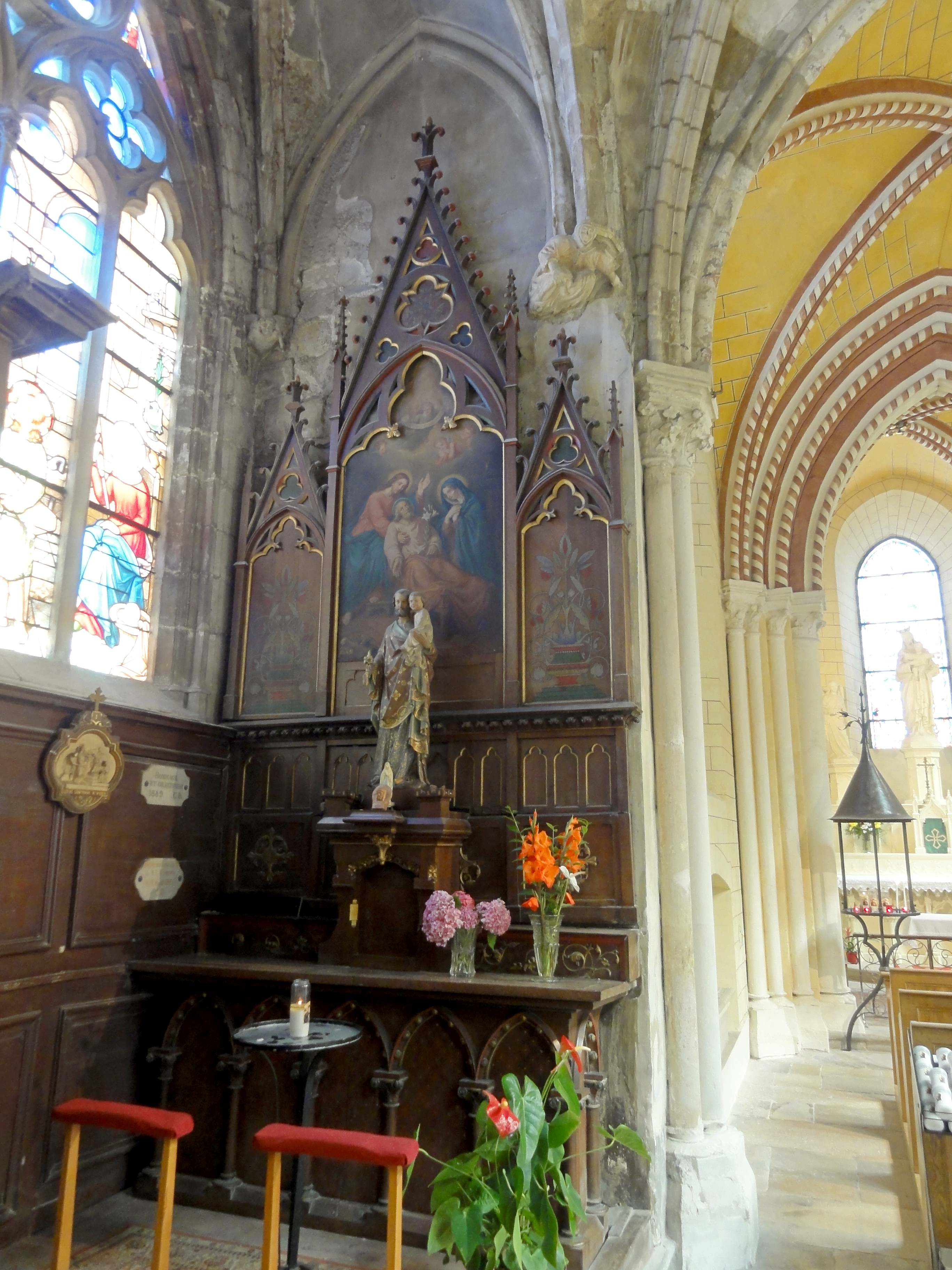
Bas-côté nord, ancienne chapelle de la Vierge, 1327.

La seule chapelle du XIVe siècle, la plus ancienne des chapelles latérales, a probablement été fondée le 13 février 1327 par Agnès La Vanière, dame de Bien-Assise. Cette chapelle située devant la sixième travée du nord est primitivement dédiée à la Vierge Marie. C'est devenue la chapelle Saint-Joseph. Elle se distingue par sa vaste fenêtre au remplage rayonnant tardif, avec des meneaux à la modénature chanfreinée, et aux bases polygonales. Le réseau primaire comporte deux lancettes surmontées d'un oculus. Dans les lancettes, s'inscrivent deux lancettes tréflées surmontées d'un quadrilobe, et dans l'oculus, s'inscrit un hexalobe. Tous les écoinçons sont ajourés. La baie est entourée d'un tore et d'un bandeau de section octogonale, qui sont munis de petits chapiteaux ronds. Les formerets sont toriques et indiquent le style rayonnant, tandis que les ogives piriformes annoncent le style flamboyant. Elles retombent sur des culs-de-lampe, qui sont des sculptures de dimensions considérables, et représentent des moines demi-couchés ainsi que des chérubins en buste. Avec les spécimens qui se trouvent sur les piliers du double bas-côté de Saint-Séverin, ce sont des témoignages précoces d'une mode qui ne connaîtra qu'une large diffusion qu'après la Guerre de Cent Ans.
Jean Vallery-Radot n'a pas étudié les neuf autres chapelles. La chapelle de la travée précédente (cinquième travée du nord), où l'on vénère aujourd'hui Notre-Dame de Fátima, devait initialement être dédiée à Saint-Pierre-et-Saint-Paul, comme le donnent à penser leurs figurent en buste qui décorent les culs-de-lampe du doubleau ouvrant dans la chapelle. Ces sculptures du XVe siècle sont plus petites que celles de la chapelle du XIVe siècle. Les tailloirs suivent un plan polygonal et se caractérisent par des lignes galbées. Près de la fenêtre, l'on trouve encore des chérubins. Le remplage de la fenêtre se compose de quatre lancettes aux têtes tréflées, qui sont surmontées de trois losanges, formées par des accolades dans le prolongement des meneaux qui délimitent les lancettes. Les accolades définissent quatre soufflets, dont les deux plus petites, à gauche et à droite, sont placées à l'envers. Les deux larges soufflets du milieu sont surmontées d'un cinquième soufflet, plus petit. Comme dans les deux autres chapelles du XVe siècle, la voûte est agrémentée de deux liernes. Sous son sommet, les nervures se détachent des voûtains. Elles sont festonnées, et supportent une clé feuillagée encore assez proche des modèles du XIIIe siècle.
Au sud, les deux chapelles du XVe siècle, devant la cinquième et la septième travée, sont séparées par une chapelle du début du XVIe siècle. Ces chapelles ne présentent pas de différences notables avec l'ancienne chapelle Saint-Pierre-et-Saint-Paul, et possèdent des voûtes analogues, qui retombent également sur des culs-de-lampe. Le réseau des fenêtres est une déclinaison du dessin très complexe de cette dernière chapelle : les étroits soufflets retournés à gauche et à droite deviennent de simples écoinçons ajourés, et les trois soufflets au centre cèdent la place à deux soufflets plus grands, qui sont à moitié ébauchés. Dans la chapelle de la cinquième travée, le cul-de-lampe à droite du doubleau est sculpté de deux génies qui tiennent un écusson vierge, effacé à la Révolution. Il aurait sans doute permis de connaître le fondateur de la chapelle. Son vocable ancien ne se devine pas. Devant les autres culs-de-lampe, se profilent un angelot tenant une banderole, des feuilles de vigne, et des grappes de raisin. Aujourd'hui, la chapelle est dédiée au Sacré-Cœur de Jésus. La chapelle de la septième travée est la seule qui a été restaurée, et repeinte dans des couleurs vives. Des vestiges d'une niche à statue avec sa console et son dais se devinent au chevet. Cette chapelle maintient le souvenir de saint Jean-Paul II ; avant, elle était placée sous le vocable de saint François de Sales.

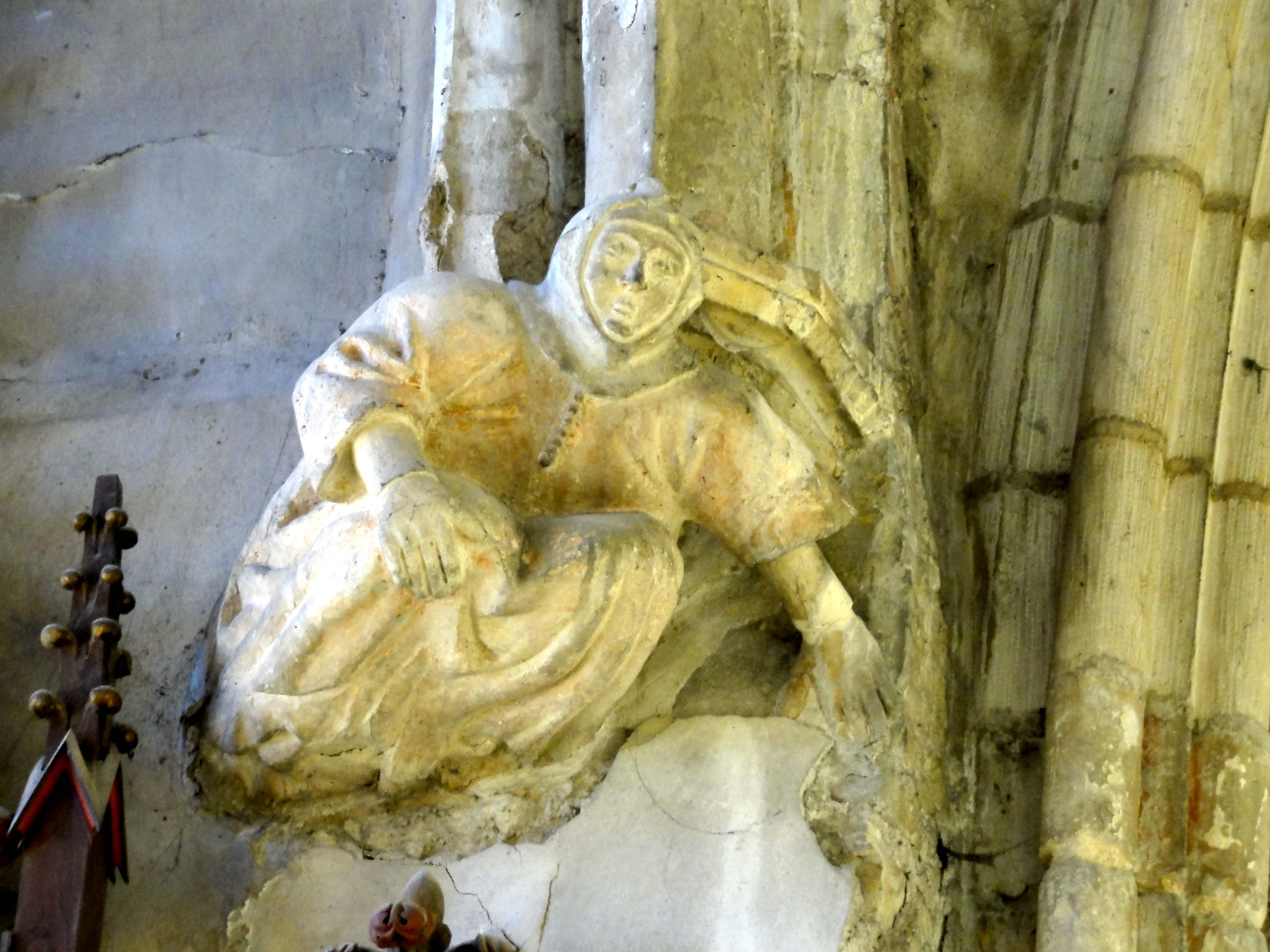
Ancienne chapelle de la Vierge, cul-de-lampe (moine).
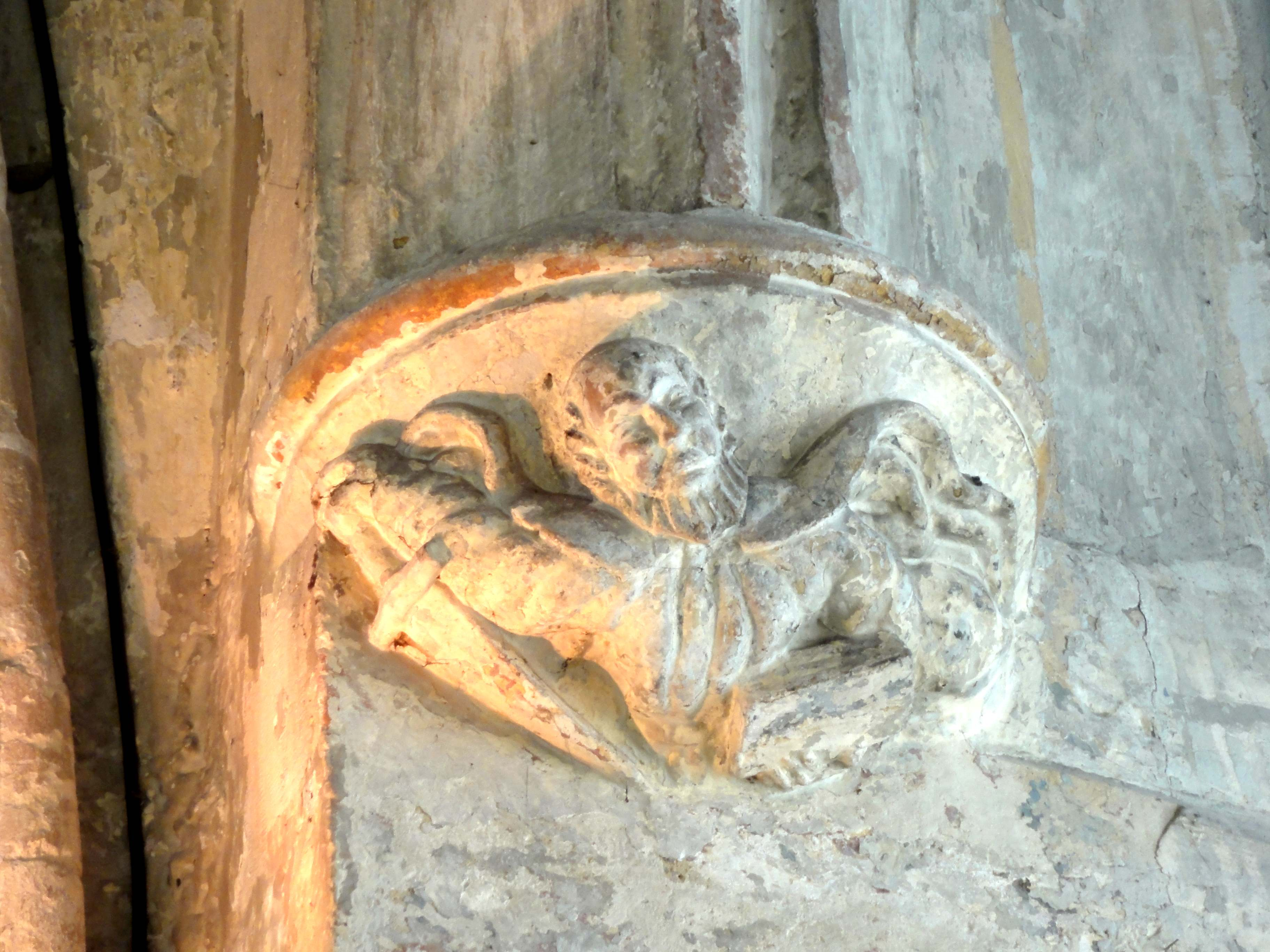
Ancienne chapelle St-Pierre-St-Paul, cul-de-lampe (St-Paul).
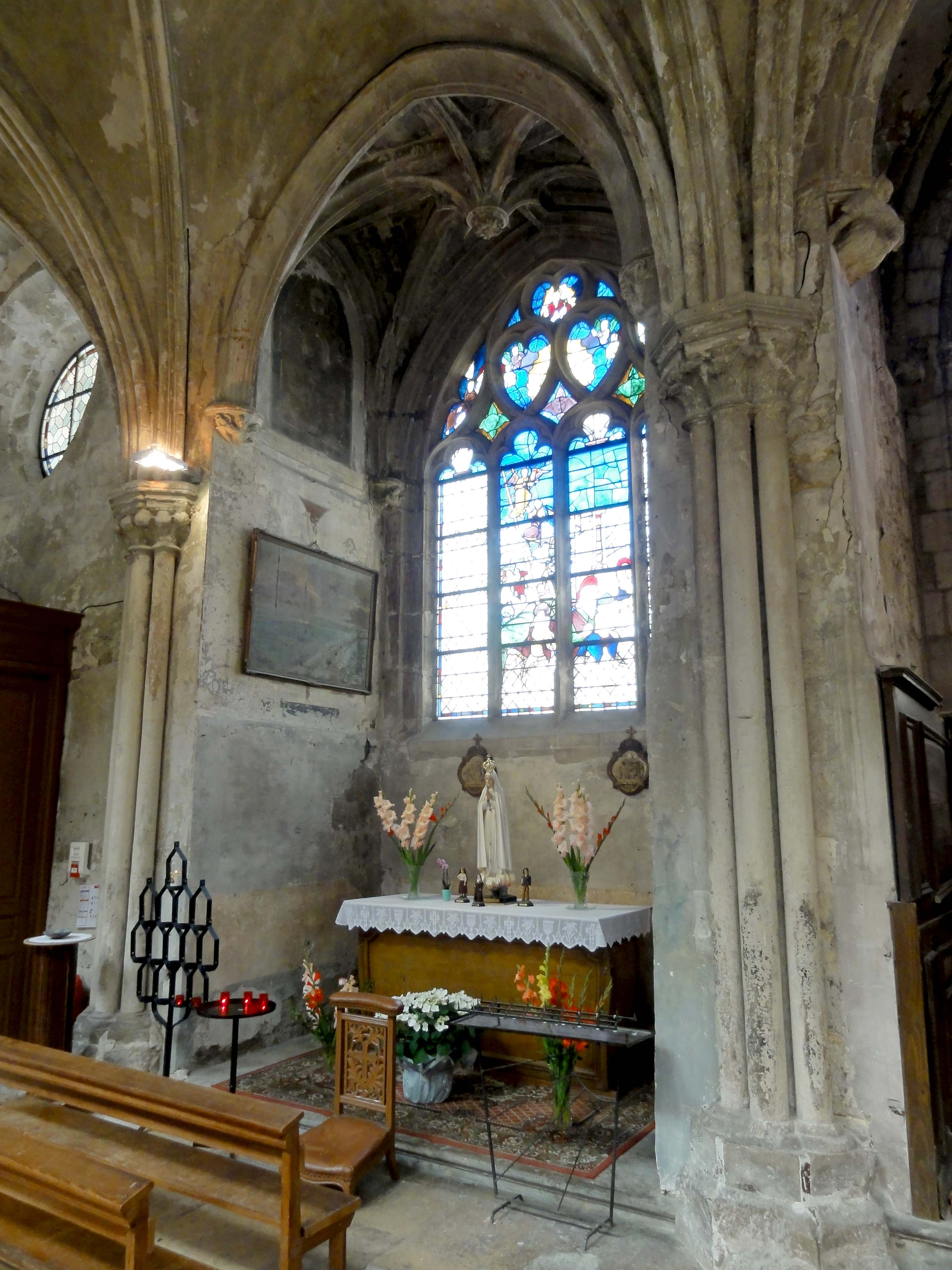
Bas-côté nord, ancienne chapelle St-Pierre-St-Paul.
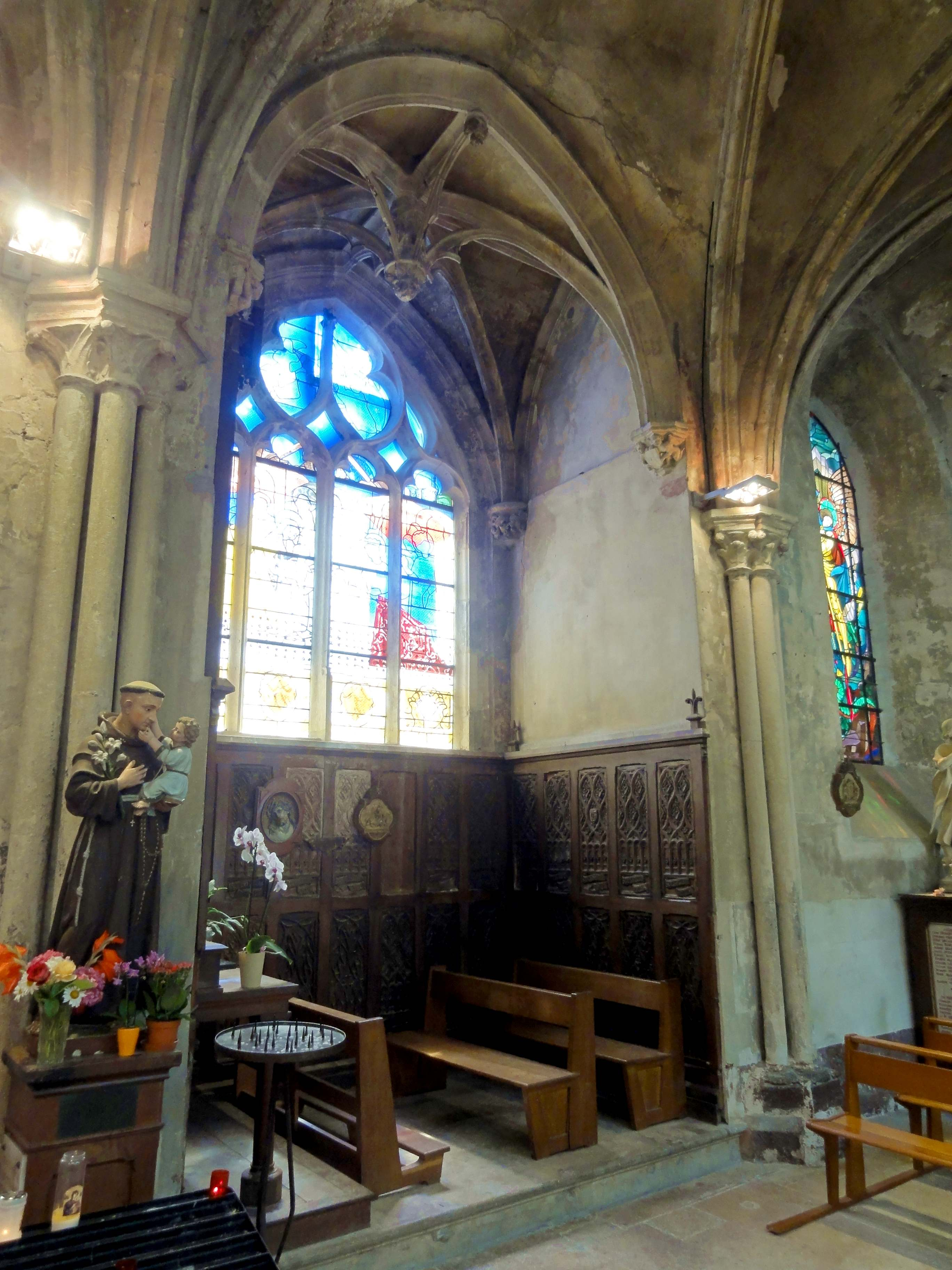
Bas-côté sud, chapelle du Sacré-Cœur.
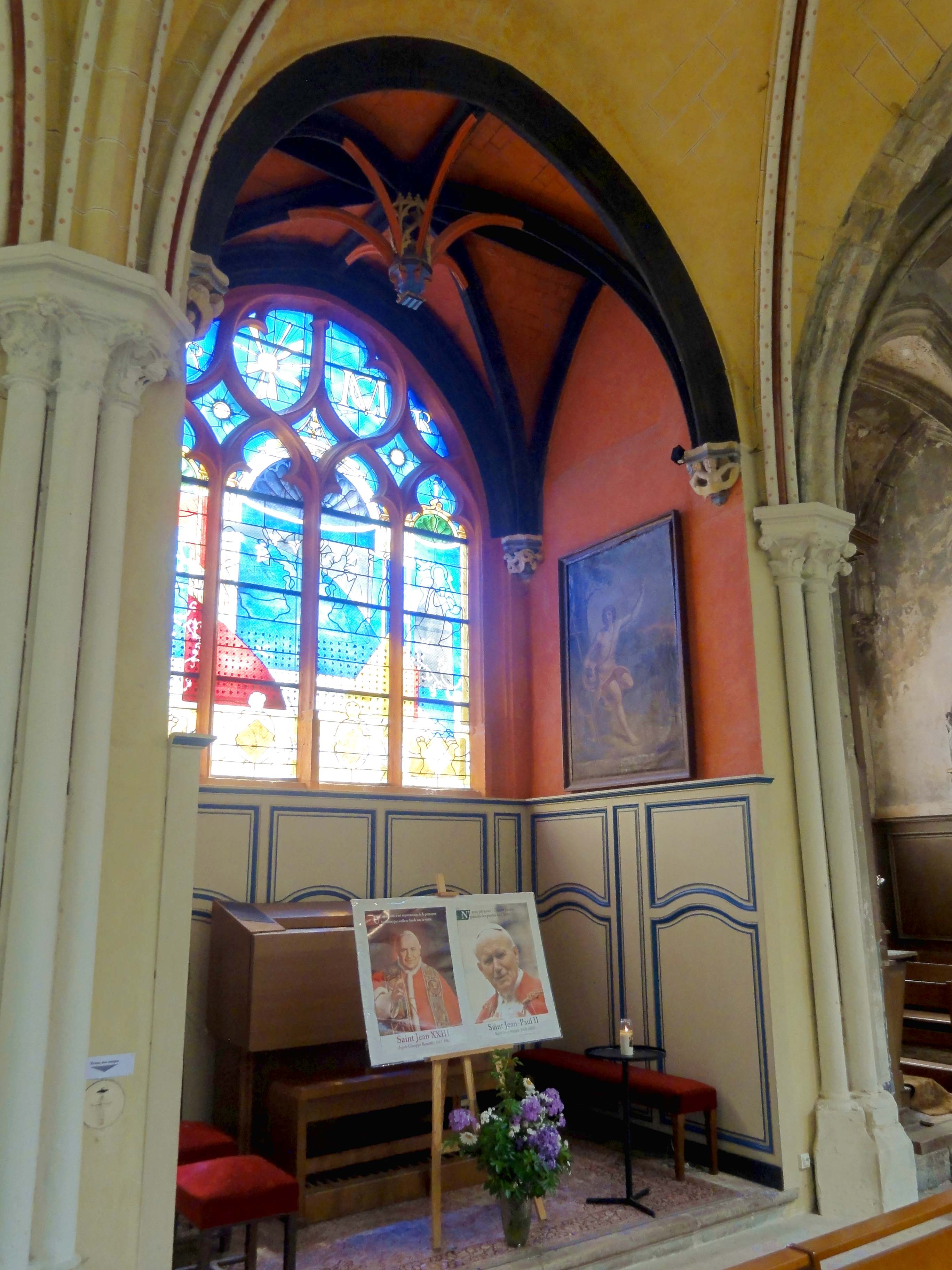
Bas-côté sud, chapelle Saint-Jean-Paul II.
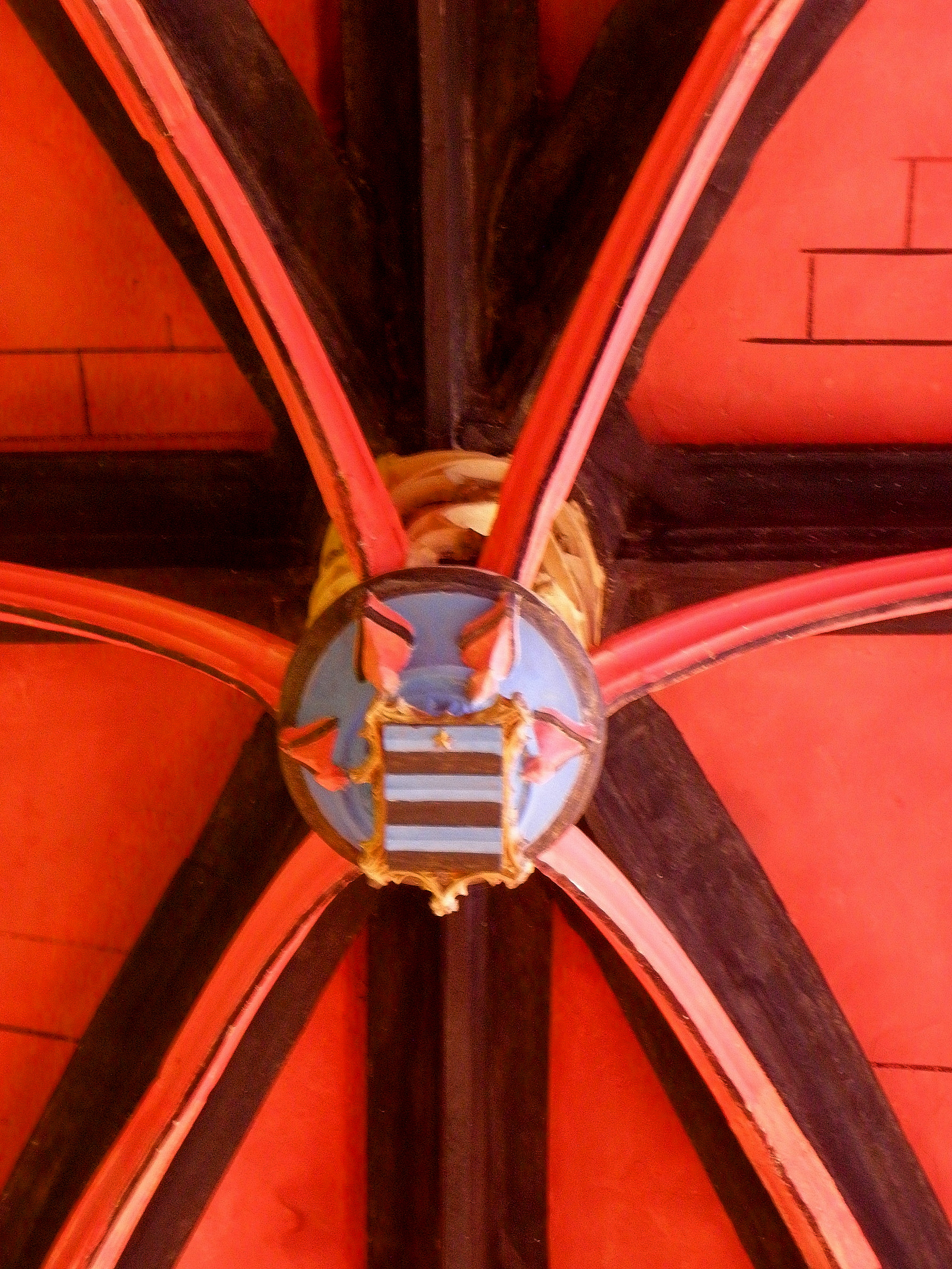
Chapelle Saint-Jean-Paul II, clé de voûte.

#### Chapelles duXVIesiècle

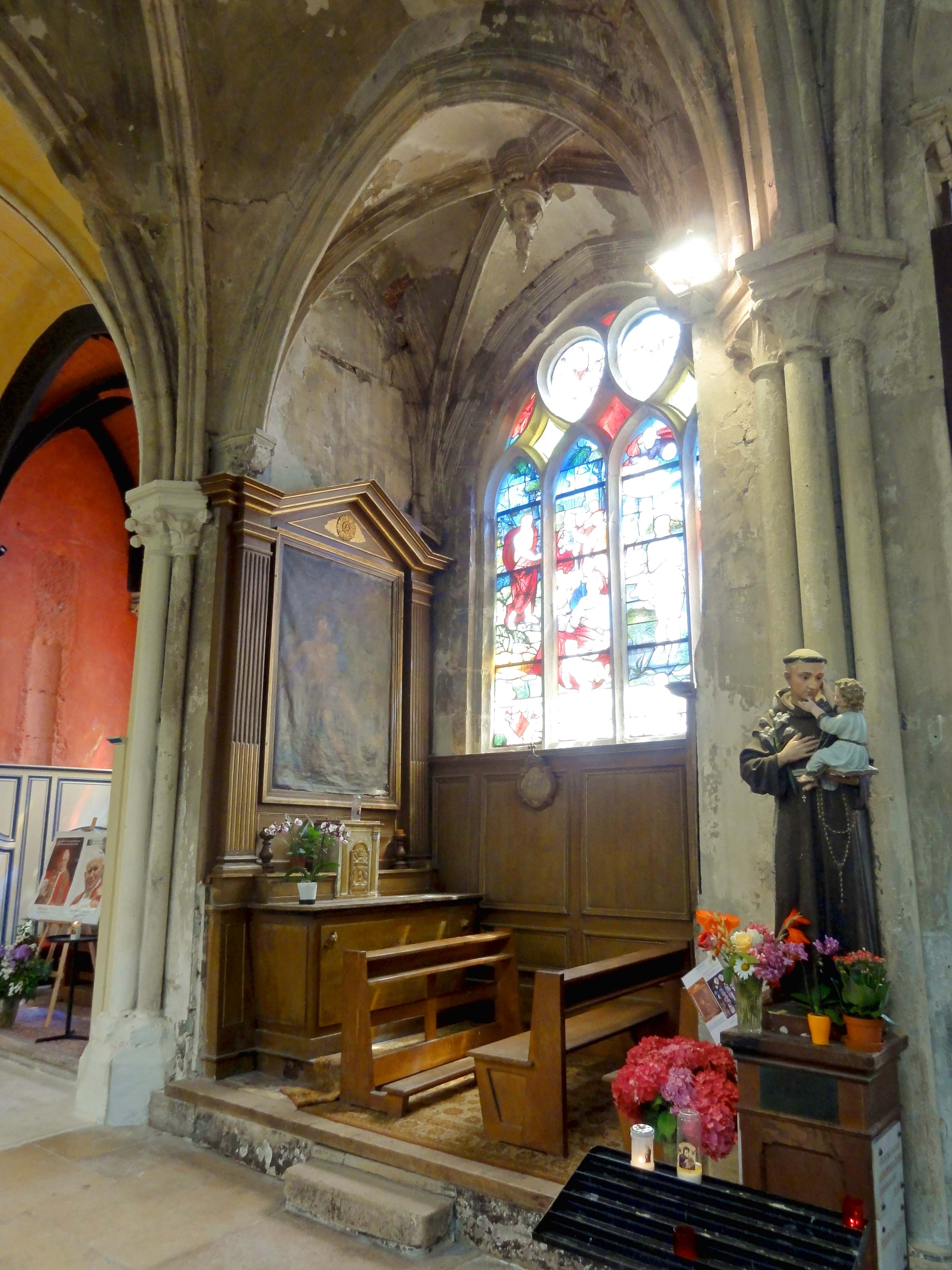
Bas-côté sud, chapelle Saint-Jean-Baptiste.

Des chapelles du XVIe siècle se trouvent devant les trois premières travées du nord, devant les deux premières travées du sud, et devant la sixième travée du sud. Elles appartiennent à deux groupes différents : les chapelles devant la première et la sixième travée du sud sont de style flamboyant tardif, tandis que les autres sont de style Renaissance. La première chapelle bâtie au XVIe siècle devrait être celle devant la sixième travée du sud. Elle arbore des culs-de-lampe analogues aux trois chapelles flamboyantes de la fin du XVe siècle, décrites précédemment. Il n'y a pas de liernes. Les ogives affichent un profil prismatique typiquement flamboyant. La clé de voûte est pendante, et se compose d'une couronne de feuillages ; de quatre consoles suspendues en forme de volutes ; d'une section sculptée de personnages en bas-relief ; et d'une pomme de pin. Le dessin de la fenêtre représente une version encore plus simplifiée du modèle fourni par la chapelle Saint-Pierre-et-Saint-Paul : les quatre lancettes n'ont plus de têtes tréflées, et les deux soufflets ne sont plus articulés. Saint Jean-Baptiste et Sainte-Anne, sa mère, sont vénérés dans cette chapelle. Le vocable de Sainte-Anne est en principe réservé à la première chapelle du sud, qui possède une fenêtre et une clé de voûte analogues. En revanche, les culs-de-lampe sont très petits, et seulement décorés de motifs décoratifs et de moulures. Il y a des culs-de-lampe séparés pour le doubleau et les ogives. La voûte est la seule de l'église qui a été agrémenté de liernes, tiercerons et contre-liernes, qui relient les clés de voûte secondaires, ornées de disques, aux quatre extrémités. L'on remarque en outre, dans cette même chapelle, une piscine de la Renaissance.
Les quatre chapelles de la Renaissance, devant la seconde travée du sud et les deux premières travées du nord, sont d'une architecture médiocre. L'on peut encore différencier entre deux groupes : les deux chapelles devant la seconde et la troisième travée du nord sont voûtées d'ogives, tandis que les deux autres sont voûtées en berceau perpendiculairement à l'axe de l'édifice. Parmi elles, la chapelle de la seconde travée du sud, dédiée à Saint-Denis, a peut-être perdu sa voûte, car elle est indiquée comme étant voûtée d'ogives sur le plan publié par Jean Vallery-Radot en 1922. En plus, des formerets en plein cintre subsistent sur les murs latéraux, ce qui ne concorde pas avec un voûtement en berceau. Le décor de la voûte est exclusivement peint. La fenêtre est à trois formes en plein cintre (au lieu des quatre lancettes des chapelles gothiques), qui sont surmontées de deux oculi de forme ovale, reliées par un court barreau horizontal. Le même remplage se trouve dans les deux chapelles voûtées d'ogives, au nord. Ces chapelles, placées sous les vocables de Saint-Nicolas et Saint-Claude, ne sont guère plus intéressantes. Elles se caractérisent par des clés de voûte sous la forme de disques armoriés, et des ogives et doubleaux d'un profil méplat, rudimentaire, qui sont reçus sur des consoles armoriés, ou gravés de traits et de cercles. Nulle part, le style de la Renaissance ne s'affirme clairement, et la question est posée si les clés de voûte et consoles datent vraiment du XVIe siècle, ou sont bien postérieures, du XVIIe ou du XIXe siècle. Plus remarquable est la première chapelle du nord, car son doubleau et sa voûte sont garnis de cartouches et de médaillons, et un lanternon d'un diamètre fort réduit procure de l'éclairage depuis le haut. Selon les inscriptions sur place, il a été restauré en 1791 et 1811. La chapelle abrite les fonts baptismaux, mais son état de délabrement n'offre plus le cadre digne d'une cérémonie religieuse.

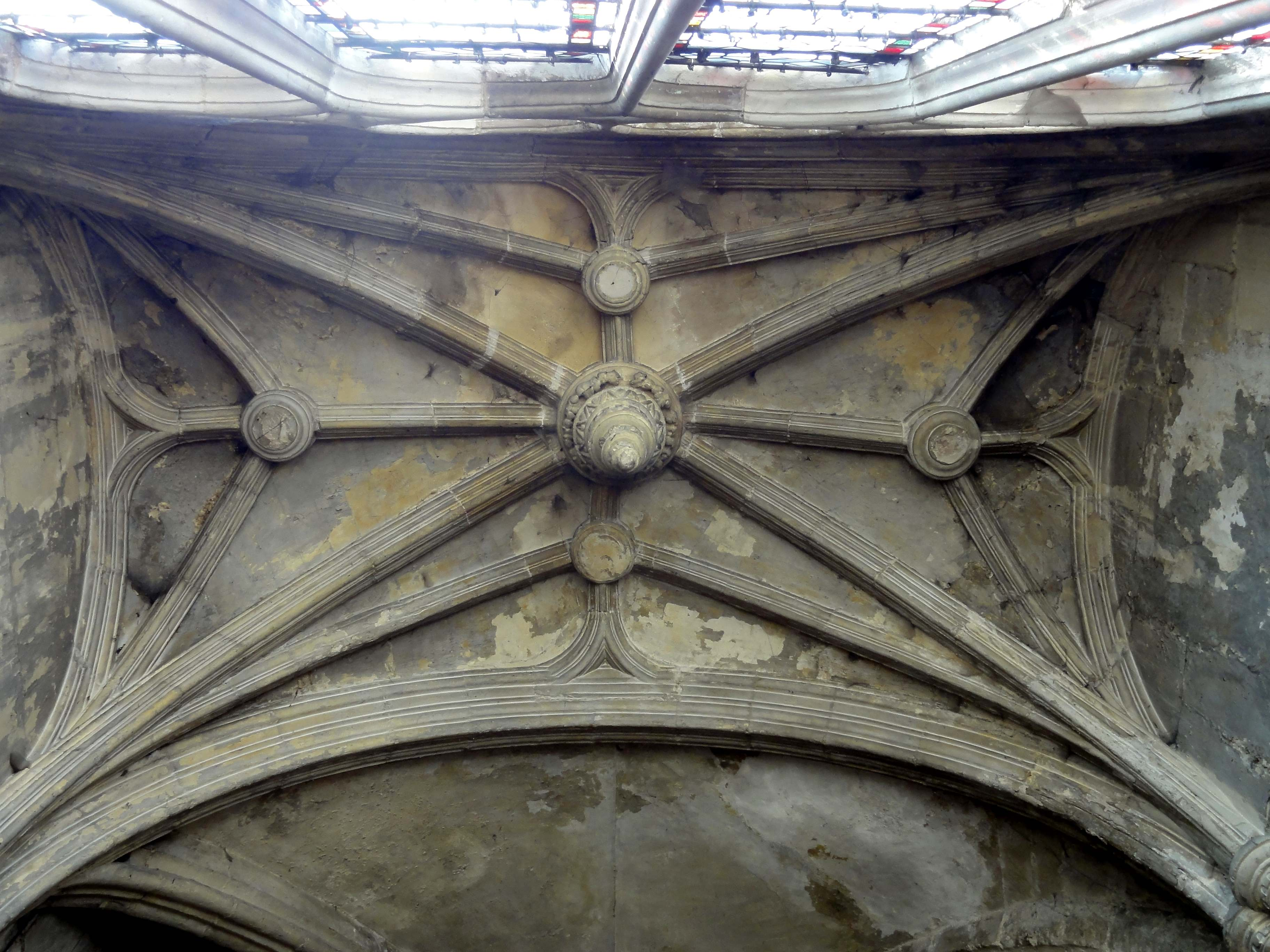
Chapelle Sainte-Anne, clé de voûte.
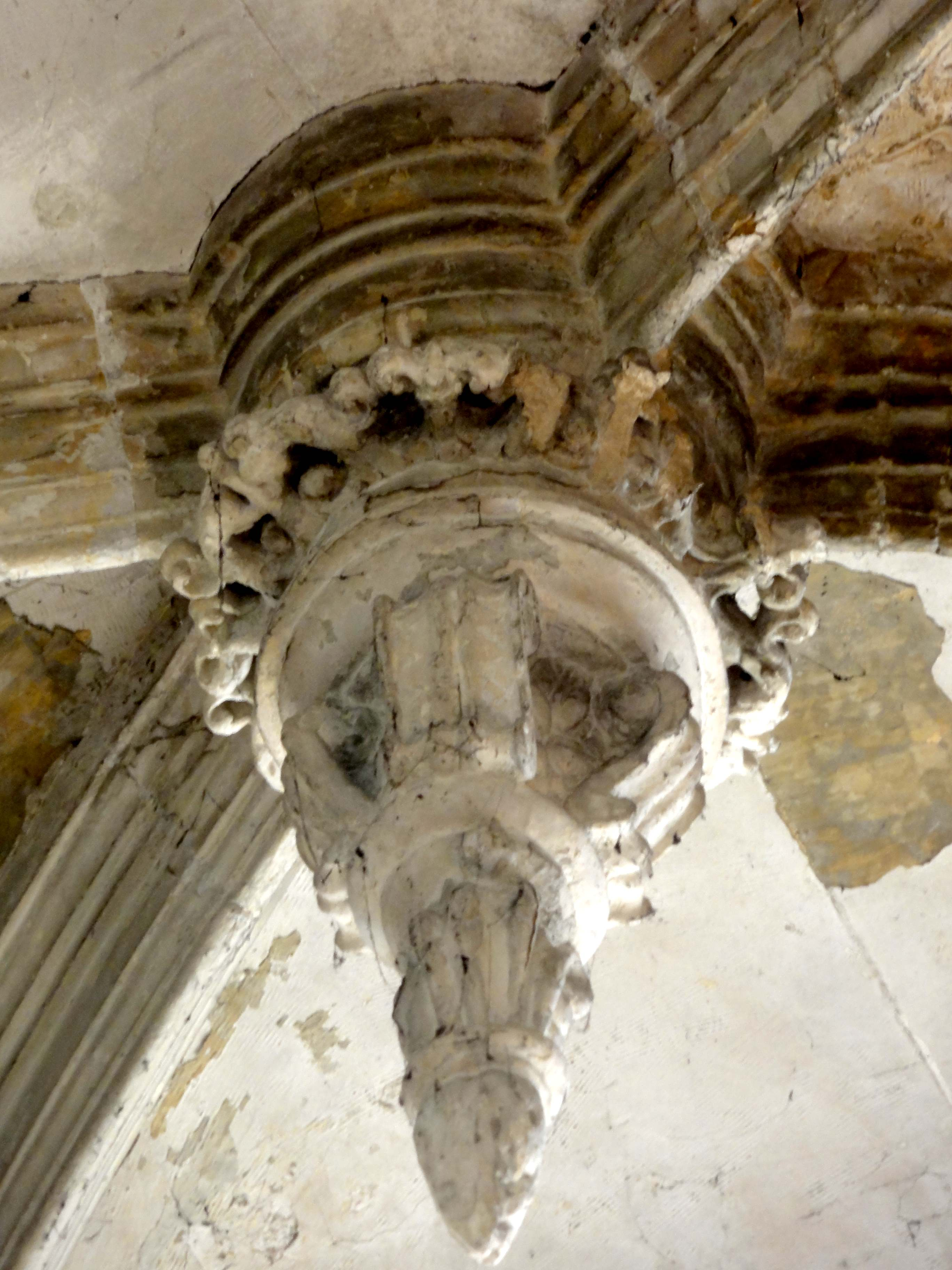
Chapelle Saint-Jean-Baptiste, clé de voûte.
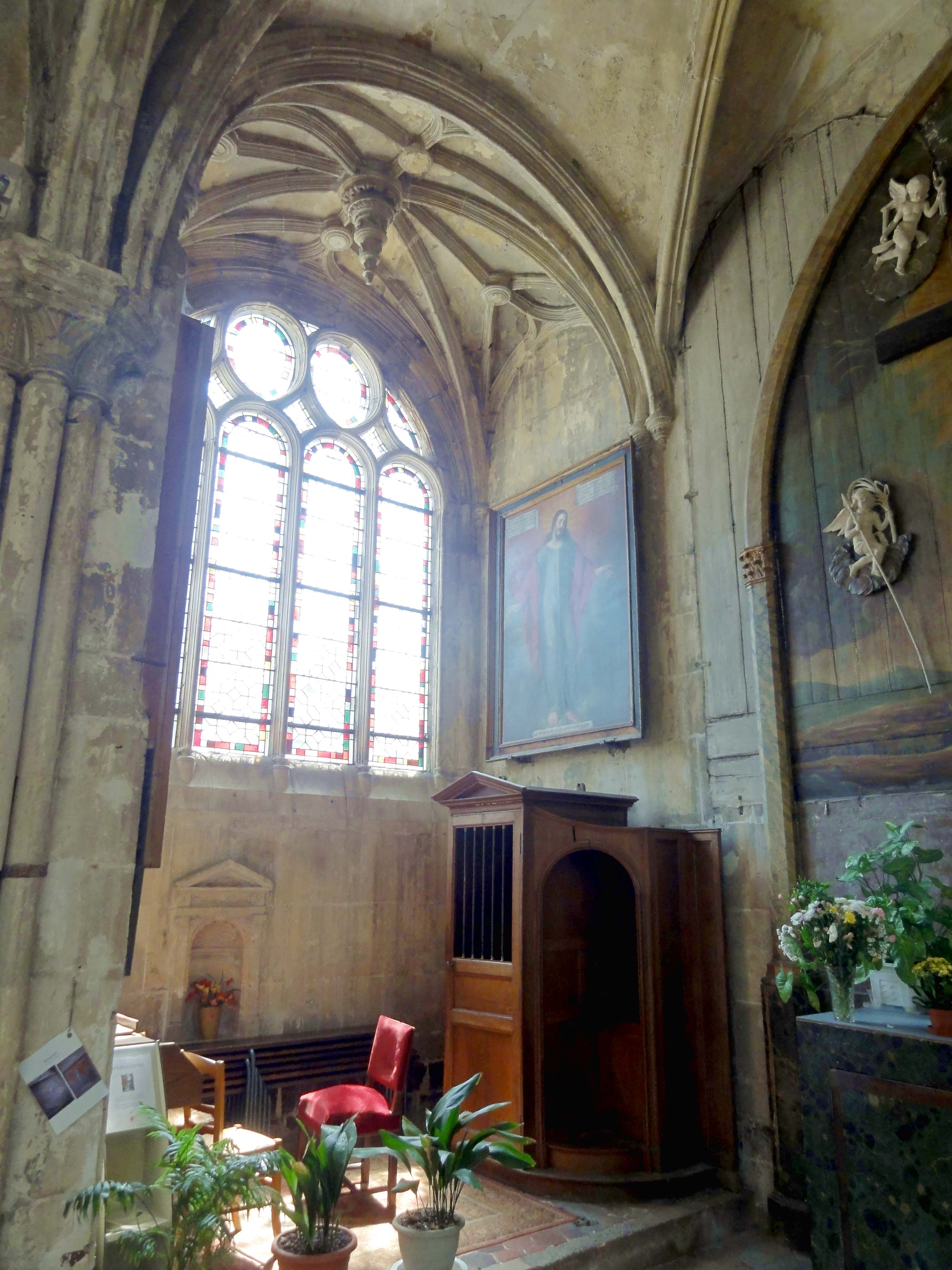
Bas-côté sud, chapelle Sainte-Anne.
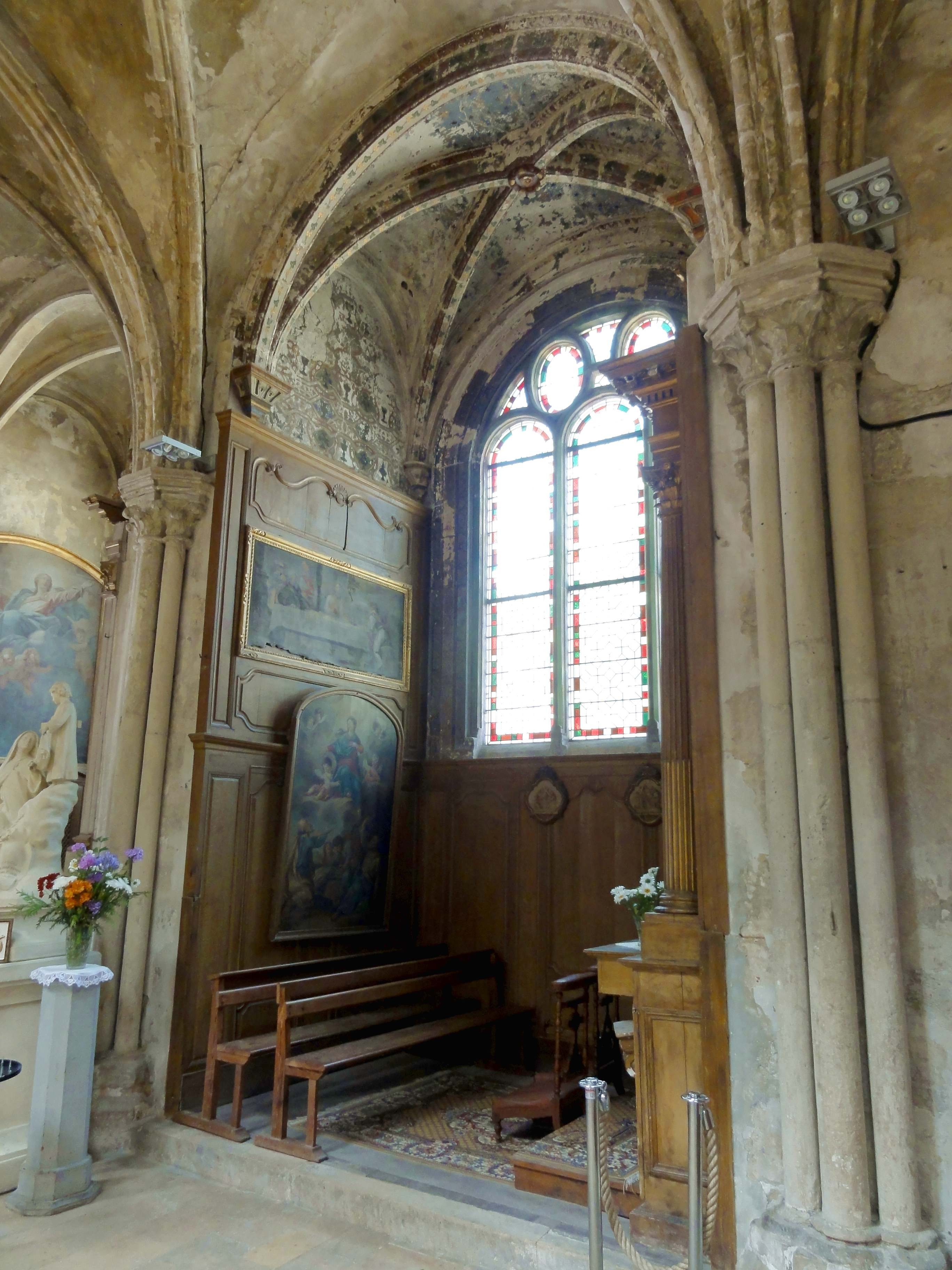
Bas-côté nord, chapelle de la 3e travée.
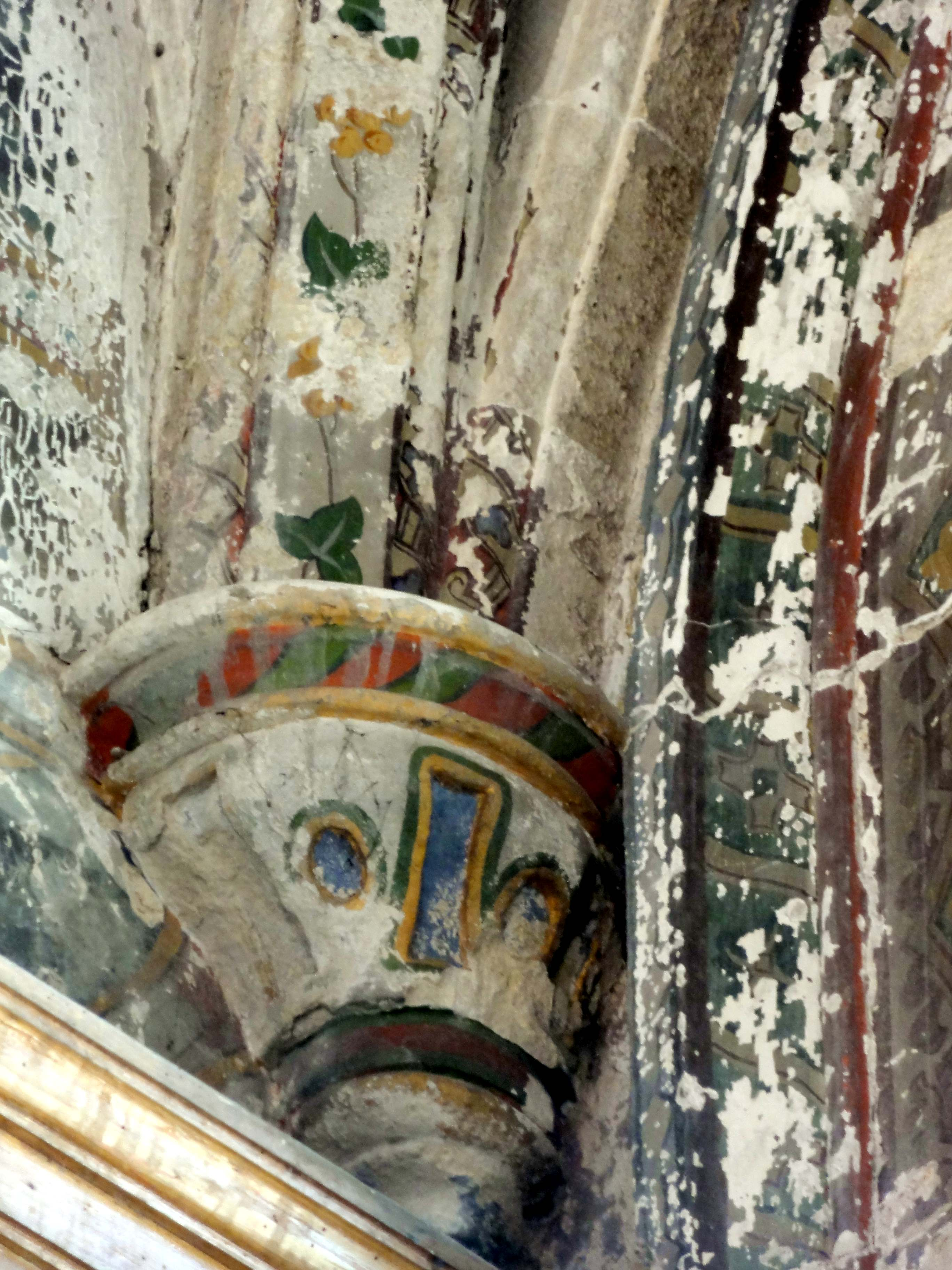
Chapelle de la 3e travée du nord, cul-de-lampe.
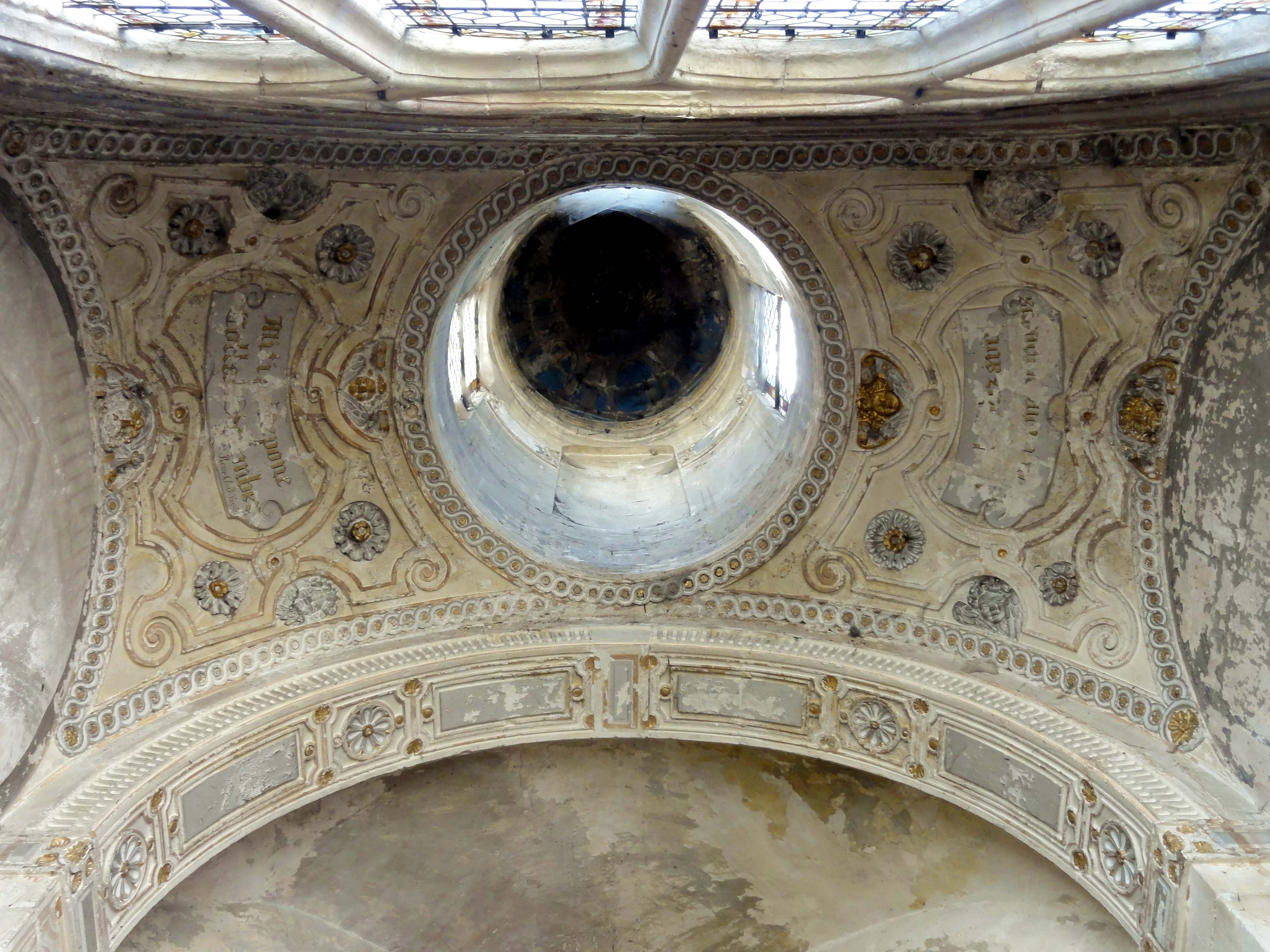
Chapelle baptismale, voûte et lanternon.

### Extérieur

#### Façade occidentale

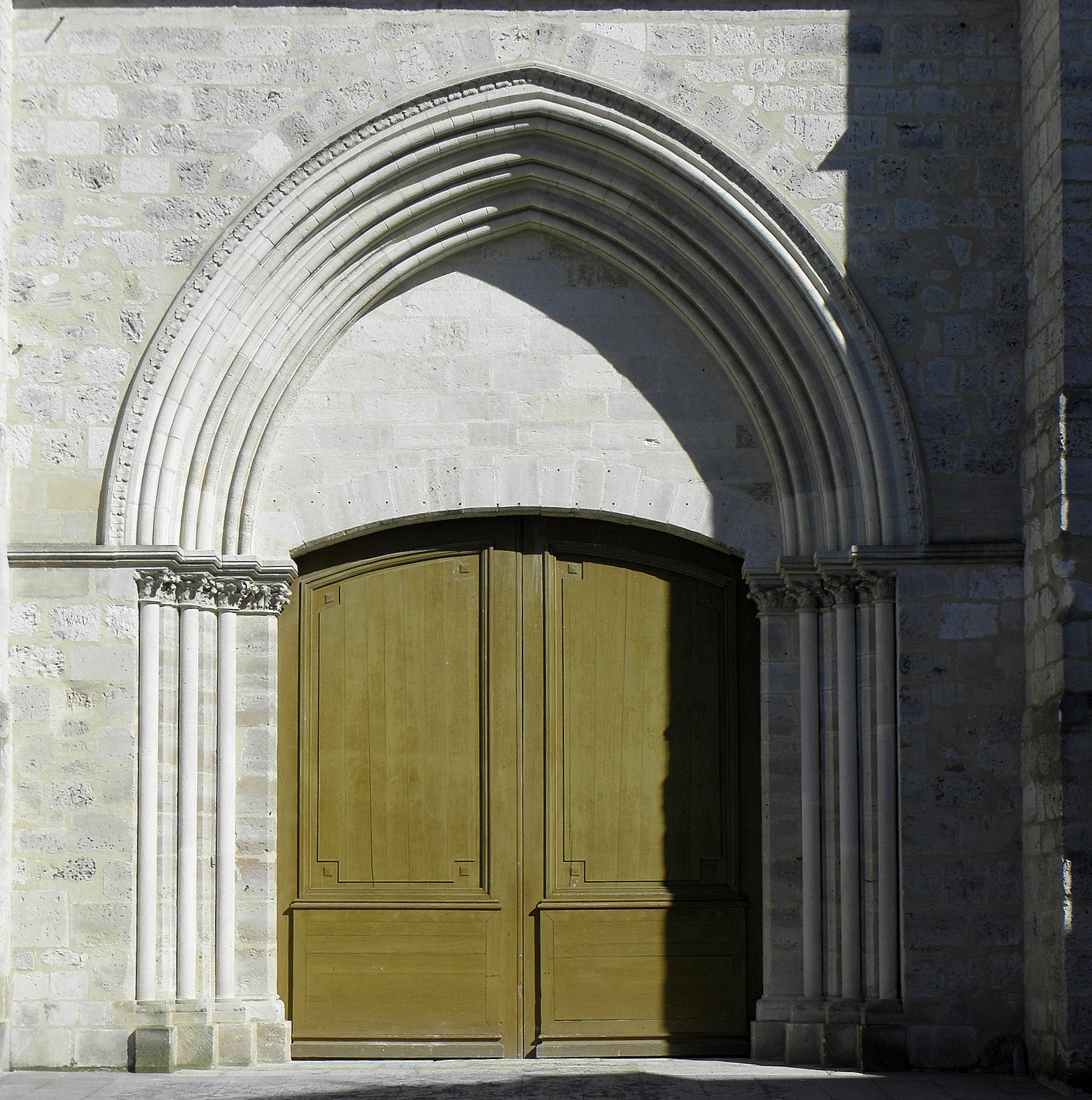
Portail occidental de la nef.

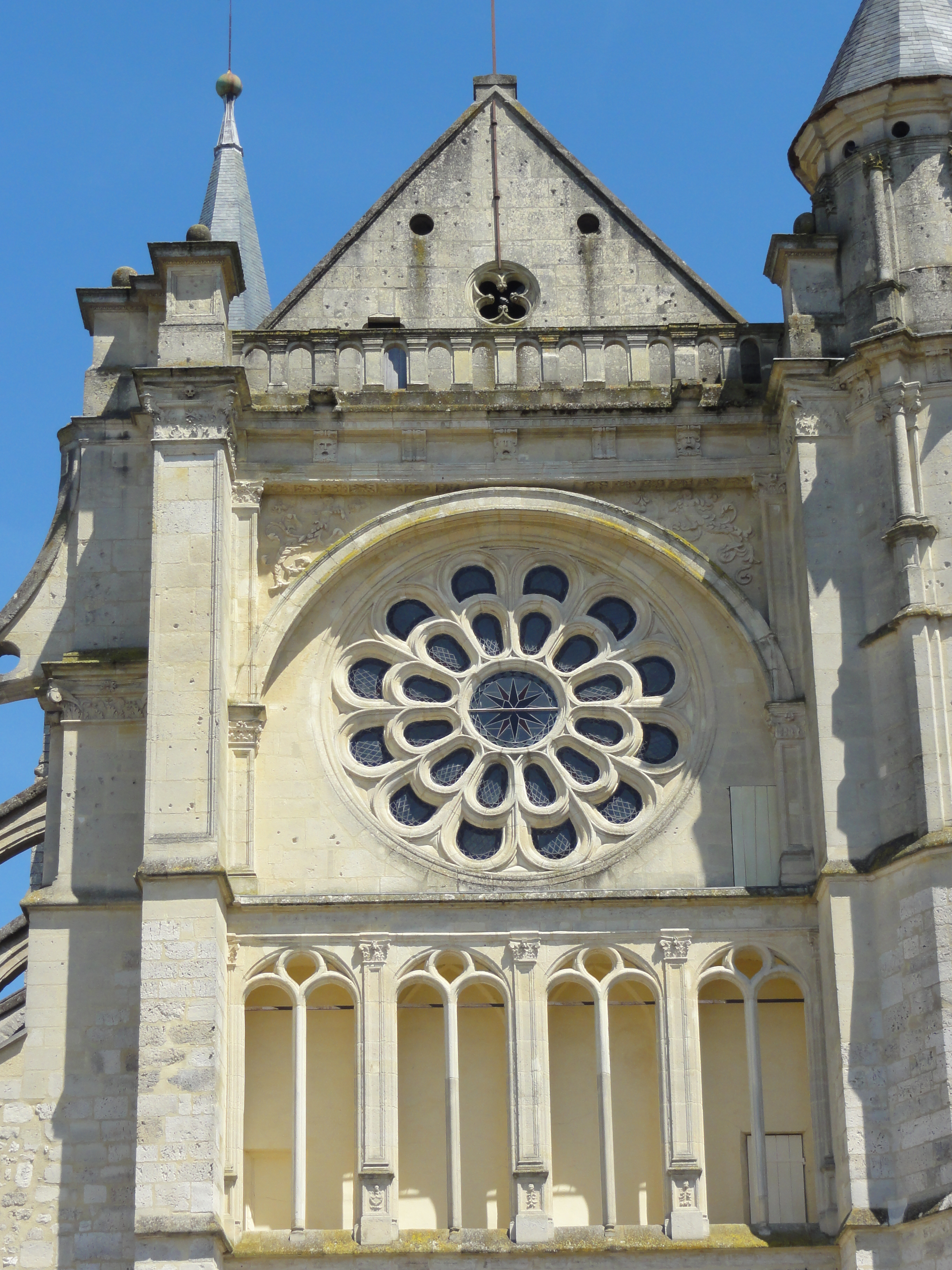
Façade occidentale de la nef, parties hautes.

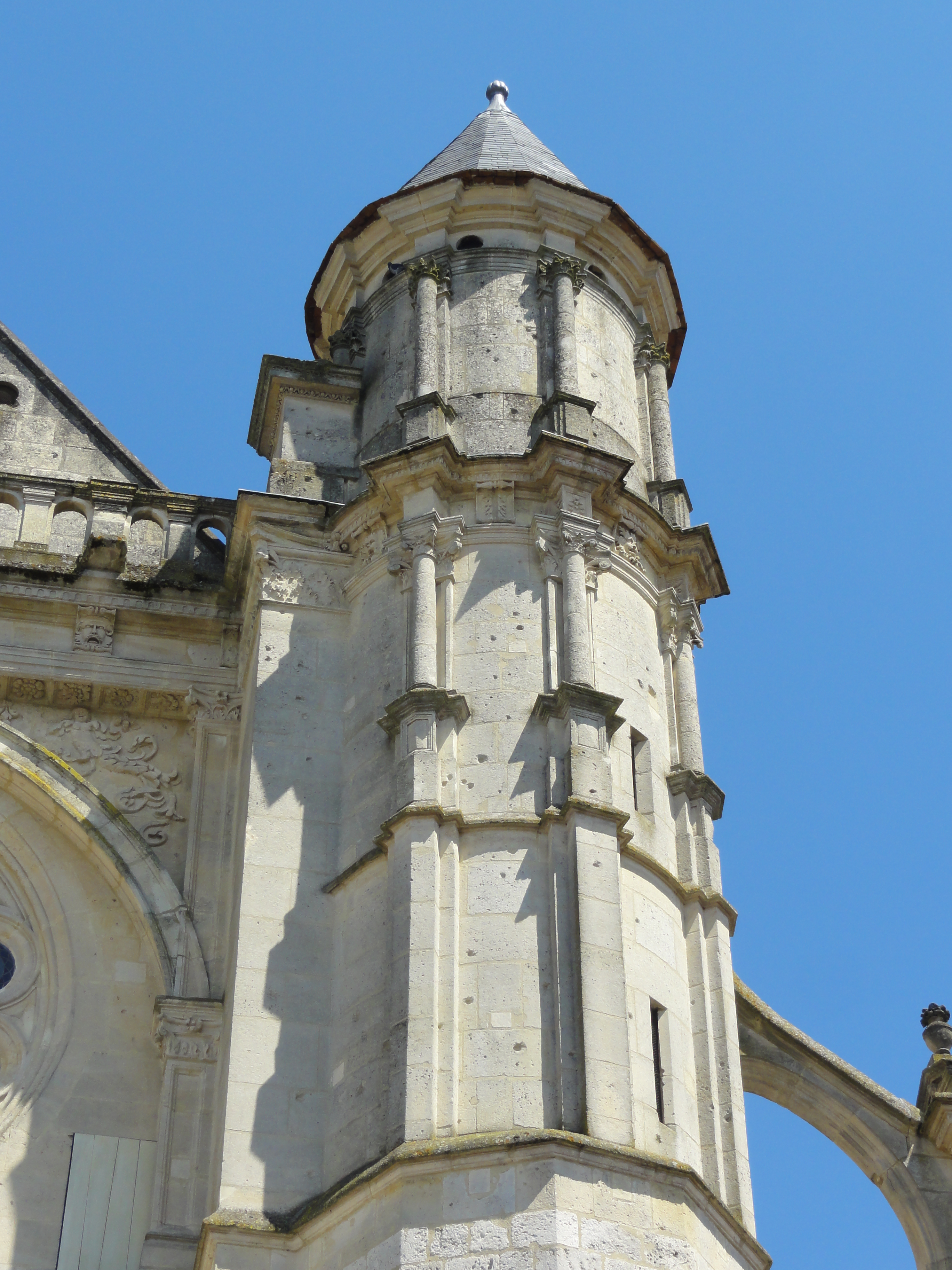
Tourelle d'escalier, niveaux Renaissance.

La façade occidentale, dissymétrique par son ordonnancement et son décor mais non par ses volumes, sauf pour la tourelle d'escalier, comporte des éléments de trois époques, qui s'enchevêtrent parfois. Une quatrième époque est même présente avec la souche de la tourelle d'escalier, que Jean Vallery-Radot date du XIIe siècle, en se basant sur une voûte romane à l'intérieur. Conformément à l'agencement des élévations à l'intérieur de l'église, il y a trois niveaux d'élévation, plus le pignon. Le premier niveau est réservé aux portails, et à une fenêtre à l'extrémité du bas-côté sud, masquée par un tableau de retable à l'intérieur. Le second niveau comporte une galerie ouverte, et les demi-pignons des toits en appentis des bas-côtés. Le troisième niveau se limite à la rosace occidentale de la nef. De la principale campagne de construction vers 1200-1230, subsistent les portails du bas-côté nord et de la nef ; les deux contreforts occidentaux de la nef et la tourelle d'escalier jusqu'en haut du second niveau d'élévation ; et le pignon. La galerie est issue de la transformation d'une claire-voie du XIVe siècle, qui devait ressembler à celle du chevet, et dont les vestiges les plus significatifs sont visibles depuis l'intérieur. La galerie est formée par quatre baies non vitrées au remplage Renaissance standard, à l'image des fenêtres hautes des premières travées de la nef. Les trumeaux sont ornés de pilastres corinthiens. D'après Jean Vallery-Radot, les bases et les meneaux verticaux des quatre baies sont encore du XIVe siècle, et des feuillures démontrent l'existence ancienne de vitraux. Le pignon et son oculus inscrivant un quadrilobe datent également du XIVe siècle. Tout le reste est de la Renaissance.
Le portail occidental de la nef s'ouvre sous une archivolte en tiers-point, qui est décoré de six tores sur trois plans différents, ainsi que d'une gorge abritant un cordon de feuilles de trèfle à quatre feuilles. Fait assez rare, le nombre des colonnettes à chapiteaux n'est pas identique au nombre des tores, puisqu'il n'y en a que trois de chaque côté, conformément aux trois plans de l'archivolte. Les deux colonnettes inférieures ne forment pas les piédroits du portail, et un étroit pan de mur est donc visible entre ces dernières et les deux vantaux. Il est sommé d'une frise de feuillages aux extrémités recourbées en crochets, analogue à la sculpture des chapiteaux. Les tailloirs sont des tablettes continues, qui se poursuivent jusqu'aux contreforts à gauche et à droite du portail. Le linteau, en anse de panier, est appareillé, et le tympan est un simple mur. À peu de distance du portail, les portions gothiques des contreforts de la nef et la tourelle d'escalier se retraitent par un fruit, puis sont scandés par un larmier à la limite avec le second niveau d'élévation. Ce larmier relie les deux contreforts, et sert d'appui aux baies de la galerie. Quelques meurtrières éclairent la tourelle d'escalier polygonale ; sinon, elle reste extrêmement sobre jusqu'au second larmier. Également présent sur les contreforts latéraux de la Renaissance, il est susceptible de dater du XVIe siècle, et marque le début du troisième niveau d'élévation.
Ici, les faces des contreforts occidentaux de la Renaissance sont décorées de baguettes à la façon de panneaux à fenestrages, et de chapiteaux corinthiens en hauteur, où une petite tête de mort se détache au milieu entre deux volutes, qui en regardant de près peuvent être identifiées comme des bustes humains. C'est à mi-hauteur de ces contreforts que les contreforts latéraux sont munis de chapiteaux corinthiens semblables, car c'est ici que prennent appui les arcs-boutants. De l'autre côté, les pilastres étroits qui flanquent les contreforts occidentaux sont eux aussi garnis de petits chapiteaux corinthiens, ainsi qu'en haut. Ces chapiteaux correspondent à la retombée d'un arc de décharge en plein cintre, qui se fond dans les pilastres, et à un entablement. L'arc de décharge est motivé par la grande rosace, qui est sans doute plus attractive depuis l'extérieur que depuis l'intérieur. Son réseau composé de deux rangs de lobes arrondis autour d'un oculus central est soigneusement mouluré, mais il est anormalement épais, et « accuse la mollesse caractéristique des remplages du XVIe siècle » (Jean Vallery-Radot). Les écoinçons à gauche et à droite, en haut, sont ornés de rinceaux, et le dessous de l'architrave de l'entablement est sculpté de rosaces. La métope est décorée de consoles, dont une sur deux représente une tête hurlante. La corniche supporte une balustrade à jour, délimitée par les extrémités supérieures des contreforts. Ils s'amortissent par une corniche saillante, agrémentée d'un rang d'oves dans l'échine. Le couronnement est formé par des boules. — Deux étages de la tourelle correspondent au troisième niveau d'élévation de la façade. Désormais la tourelle est ronde, et non plus polygonale. Les angles sont occupés par des pilastres à double ressaut, qui sont en fait les stylobates des pilastres et colonnettes corinthiens visibles en hauteur. Les colonnettes avec leurs chapiteaux, proches de ceux visibles dans les trois premières travées de la nef, sont assez curieusement plaquées devant les pilastres, nettement plus larges. Suit un entablement analogue à celui déjà décrit, avec des ressauts au-dessus des colonnettes. Au niveau du pignon de la nef, la tourelle possède un étage supplémentaire, qui est décoré pareillement. Le toit est de nouveau octogonal, et couvert d'ardoise.
Le mur occidental du bas-côté nord est bâti en moellons à partir du portail. Celui-ci est calqué sur le portail de la nef, avec une voussure et deux colonnettes en moins. Le cordon supérieur est en dents-de-scie, ornement de type gothique primitif qui apparaît également sur les élévations latérales. Immédiatement au-dessus du cordon, s'ouvre un oculus non décoré. Les deux contreforts qui épaulent l'angle nord-est du bas-côté sont ornés de pilastres différents des autres, où apparaissent des losanges et demi-losanges délimités par des baguettes. Il n'y a pas de chapiteaux, et les entablements sont seulement ébauchés. Le couronnement du contrefort occidental est formé par des chaperons en bâtière, où des têtes de chérubin entre deux ailes se profilent devant le fronton. Le contrefort latéral forme la base de la culée de l'arc-boutant le plus occidental. Le mur occidental du bas-côté sud est soigneusement appareillé en pierre de taille, et ne présente aucune particularité. Les contreforts d'angle sont analogues au nord.

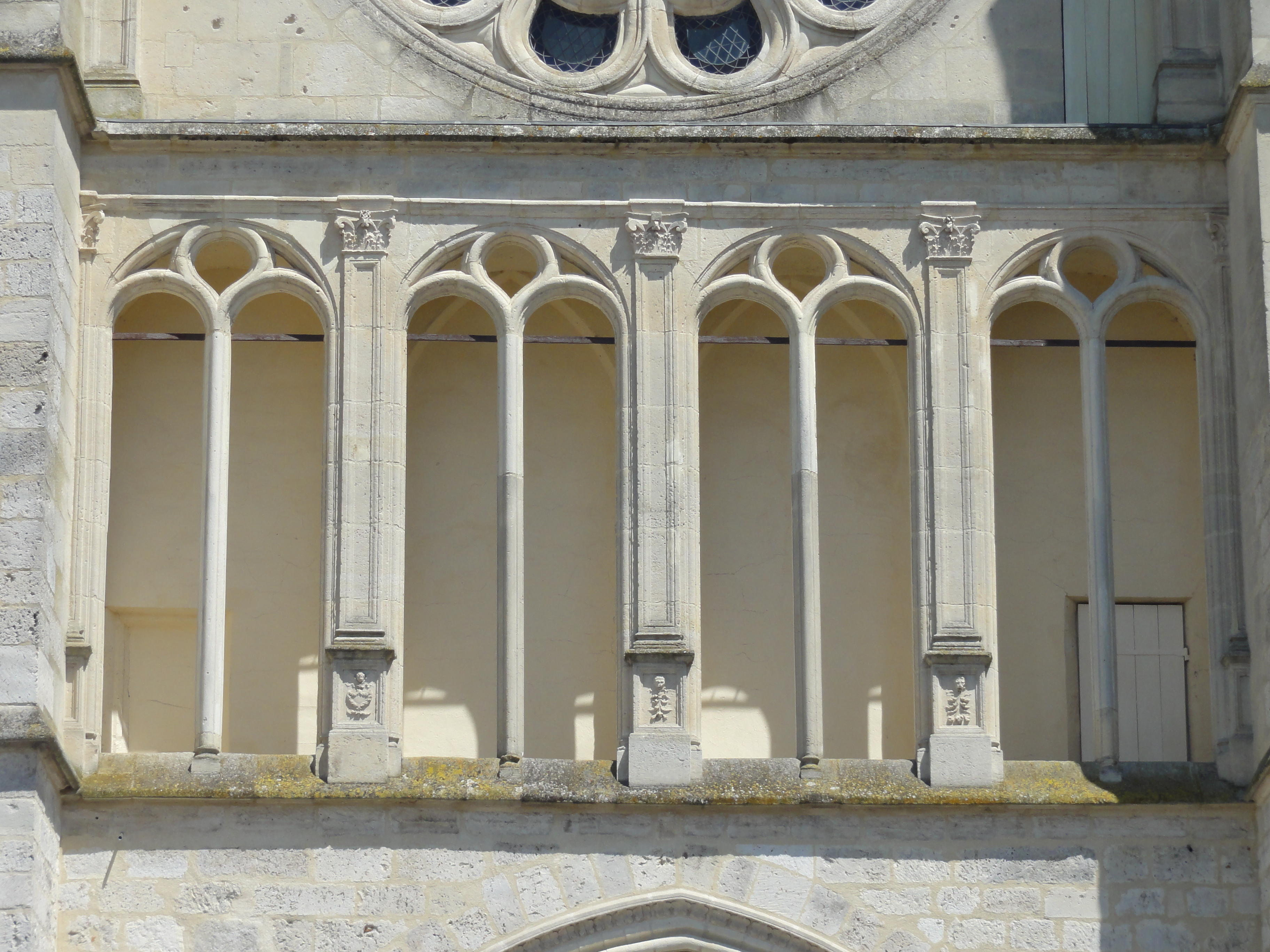
Galerie devant la nef.
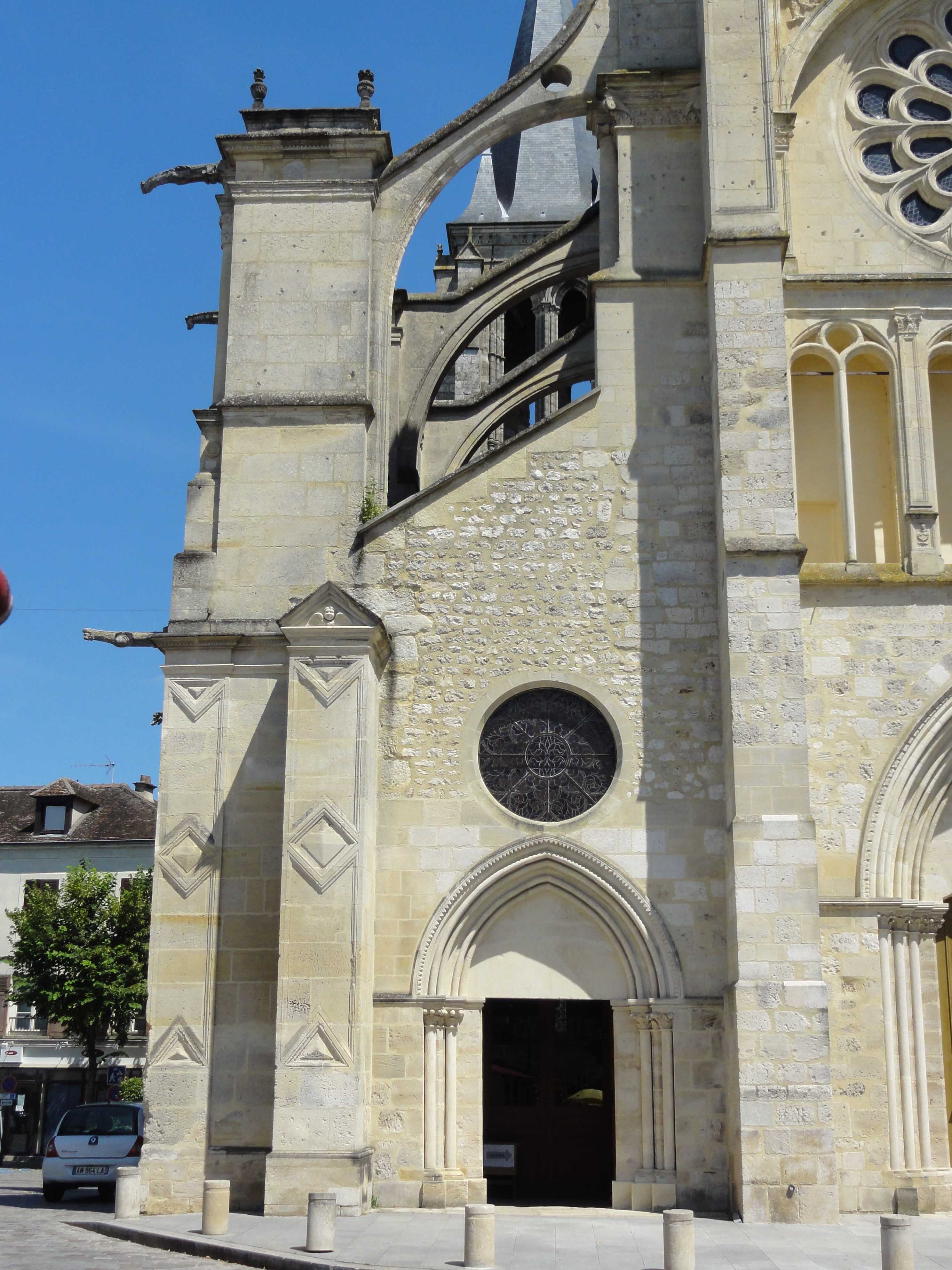
Façade du bas-côté nord.
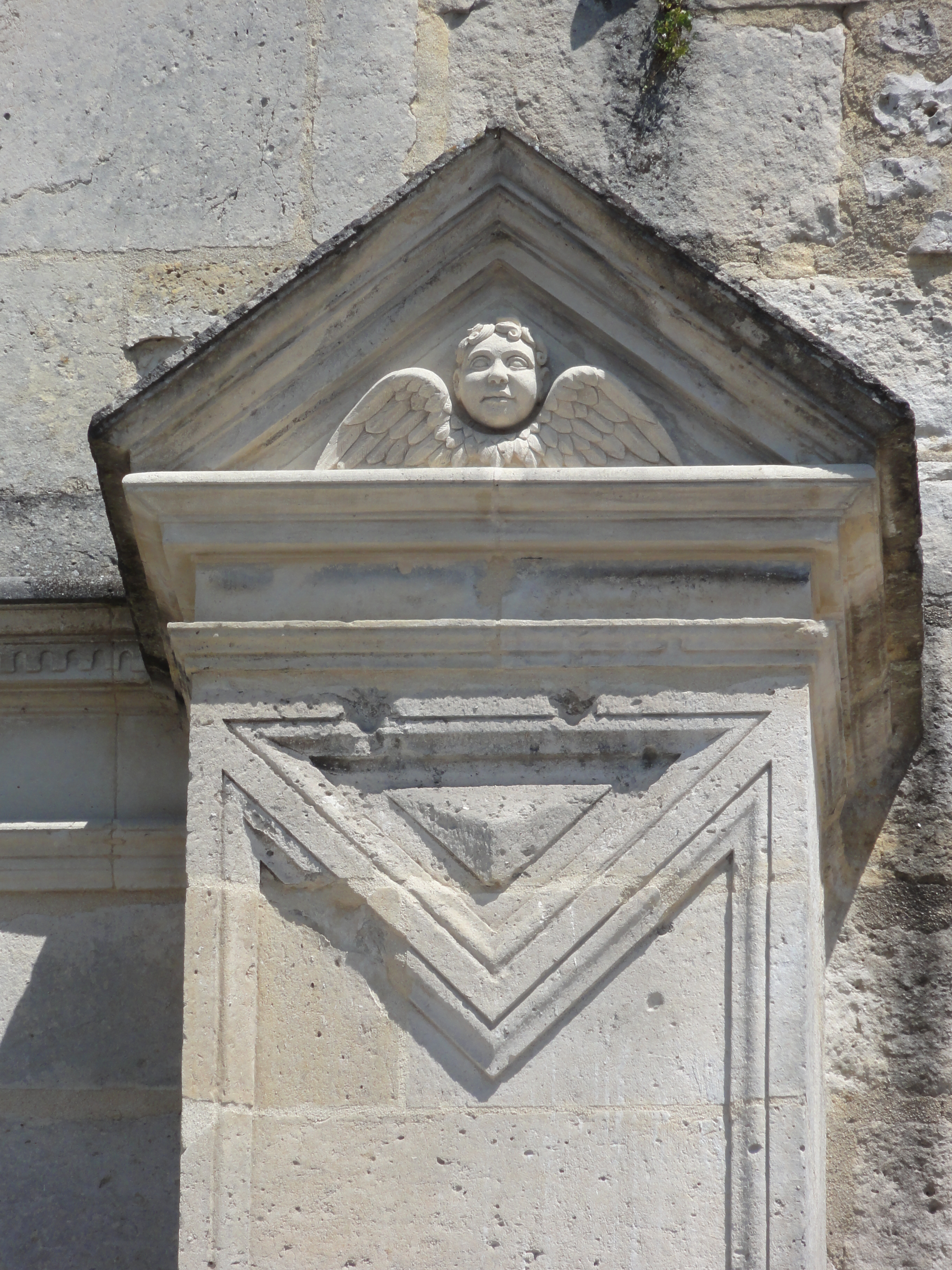
Couronnement d'un contrefort au nord.
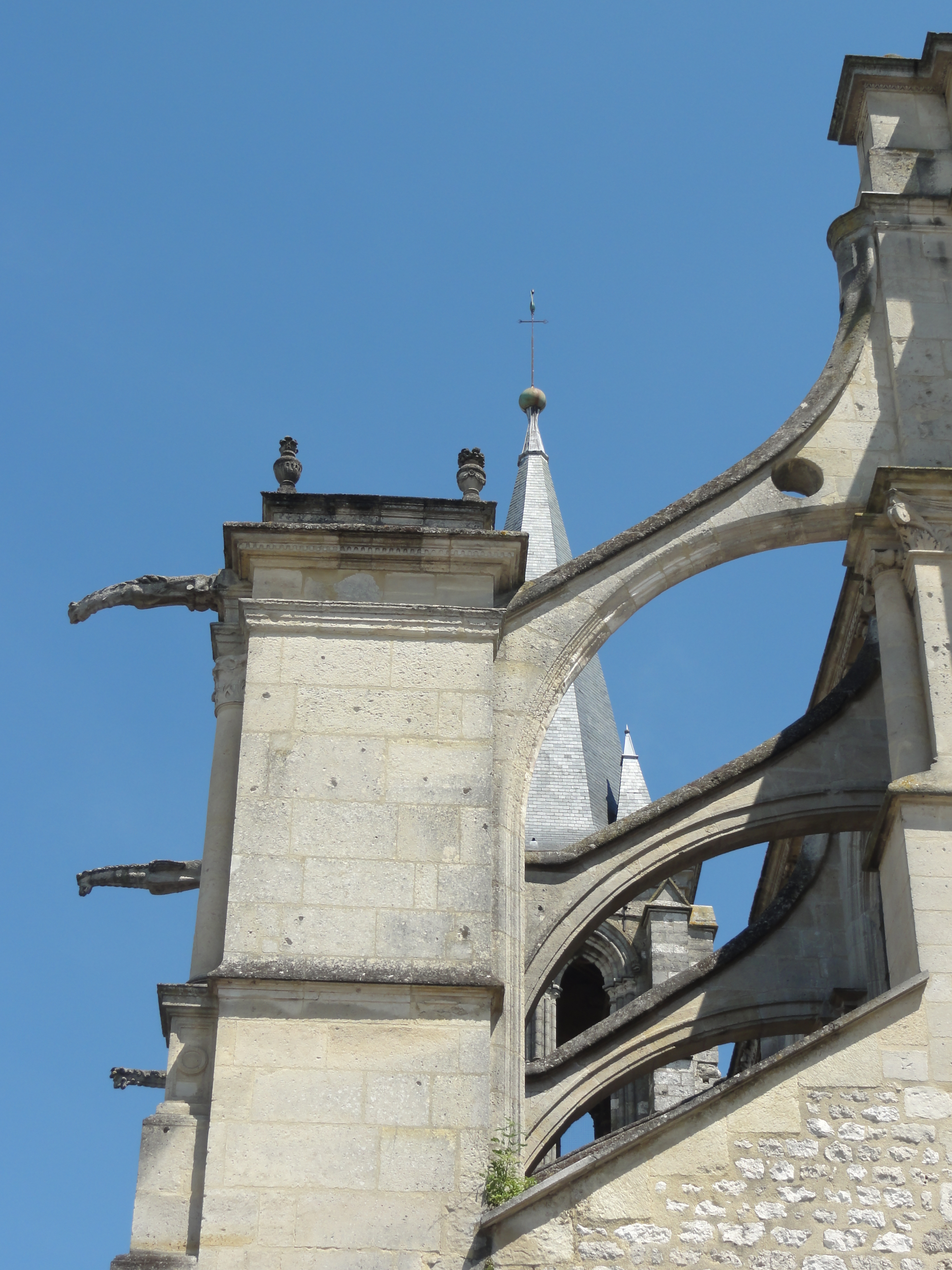
Arcs-boutants en haut du bas-côté nord.
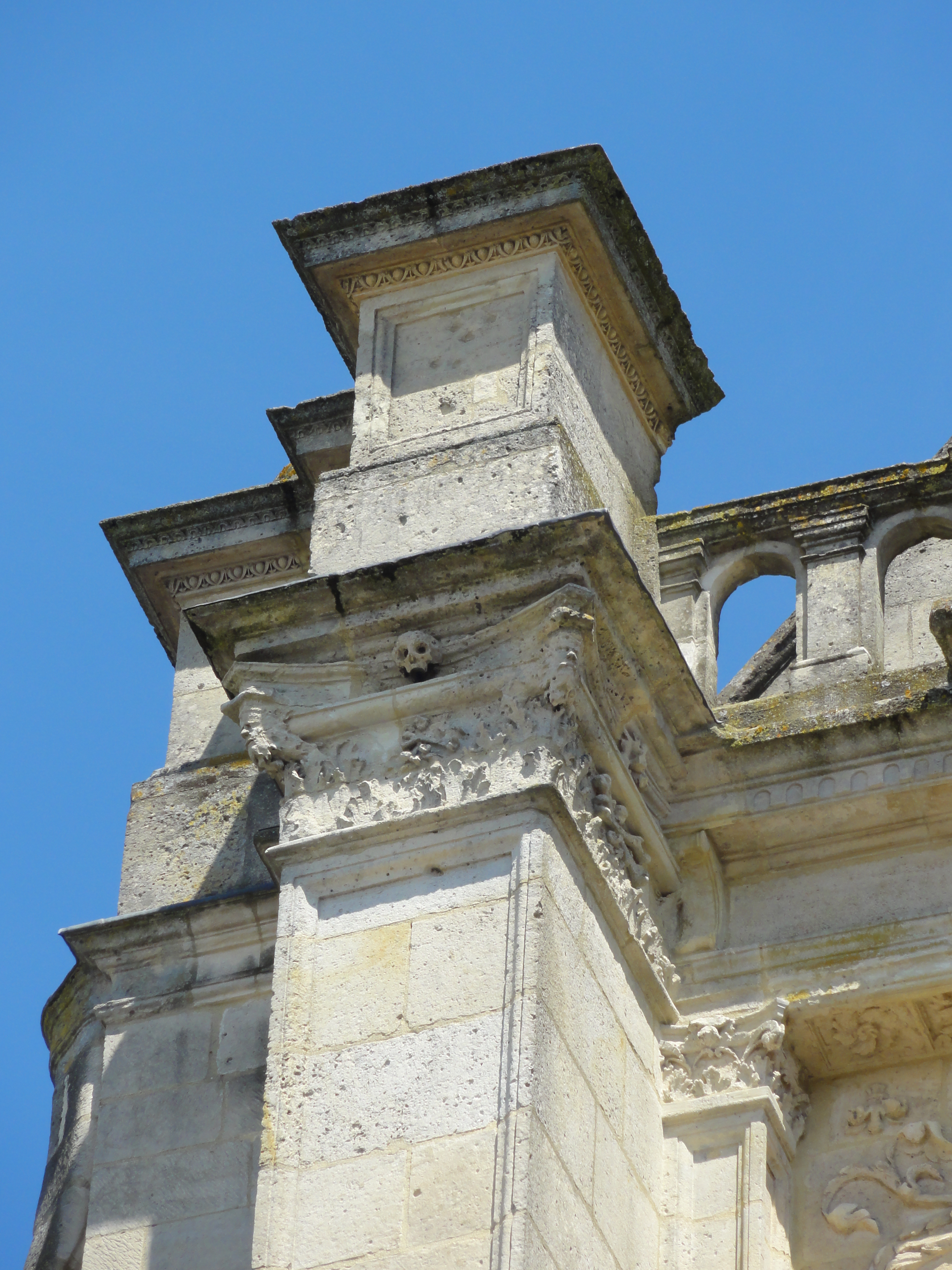
Couronnement des contreforts de la nef.
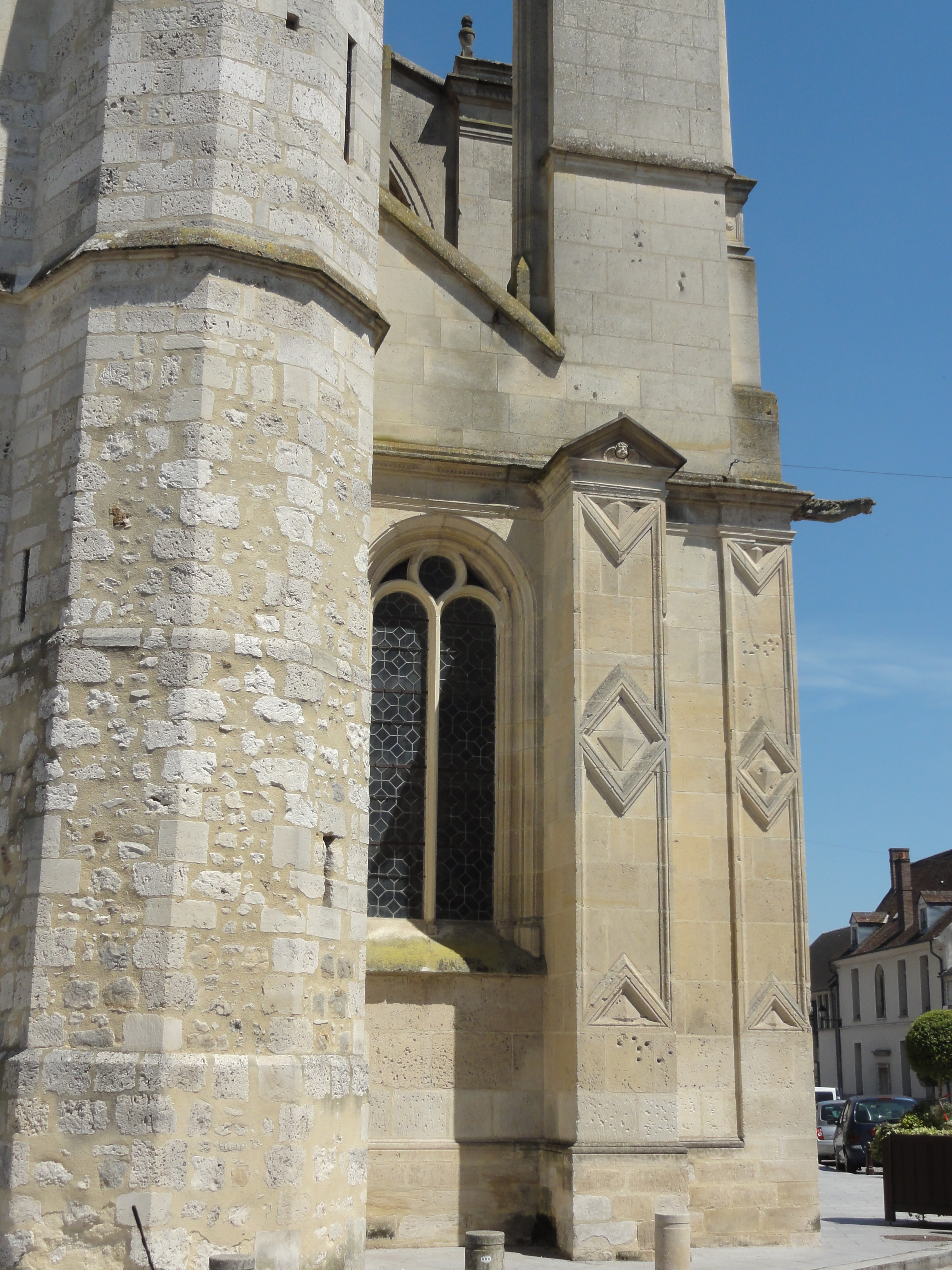
Façade du bas-côté sud.

#### Élévations latérales

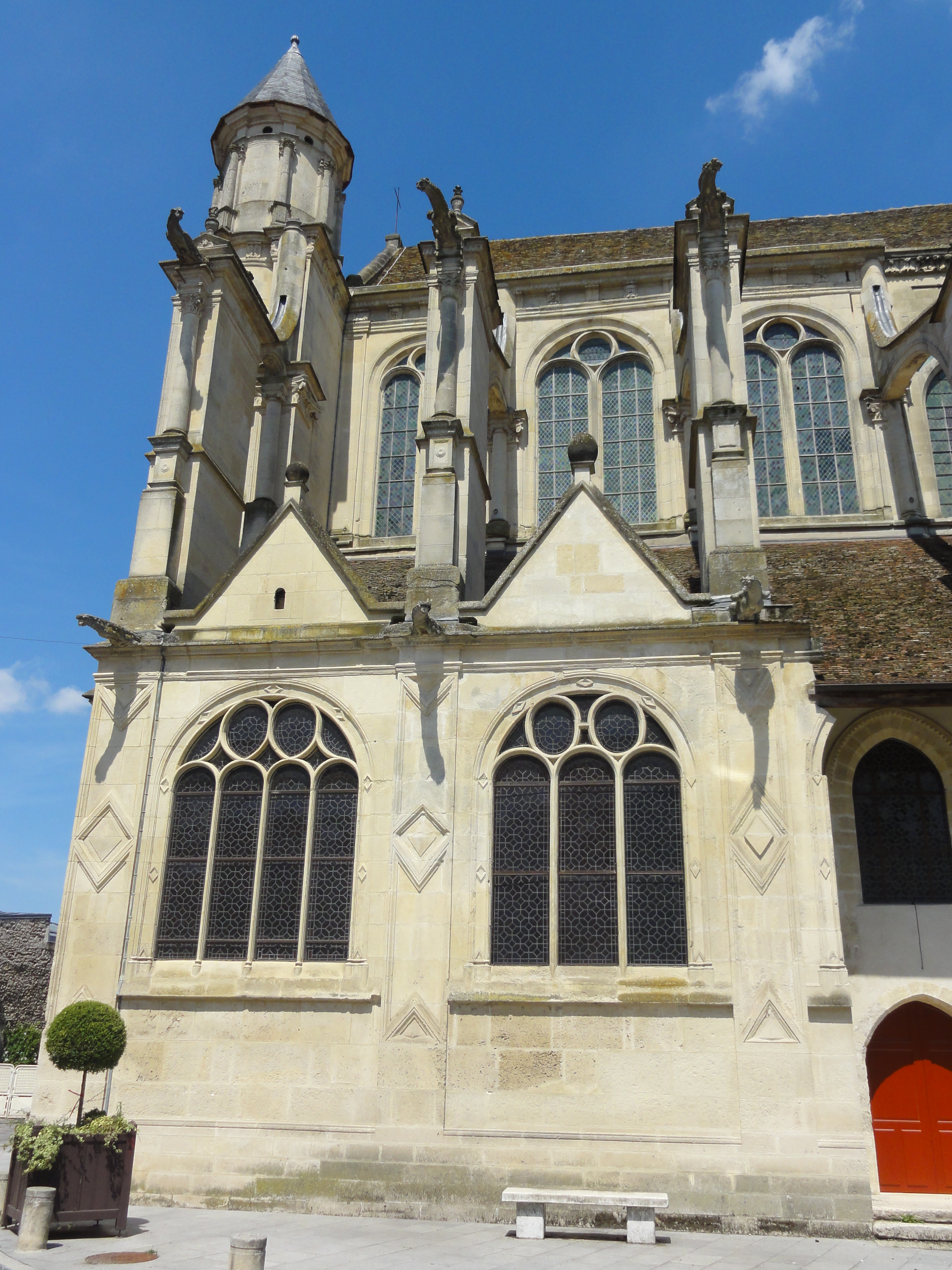
Élévation méridionale, 1re-2e travée.

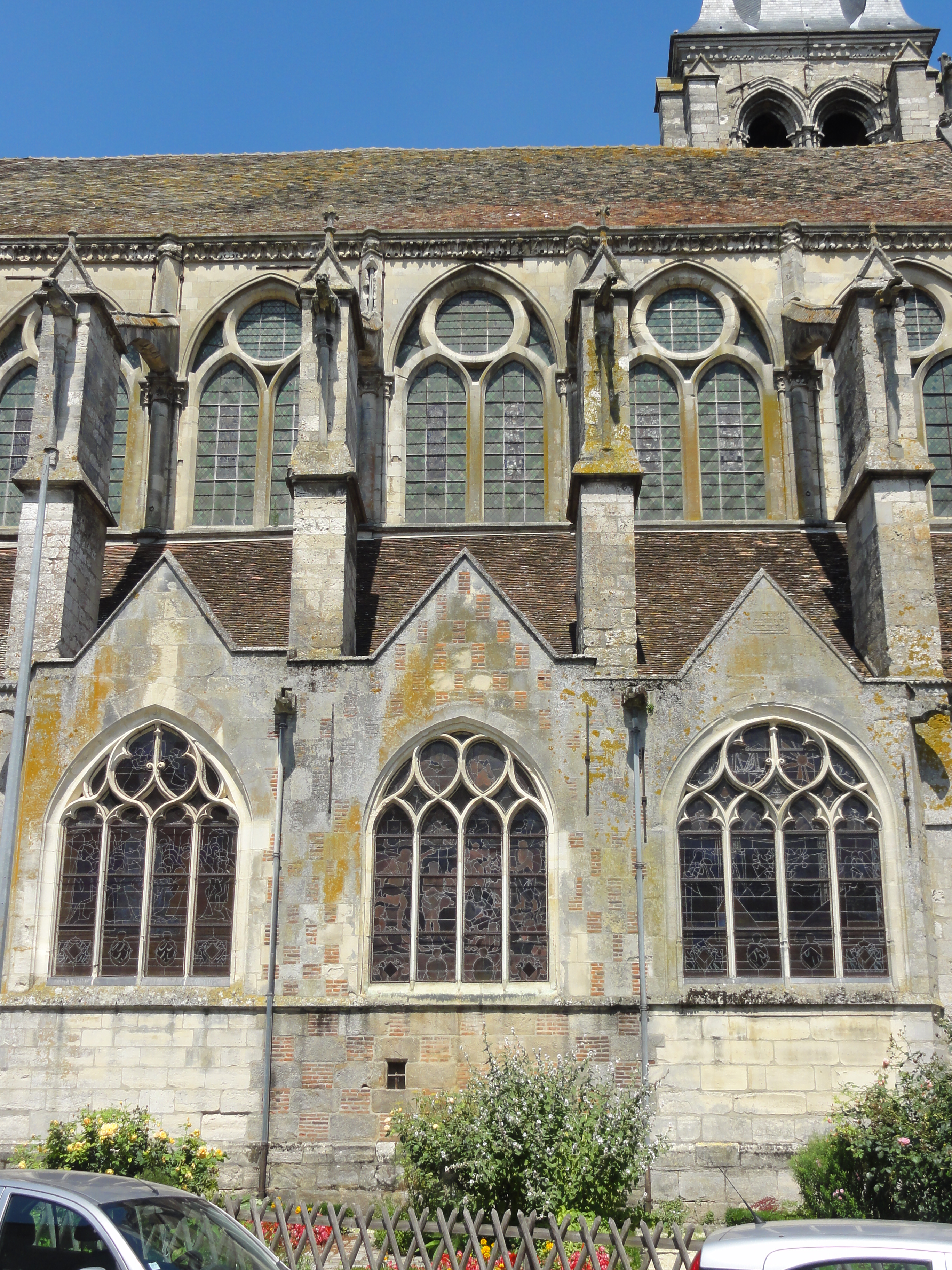
Élévation méridionale, 5e-7e travée.

Les élévations latérales ne comptent que deux niveaux, l'étage du triforium étant masqué par les toits en appentis des bas-côtés. L'on distingue deux campagnes de construction au niveau des fenêtres hautes. Au niveau des chapelles, la disparité est grande. L'on note que les chapelles de la Renaissance sont davantage soignées que les autres, contrairement à ce que l'on constate à l'intérieur. Les trois premières travées de la nef et les trois premiers arcs-boutants présentent un décor cohérent avec la façade et la tourelle d'escalier. Les fenêtres hautes sont entourées de moulures, et surmontées d'un entablement analogue à celui en haut de la façade occidentale. Les arcs-boutants sont à simple volée et formés par deux contre-courbes, ce qui donne une surface de contact importante avec les murs gouttereaux. Près du mur, les arcs-boutants sont soutenus par une colonnette corinthienne identique aux supports du second ordre de la nef, qui sont plaquées devant un pilastre corinthien, comme sur la tourelle d'escalier. Une colonnette corinthienne, cette fois-ci sans pilastre, est également plaquée devant chaque culée. Les culées sont scandés par un larmier à mi-hauteur, et possèdent en haut un entablement. C'est devant l'entablement, et au-dessus du tailloir du chapiteau corinthien, que saillit une gargouille sous la forme d'une chimère de type gothique flamboyant. L'entablement ne marque pas le sommet définitif des culées. Elles se retraitent seulement ici, pour s'amortir moins d'un mètre plus haut par un chaperon en bâtière, où des têtes de chérubins entre deux ailes se détachent devant les frontons triangulaires. Aux deux extrémités, les chaperons sont couronnés par des pots-à-feu. Quant aux chapelles de la Renaissance, elles sont décorées de pilastres plats et entablement ébauchés, qui au sud sont stylistiquement conformes aux contreforts d'angle visibles depuis l'ouest. Au nord, les pilastres sont décorés de façon peu conventionnelle de rosaces et de panneaux entourés de perles. Aucun contrefort ne fait saillie devant les chapelles, car ce sont les murs de refend délimitant les chapelles qui tiennent lieu de contreforts. Les pignons des chapelles, bien qu'assez simples, sont d'un bel effet. Ils sont sommés d'une boule, et ne cachent pas la vue sur les culées des arcs-boutants. De part et d'autre des pignons, des gargouilles plus petites jaillissent.
Les murs hauts des années 1220-1230, à partir de la quatrième travée, ressemblent en maints points à l'église Saint-Séverin, déjà citée pour l'analogie du triforium. On trouve la même corniche de crochets ou feuilles entablées, les mêmes arcs-boutants, et les mêmes fenêtres. Sauf les arcs-boutants au niveau du troisième doubleau, ils sont formés par un arceau se terminant en ligne droite, ce qui donne une surface d'attaque limitée. Au-dessus des arcs-boutants, le mur haut présente un renflement, qui ne peut pas dater de la période flamboyante, car la corniche de crochets l'inclut. Les arcs-boutants sont soutenus par une forte colonnette à chapiteau, ce qui a dû inspirer le maître d'œuvre de la Renaissance. Immédiatement à côté, deux minces colonnettes flanquent les fenêtres, et les tailloirs de leurs chapiteaux soutiennent une fine moulure encadrant l'arc de la fenêtre. Les meneaux des deux lancettes et l'oculus supérieur ne sont pas décorées. Les culées des arcs-boutants ont, dans les grandes lignes, la même physionomie que leurs homologues de la Renaissance : elles sont scandées par un larmier, et s'achèvent par un larmier combiné à un chaperon en bâtière. À chacune des deux extrémités, le chaperon est couronné d'un petit fleuron. Entre les deux larmiers, la partie supérieure de la face frontale de l'arc-boutant est agrémentée d'une colonnette à chapiteau, qui supporte une gargouille. Cette disposition a incontestablement été imitée par l'architecte du XVIe siècle. Le mur des bas-côtés du début du XIIe siècle n'apparaît qu'à de rares endroits. La décoration s'y résume à une corniche de dents de scie, qui englobe les contreforts, et un cordon en dents de scie au-dessus des fenêtres, qui se continue au niveau des impostes. Le portail latéral du sud est sans intérêt, et était appelé à disparaître derrière une chapelle ou un porche de style de la Renaissance dont la construction avait déjà commencé depuis l'ouest. Le portail latéral nord ressemble au portail occidental du même bas-côté. Quant aux chapelles aux pieds des travées gothiques de la nef, elles se signalent surtout par le réseau de leurs fenêtres, et sont sinon assez austère. Un larmier court à la limite des allèges, et le pignon de la chapelle de la cinquième travée du nord est sommée d'une belle croix en antéfixe. Il y a généralement une gargouille entre deux chapelles. L'appareil de la chapelle de la sixième travée du sud, qui est de style flamboyant tardif, est polychrome, et présente une alternance entre pierres de taille et plusieurs assises de briques, ce qui est rare dans la région, mais fréquent dans le nord de la France.

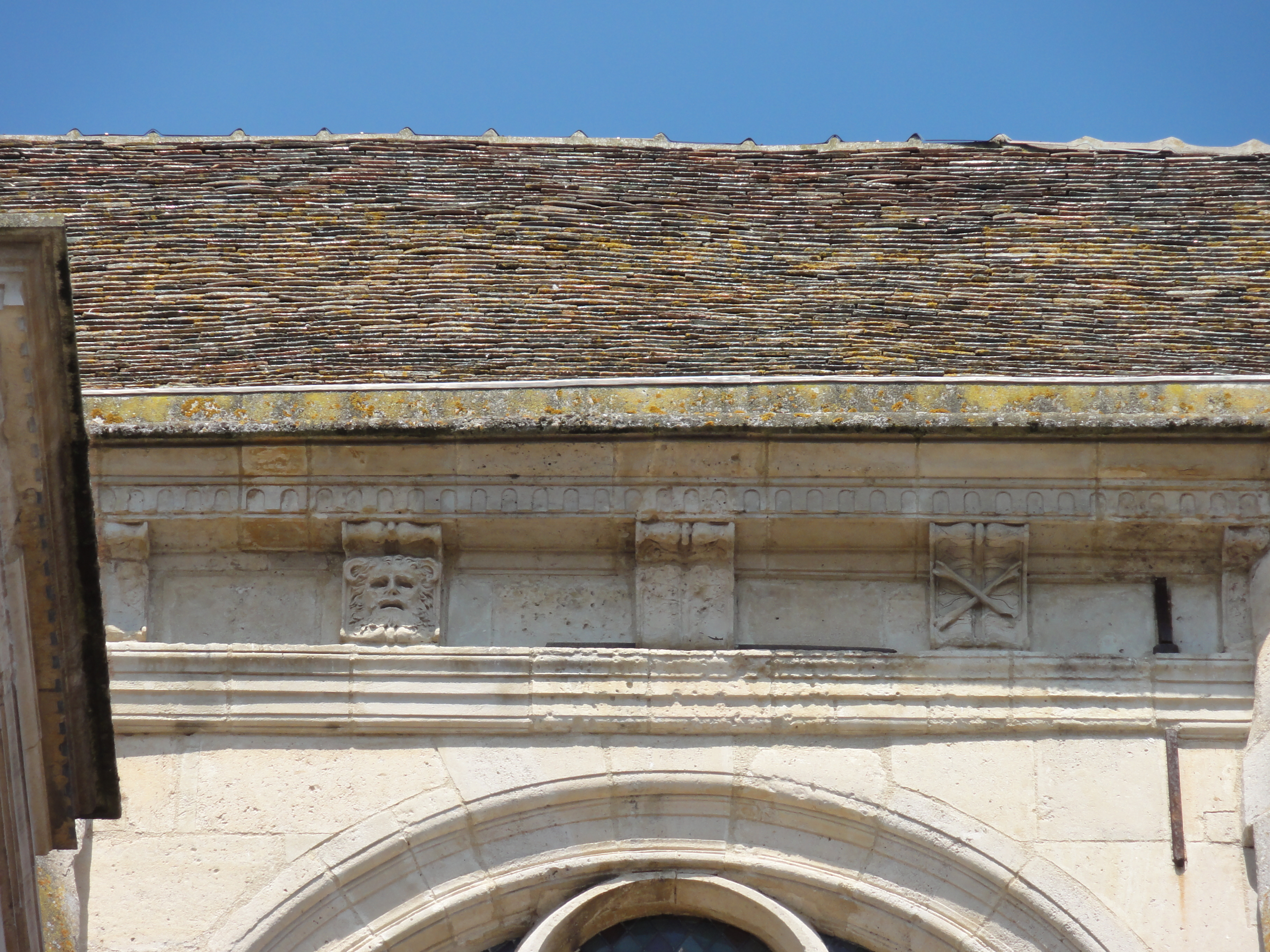
Entablement des travées Renaissance.
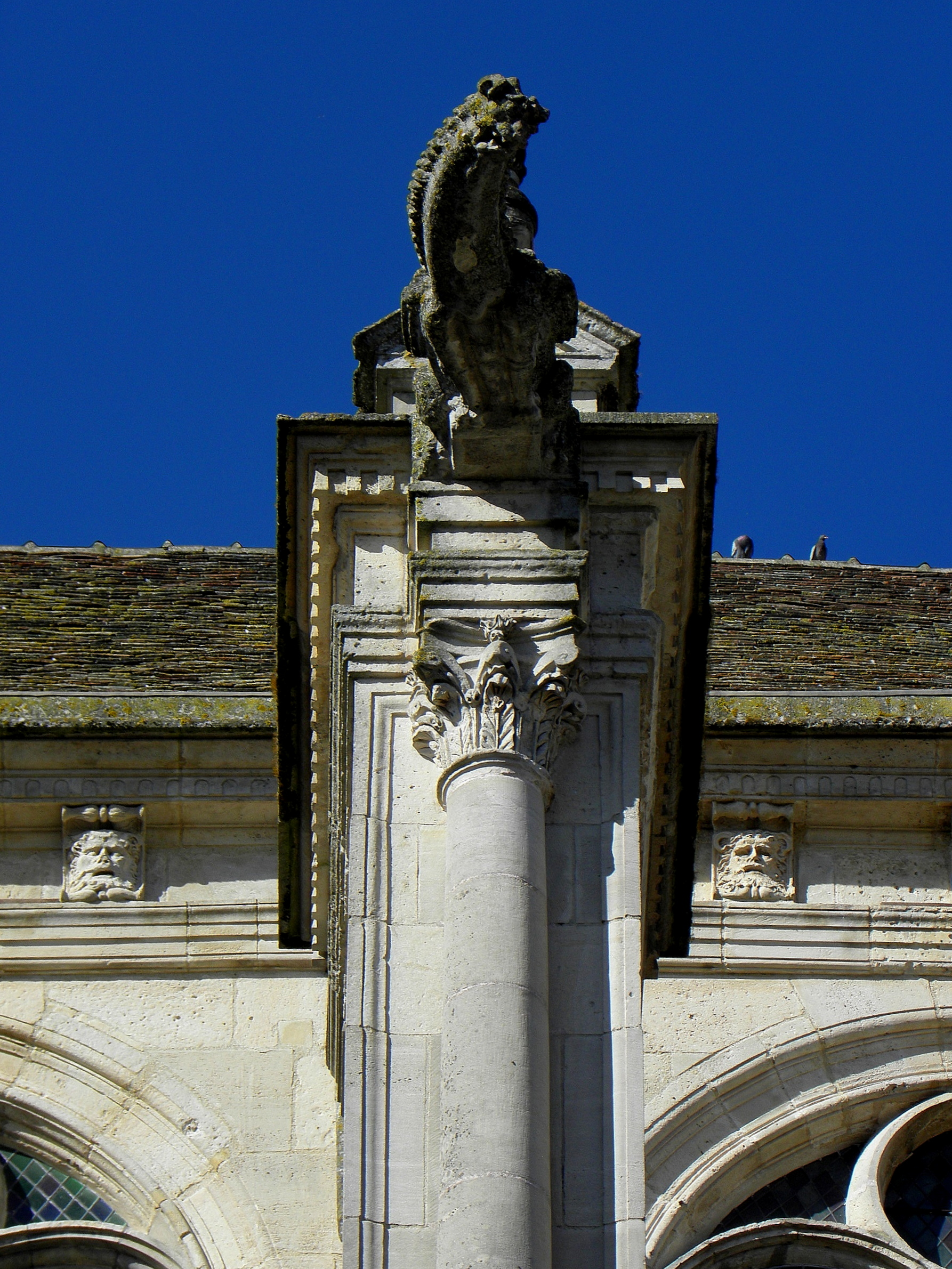
Culée d'un arc-boutant Renaissance.
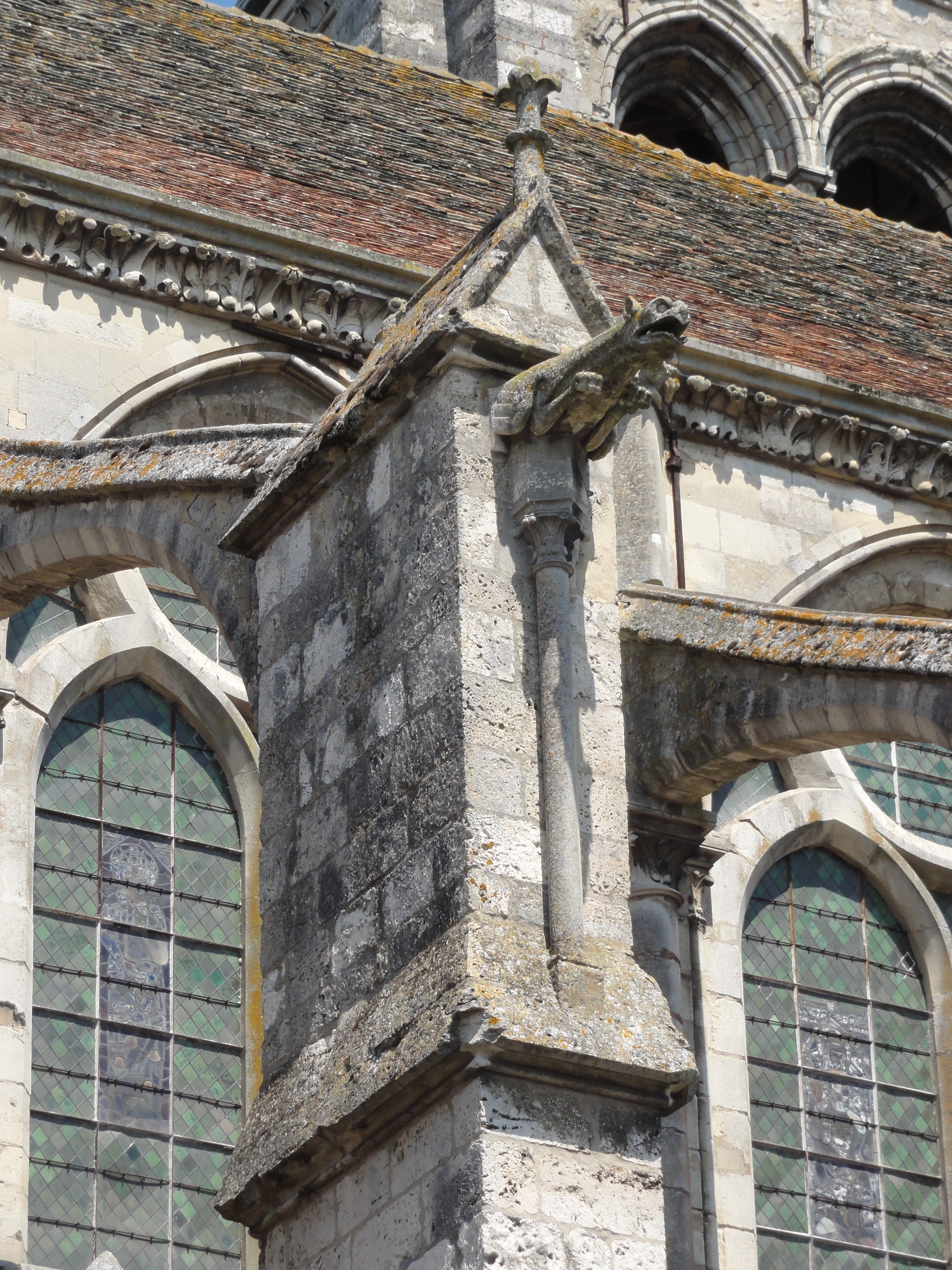
Culée d'un arc-boutant gothique.
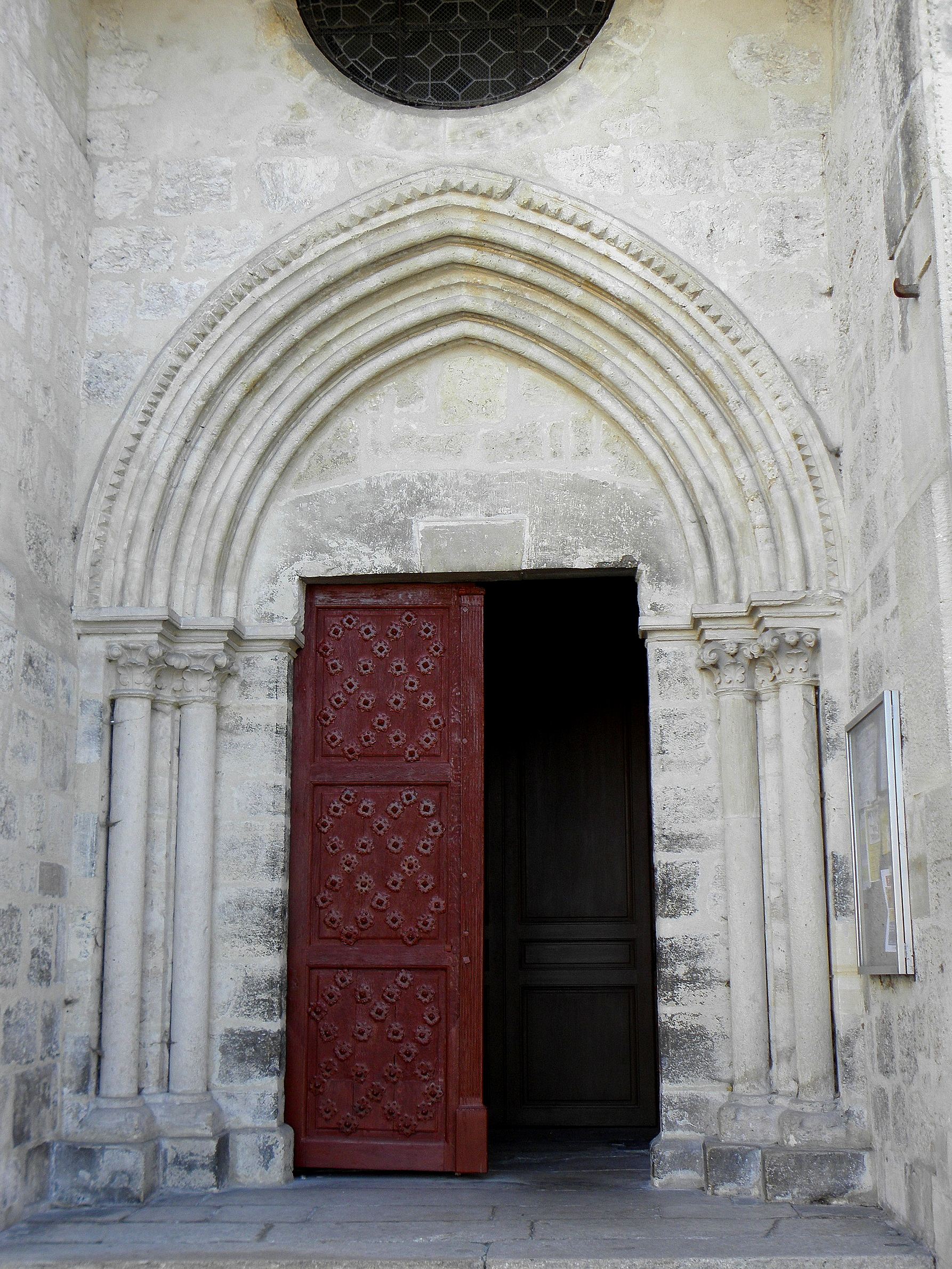
Portail de la 4e travée du nord.
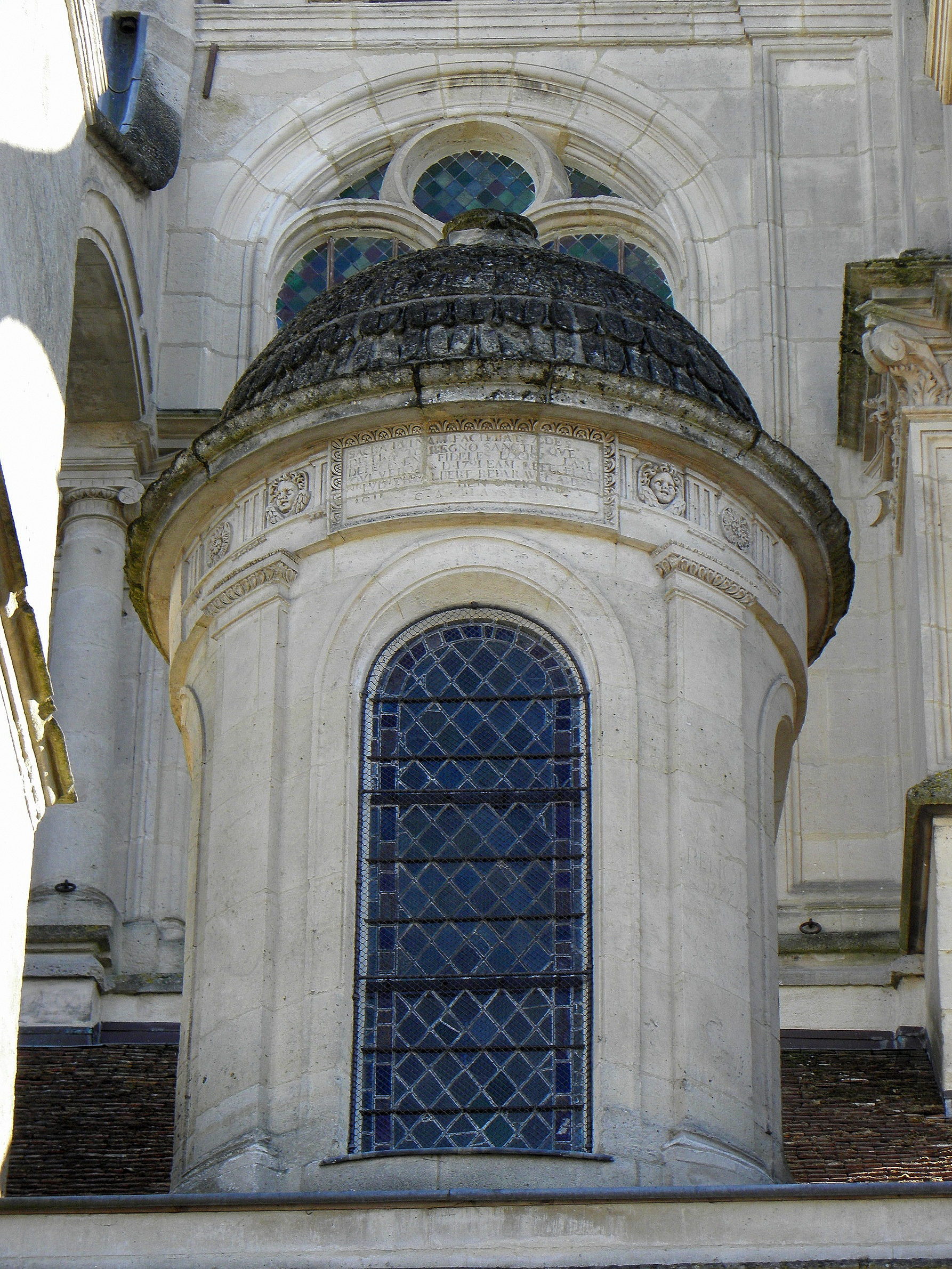
Lanternon de la 1re chapelle du nord.
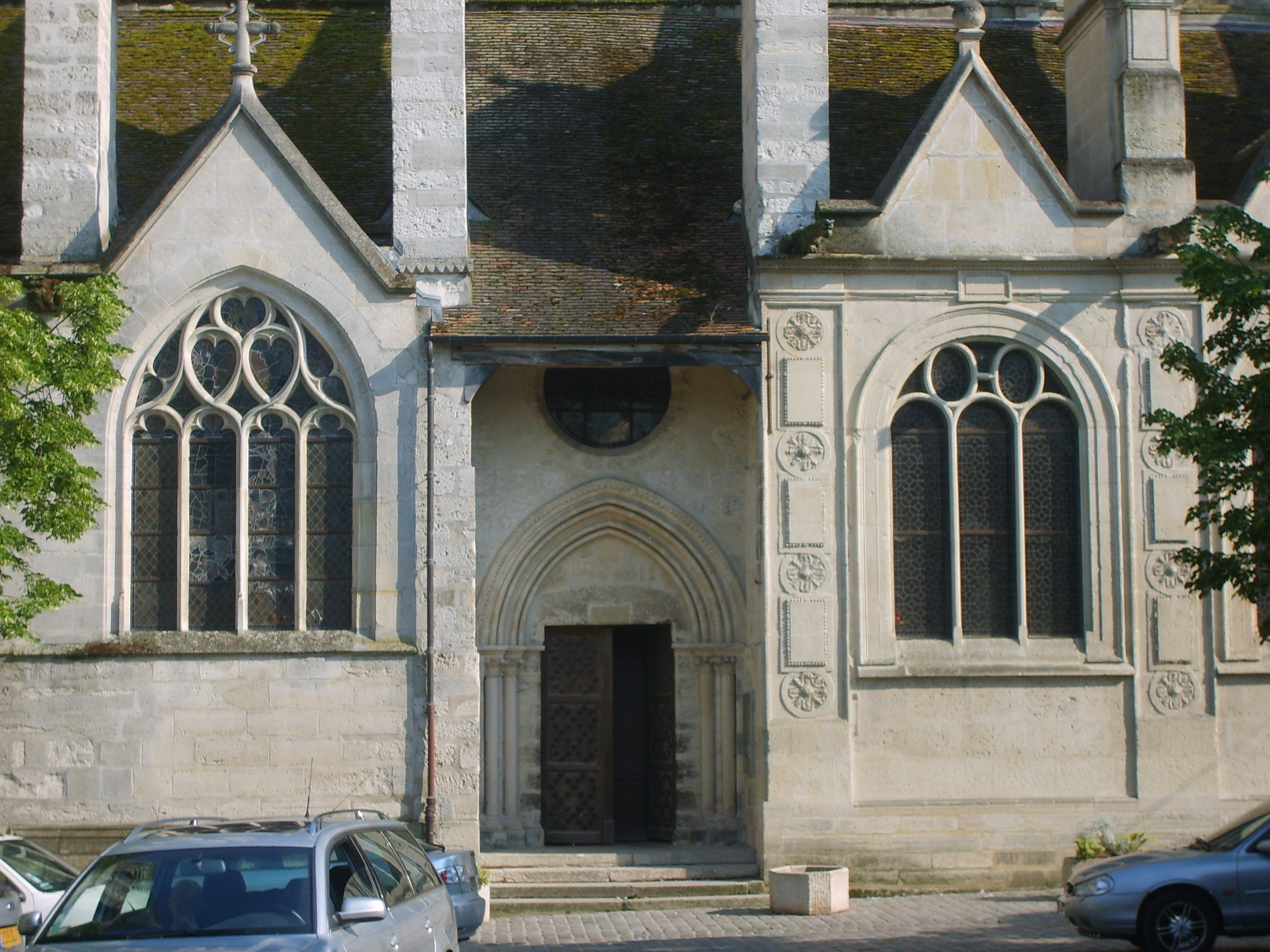
Bas-côté nord, 5e - 3e travée.

#### Clocher et chevet

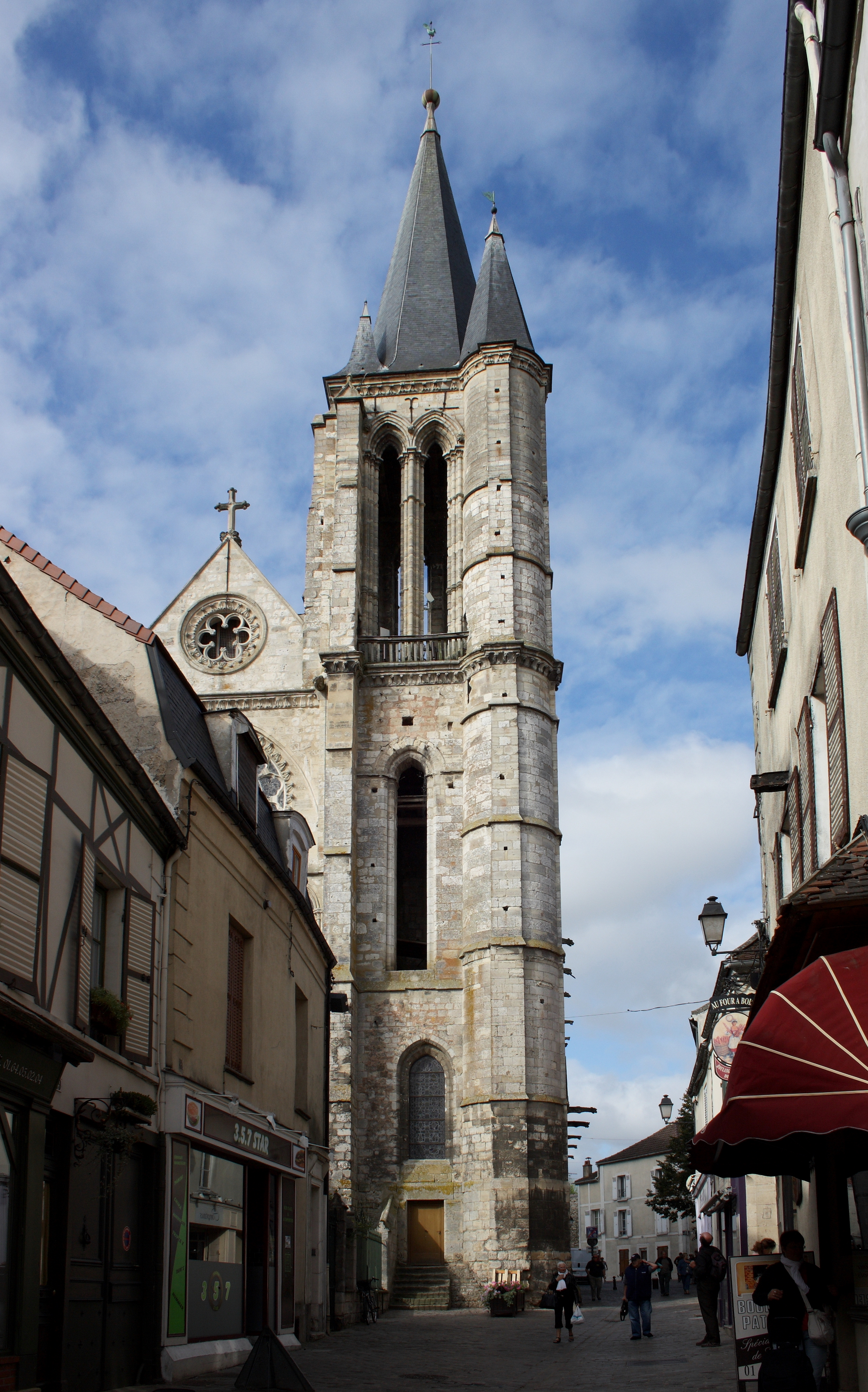
Clocher, vue depuis l'est.

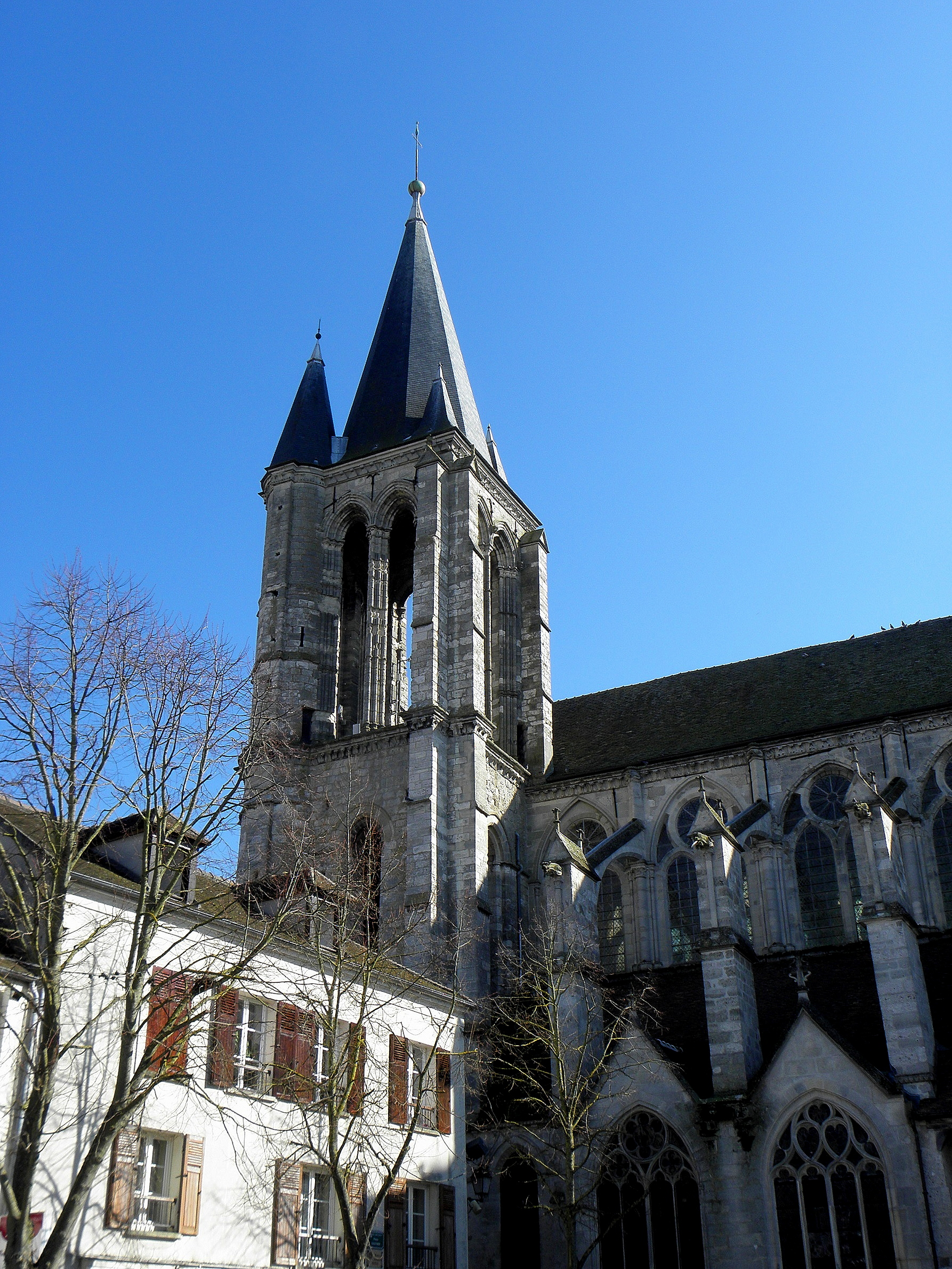
Vue depuis le nord.

La position du clocher au-dessus de la dernière travée du bas-côté nord est particulière. Un certain nombre de clochers de la région se situent au-dessus d'une travée du bas-côté nord, dont Antony, Beaumont-sur-Oise (ancien clocher), Champigny, Châtenay-Malabry, Montreuil, Nogent-sur-Marne et Vitry-sur-Seine, mais pas au-dessus de la dernière travée. Le clocher se compose de sa base, d'un étage intermédiaire, et d'un étage de beffroi. L'étage intermédiaire est très élevé, et va jusqu'au sommet des murs gouttereaux de la nef. L'étage de beffroi atteint à peu près la même hauteur. Il est coiffé d'une flèche en charpente couverte d'ardoise, qui est de plan octogonal, et cantonnée de trois clochetons, ainsi que de la petite flèche de la tourelle d'escalier qui flanque l'unique angle libre, au nord-est. Elle diffère de la tourelle de la façade, et est de plan rond, avec des sortes de pilastres au milieu des faces est et nord, qui sont sans doute censés esquisser les contreforts qui devraient normalement se trouver à cet emplacement, et qui épaulent les autres angles. La tourelle n'est percée que de quelques rares meurtrières, ainsi que de nombreux trous de boulin disposés à intervalle régulier sur les pilastres. À l'instar des contreforts, elle est scandée de nombreux larmiers, à raison d'un à mi-hauteur du rez-de-chaussée ; un au début du premier étage ; et de deux au niveau du premier et du second étage.
Une porte, qui n'est pas visible depuis l'intérieur, existe sous la baie orientale du rez-de-chaussée. Les fenêtres de cet étage, y compris celles du triplet du chevet qui conservent leur vitrage, sont entourées d'un double ressaut chanfreiné. C'est également le cas des baies légèrement plus étroites et autrement élevées de l'étage intermédiaire, qui sont en outre surmontées d'un bandeau doublement biseauté en forme de sourcil, et munies de tailloirs moulurés. Au même niveau, la claire-voie du chevet reprend les dispositions des arcatures visibles à l'intérieur de l'église, et au-dessus d'un larmier, la grande rosace gothique est entourée d'une frise de crochets, analogue à la corniche des murs gouttereaux de la nef. Une telle corniche est également présente sur le chevet et le clocher, et marque le début du pignon et de l'étage de beffroi. Celui-ci est placé un peu en retrait, ce qui permet de faire passer une étroite coursière devant ses baies, qui traverse les contreforts, et n'est protégée par une balustrade de bois que du côté est. Chaque face de l'étage est ajourée de deux hautes et étroites baies gémellées, qui s'ouvrent sous une quadruple archivolte torique, et ont perdu leurs abat-son trop volumineux qui les défiguraient jadis. Par manque de place, l'archivolte supérieure est reçue sur des têtes de monstre saillantes. Les autres retombent sur les tailloirs de colonnettes à chapiteaux. Ici les fûts sont appareillés, et au milieu du trumeau, la colonnette médiane est partagée par les deux baies. Comme particularité, les fûts sont bagués à deux niveaux, et les tailloirs des colonnettes intérieures sont à bec. Les contreforts s'amortissent par des chaperons analogues aux culées des arcs-boutants, ce qui souligne encore la grande homogénéité de l'édifice. Une corniche de feuilles entablées identique à la précédente corniche termine l'étage de beffroi. À sa gauche, le pignon du vaisseau central mérite l'attention pour son oculus muni d'un remplage dessinant un quadrilobe et entouré d'une frise de crochets, ainsi que pour sa grande croix en antéfixe.

## Mobilier
Parmi le mobilier de l'église, dix-sept éléments sont classés monument historique au titre objet, dont quatre font partie du mobilier liturgique, et dont sept sont des tableaux. En plus du mobilier proprement dit, quatre verrières sont classées au titre immeuble.

### Mobilier liturgique
- Un bénitier en pierre mesurant 108 cm de hauteur et 78 cm de largeur, et datant du dernier quart du XVIe siècle, est classé depuis 1948. Il se compose d'un fût de section rectangulaire, qui est gravé de cannelures, et pourvu d'une base et d'un tailloir moulurés, et d'une cuve ovale en marbre rouge, où des têtes sculptés en demi-relief se profilent devant les faces incurvées[31].
- Une croix de procession en cuivre argenté, datant du XVIIIe siècle, est classée en 1935. En cette année, elle a été offerte à l'église par le général Sherrill, ambassadeur des États-Unis en Turquie, et sa femme. Sa provenance est incertaine ; l'on sait seulement qu'elle a été achetée en Normandie vers 1895. Les extrémités de la croix se terminent par des coquilles. Une face présente le Christ en croix, et l'autre la Vierge à l'Enfant[32].
- Deux crédences en bois taillé et doré, avec des plaques en marbre, de dimensions différentes, et datant du XVIIIe siècle, sont classés depuis 1948. Elles affichent le style Louis XVI[33].
- Le devant du maître-autel en bois polychrome et représentant le martyre de saint Étienne, mesurant 305 cm de largeur et 195 cm de hauteur, et datant de la première moitié du XVIIe siècle, est classé depuis 1948. Il s'agit d'un bas-relief, où l'on voit trois hommes qui lapident le saint diacre, alors que deux autres personnes observent la scène, l'une avec réserve, et l'autre prête à intervenir. Ces personnages, ainsi que l'olivier à gauche, les nuages au ciel et la ville en arrière-plan à droite, sont dorés, tandis que le fond est peint en bleu[34]. Le tabernacle de 1723 et la petite gloire au-dessus sont également remarquables.
- Non classé, l'aigle-lutrin en bois taillé, peint et doré mérite également l'attention. Il occupe toujours son emplacement habituel au nord du sanctuaire, du côté de l'Évangile, à la proclamation duquel il sert.

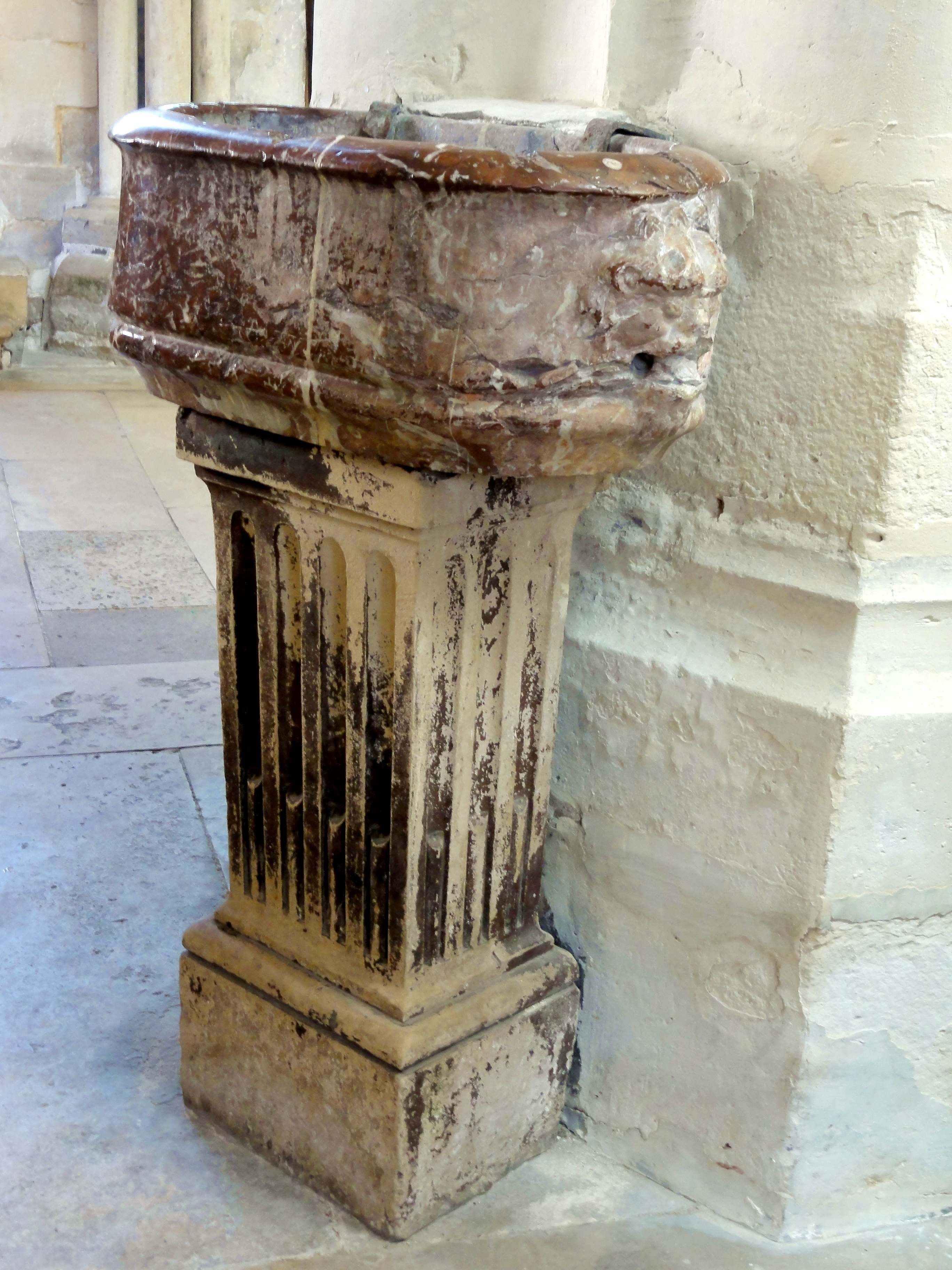
Bénitier.
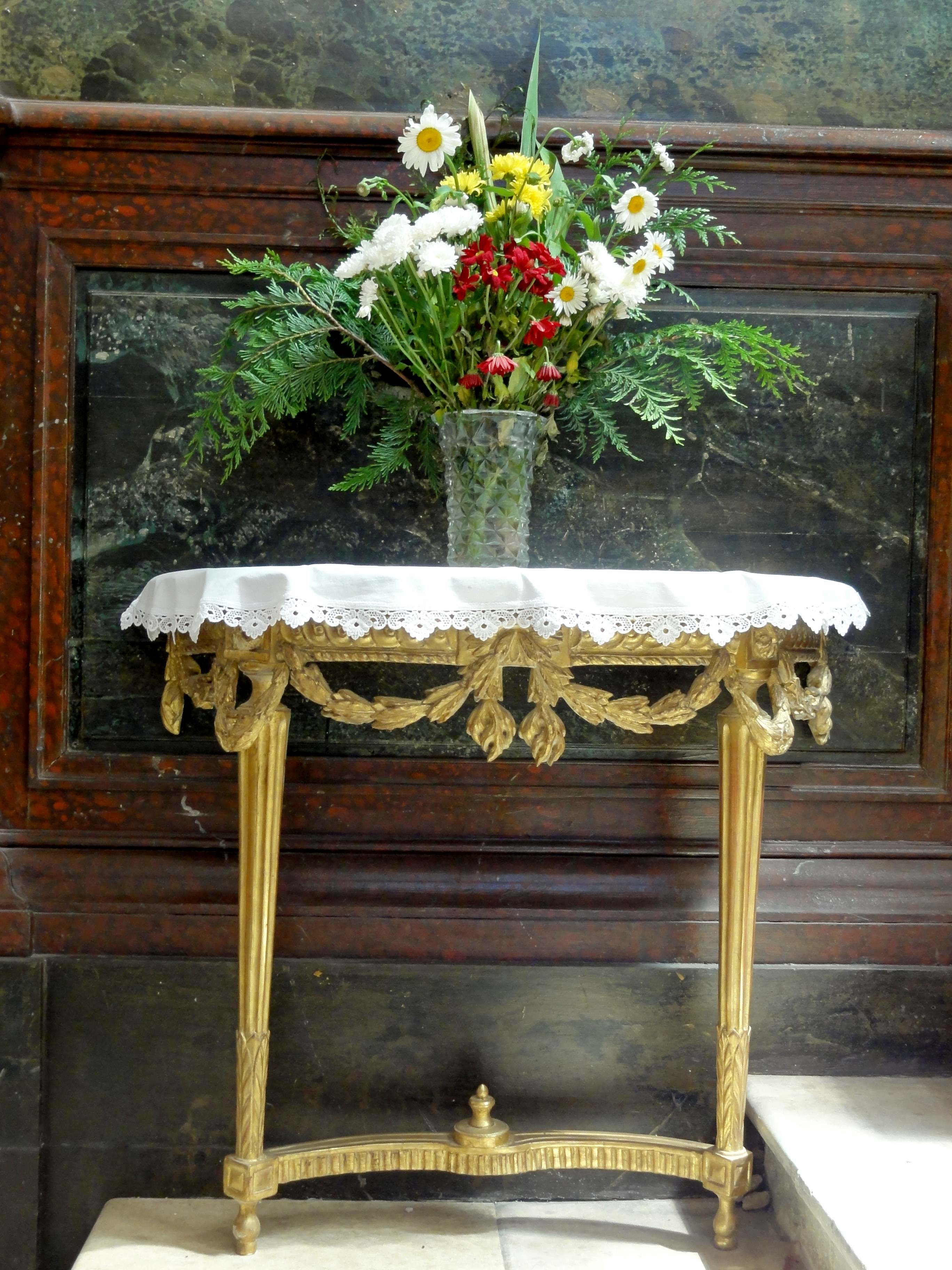
Crédence.
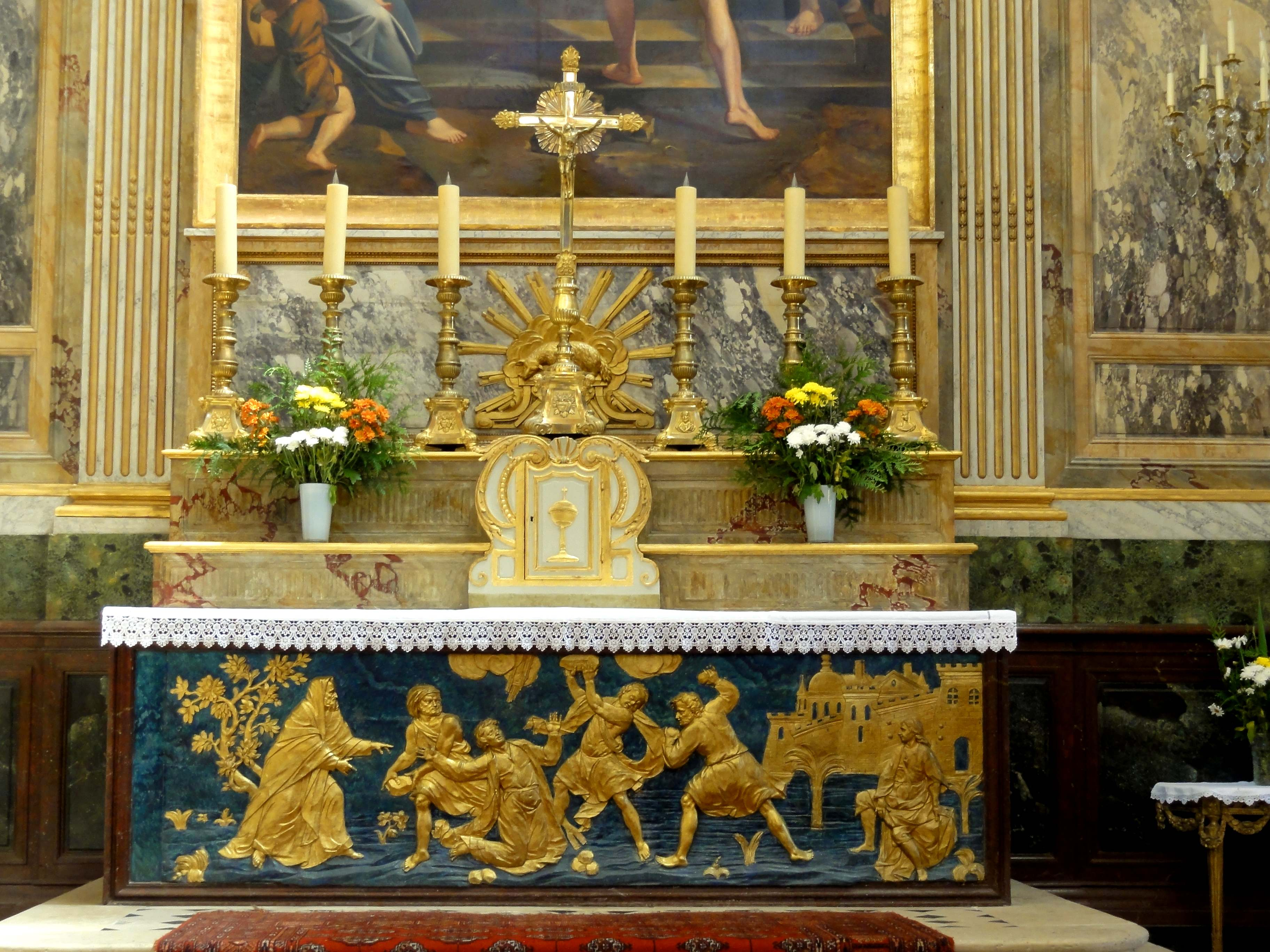
Devant d'autel.
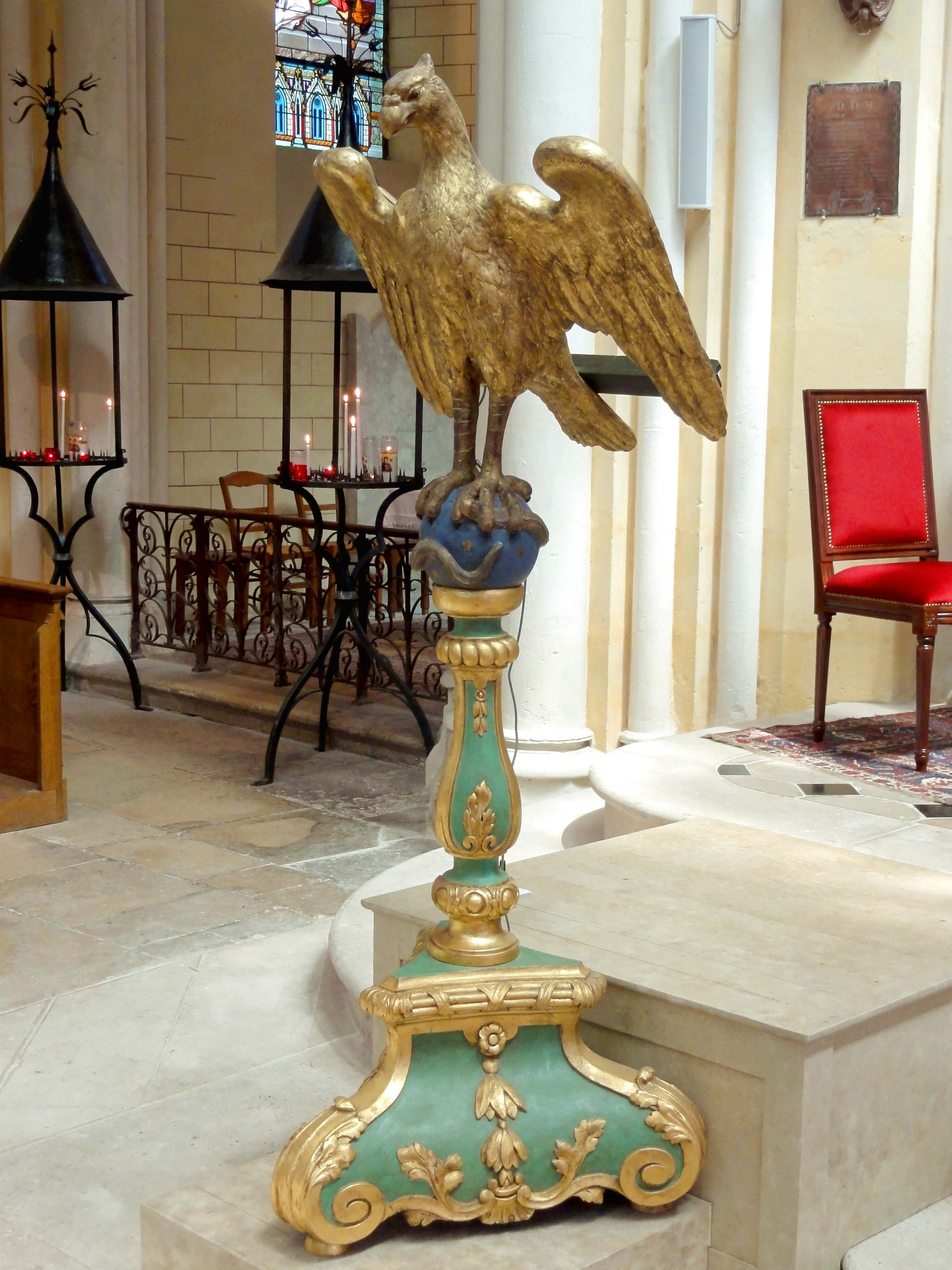
Aigle-lutrin.

### Tableaux
- Le tableau peint à l'huile sur toile représentant le martyre de saint Étienne sert de retable au maître-autel. Il mesure 300 cm de hauteur et 250 cm de largeur, et a été réalisé par Fernand Berthelet (1877-1927). C'est la copie d'une peinture commandée en 1817 à Alexandre-Denis Abel de Pujol pour l'église Saint-Étienne-du-Mont de Paris. Son style académique est caractéristique de la fin du XVIIIe siècle et du début du XIXe siècle. Mais en confusion avec une œuvre mentionnée par le baron Ferdinand de Guilhermy en 1879 et apparemment disparue par la suite, et en dépit de son style, le tableau était accompagné, jusqu'en 2014, d'une inscription erronée qui prétendait qu'il avait été peint en 1723 par Despeigne et donné à l'église par Jacques Gautier d'Agoty, peintre de la Cour. Son classement remonte à 1905 et se base sur l'attribution erronée[35].
- Le tableau peint à l'huile sur toile représentant la Présentation de Marie au Temple est une œuvre anonyme du XVIIe siècle. Il est classé depuis 1975[36]. Accroché dans la chapelle Sainte-Anne, au début du bas-côté sud, il se trouve dans un état préoccupant.
- Deux tableaux peints à l'huile sur toile représentant des anges sont des œuvres anonymes du XVIIIe siècle. Elles sont classées depuis 1995, et ne sont actuellement pas visibles dans l'église[37].
- Le tableau peint à l'huile sur toile représentant les Âmes du purgatoire fut peint en 1847 par Émile-Jean-Claude Courbe, élève de Victor Orsel, né à Paris le 28 juillet 1815 et mort dans la même ville le 26 avril 1889. Le tableau est classé depuis 1986, et sert de retable à la chapelle Saint-Denis, qui est la deuxième chapelle du sud[38].
- Le tableau peint à l'huile sur toile représentant l'Annonciation de Marie fut peint en 1683 par Pierre Le Dart, peintre d'histoire à Paris. Il mesure 250 cm de hauteur et 200 cm de largeur, et est classé depuis 1986. Elle orne le retable de la chapelle Saint-Nicolas, devant la seconde travée du bas-côté nord[39].
- Le tableau peint à l'huile sur toile représentant la Communion de saint Jérôme fut peint en 1742 par A. Delamotte d'après une œuvre originale du Dominiquin. Il mesure 260 cm de hauteur et 147 cm de largeur, et est classé depuis 1905. Il occupe le retable de la chapelle Saint-Claude, à côté de la troisième travée du bas-côté nord[40].

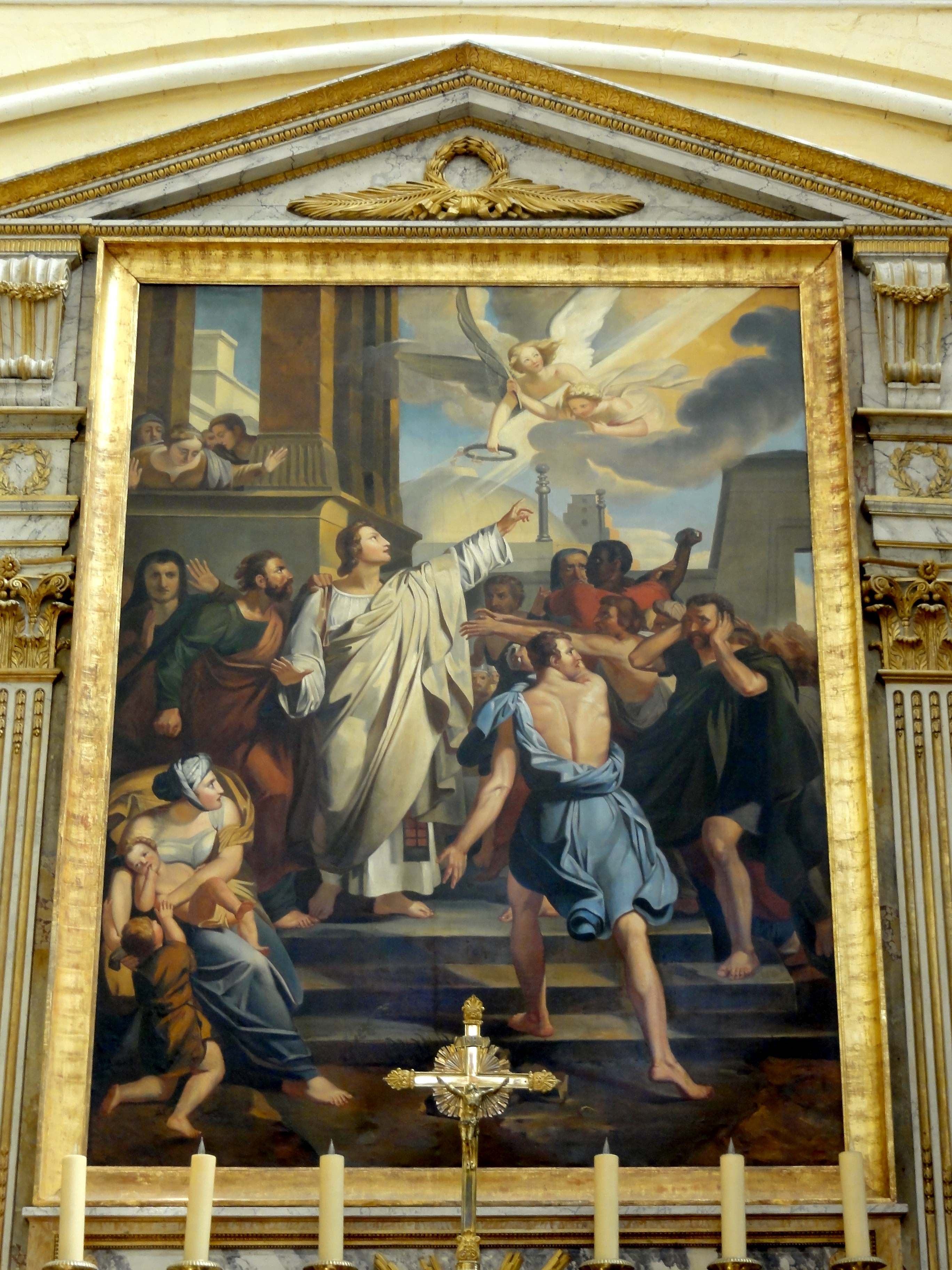
Martyre de saint Étienne.
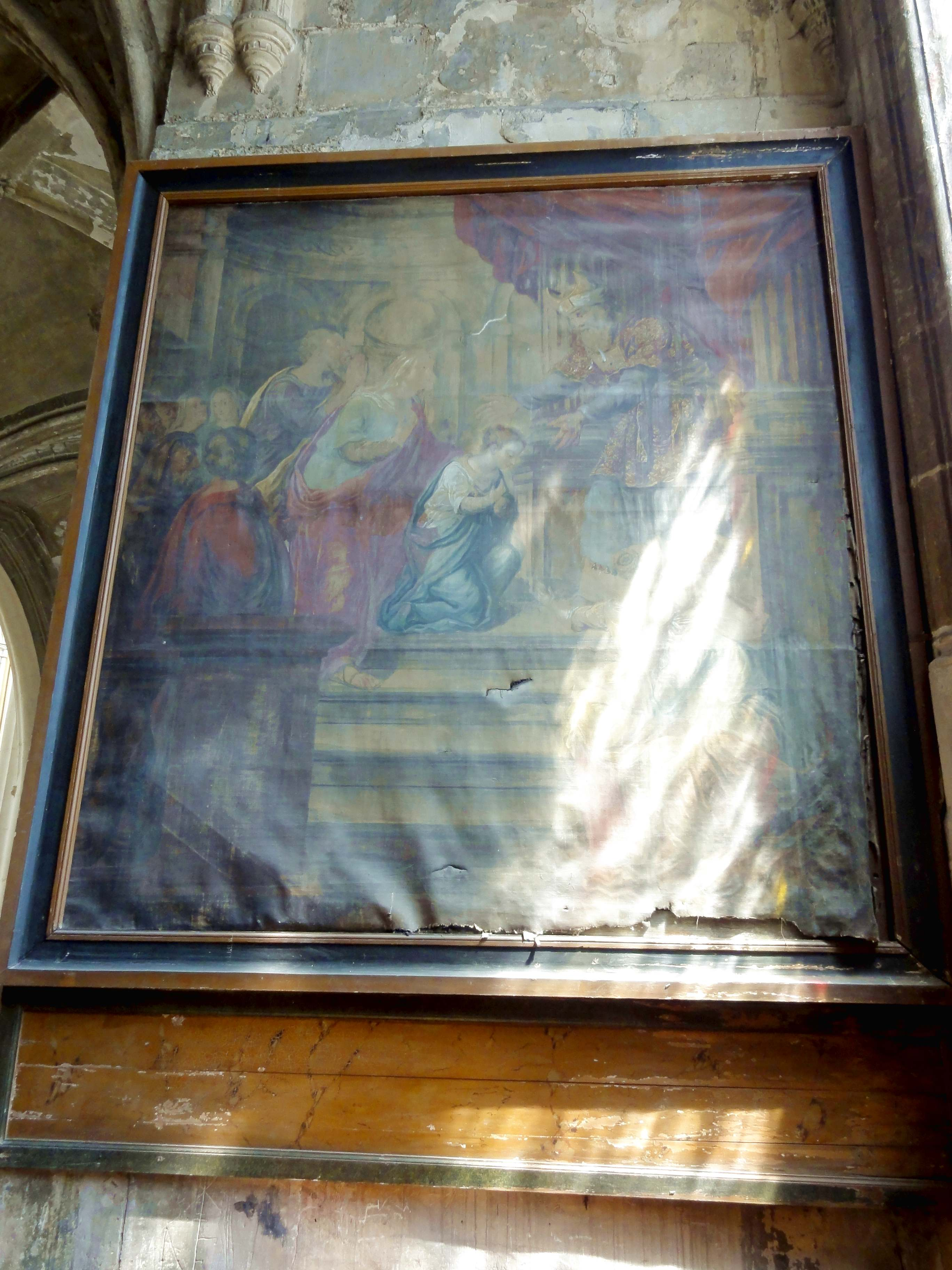
Présentation de Marie au Temple.
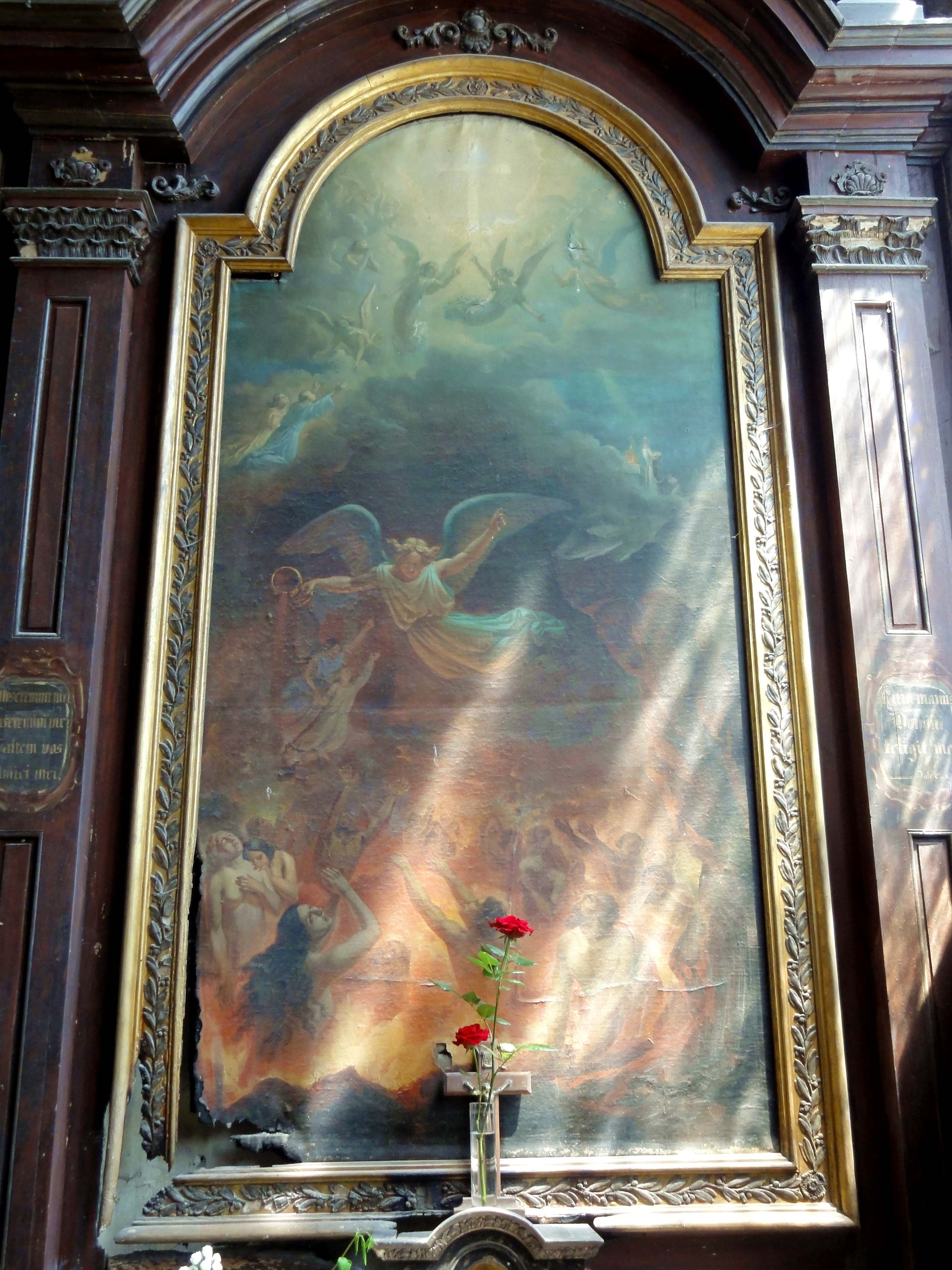
Les Âmes du purgatoire.
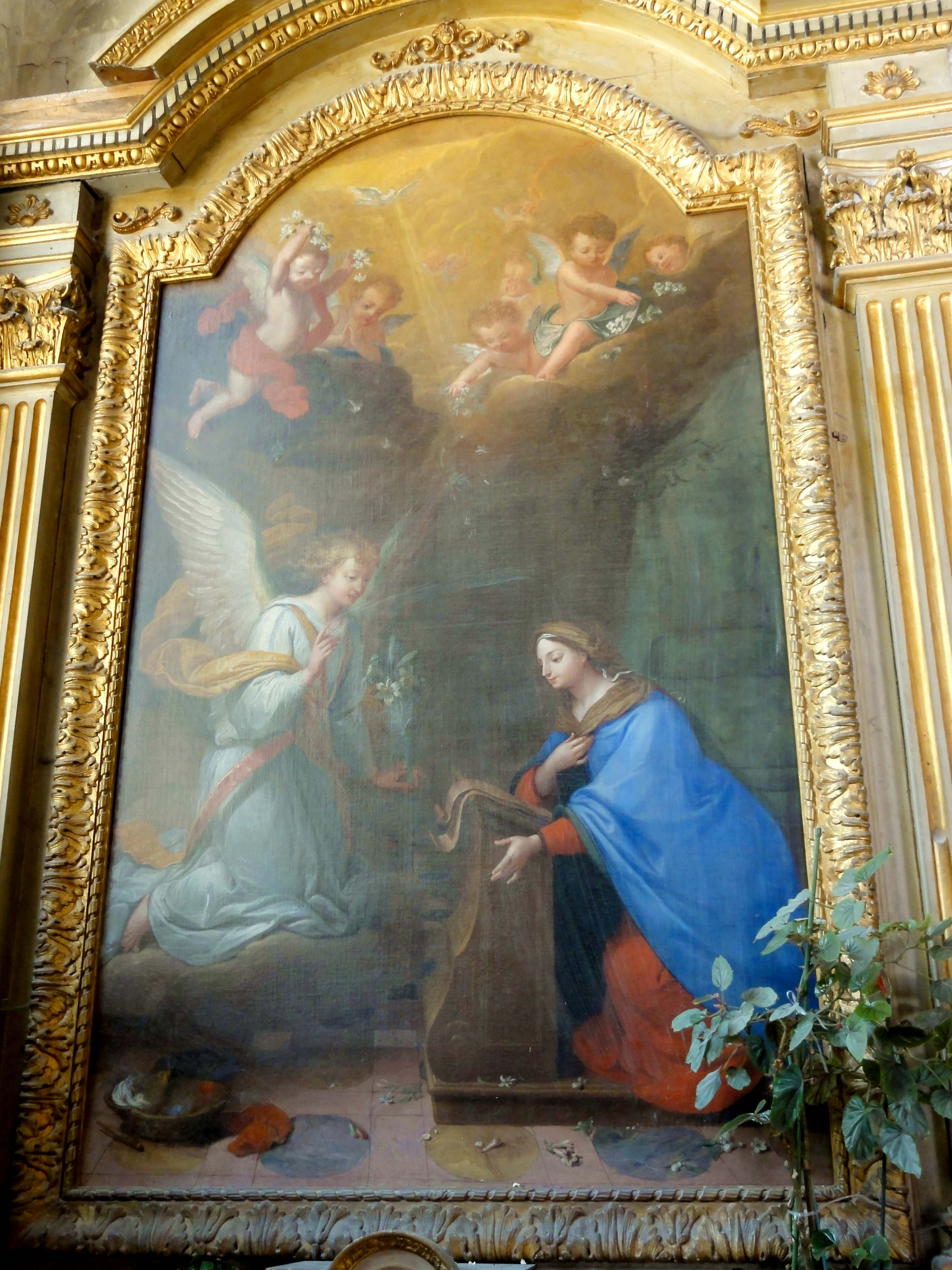
L'Annonciation.
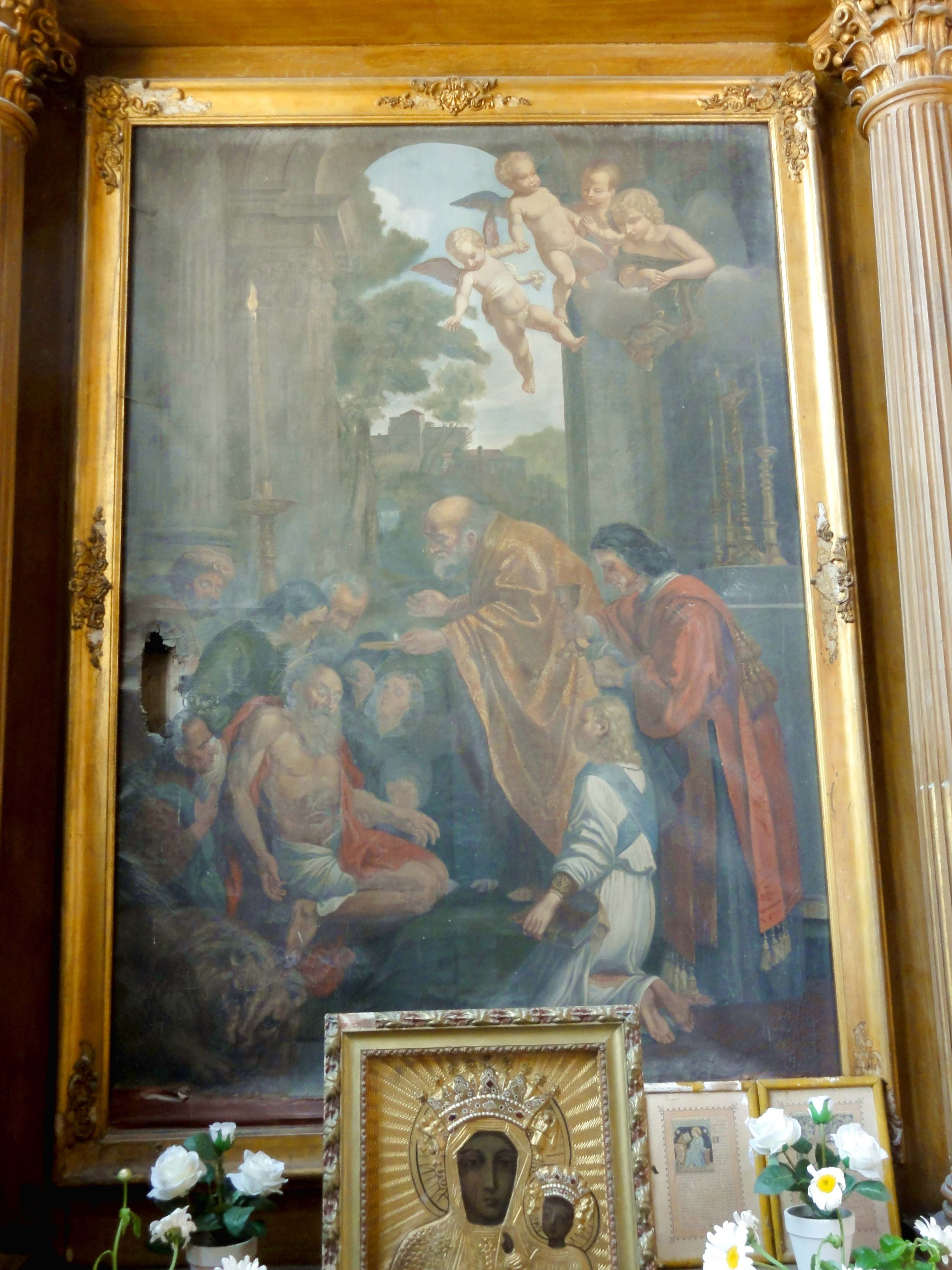
La Communion de saint Jérôme.

### Plaques funéraires
- La stèle funéraire de Pierre Germain, bourgeois de Brie-Comte-Robert, mort en 1419, et de Marguerite, sa femme, mesure 48 cm de largeur et 75 cm de largeur, et est gravée des deux côtés. Sur la face qui comporte en bas l'épitaphe de Pierre Germain, la partie supérieure présente en profil les effigies du défunt et de ses quatre fils, tous agenouillés pour la prière, assistés de saint Étienne, patron de la paroisse. Sur la face réservée à l'épitaphe de Marguerite, l'on voit les effigies de la défunte et de ses trois filles en prière, assistées de sainte Catherine. Les inscriptions ont été relevées par le baron Ferdinand de Guilhermy « Cy gist honnorable homme et saige Pierre germain marchant et bourgeois de bray conte robert qui trespassa le dimanche après la miaoust l'an de grâce mil cccc et xix dieu ait... les fils dudit Pierre... sa femme... et fra....tellot. / Cy gist Marguerite femme dudit pierre germain laquelle trespassa lan de grace mil quatre cens et... le... Jour du mois... dieu ait lame delle et de tous leurs amis trespassés. amen. les filles de la dite marguerite et dudit pierre furent... arde et Marion ». La date de décès de Marguerite n'a jamais été gravée. La stèle a été redécouverte sur l'ancien cimetière entourant l'église en 1858, et classée en 1938. Elle est exposée à la fin du bas-côté sud. Lors de l'exhumation du cimetière, l'architecte Gilson, de Melun, s'est emparé des débris de la croix qui surmontait la stèle[41],[42].
- La dalle funéraire avec le gisant sculpté en demi-relief d'un jeune chevalier mort au XIVe siècle mesure 144 cm de hauteur et 69 cm de largeur, et a été retrouvée vers 1856 dans son enfeu dans le mur de l'avant-dernière travée du bas-côté nord, derrière une boiserie. Le gisant est sculpté avec soin, mais sa tête est malheureusement mutilée. Il n'y a plus d'inscription. L'épitaphe se serait trouvé sur une plaque de cuivre, qui aurait été arrachée et détruite involontairement lors de la découverte. Le classement remonte également à 1938[43],[44].

### Divers
- Le premier orgue de tribune de l'église Saint-Étienne fut confectionné en 1629 par Nicolas Pescheur. Il fut transformé par les facteurs d'orgue Nicolas Somer et ses fils en 1770, et Adrien L'Épine en 1773. Pour la soufflerie cunéiforme installée par l'un des deux organiers en 1770 ou 1773, la partie instrumentale de l'orgue est classée en tant qu'objet monument historique depuis 1987. Outre la soufflerie, il ne reste plus de l'instrument d'origine que la Montre c'est-à-dire la façade du positif dorsal (boiserie et tuyaux) servant de simple coupe-vue décoratif. Car, après une longue période d'abandon, le grand-corps a été vendu en 1866. La partie instrumentale a été reconstruite dans un grand corps de buffet neuf d'abord par la maison Anneessens en 1903, et plus récemment par Erwin Müller en 1974. Dans sa configuration actuelle, l'orgue dispose d'un clavier manuel à neuf jeux, et d'un pédalier à un seul jeu[45],[46].
- Les deux vantaux de la porte de la sacristie, en bois taillé, peint et partiellement doré, datent du XVIIe siècle, et mesurent 195 cm de largeur et 235 cm de hauteur. Divers objets liturgiques sont sculptés en bas-relief, et accompagnés de rubans, branches de laurier, épis, feuilles et grappes de raisin, etc. Sur le vantail de gauche, l'on voit un livre des Évangiles, une monstrance, un chandelier, et un encensoir ; et à gauche, l'on distingue une patène, un calice, un autre chandelier, et deux burettes. Ces vantaux sont classées depuis 1948[47].
- Le lambris de semi-revêtement de l'actuelle chapelle du Sacré-Cœur, devant la cinquième travée du bas-côté sud, est aussi ancien que la chapelle elle-même, et remonte donc à la période flamboyante, au dernier quart du XVe siècle. L'on recense trente-et-un panneaux largement analogues, qui mesurent 28 cm de largeur et 90 cm de hauteur, et comportent tous en bas la devise Spes + mea Deus (Dieu est mon espérance). Le décor, purement ornemental, est composé de quatre arcatures en plein cintre inscrivant des têtes trilobées, qui occupent le tiers inférieur du panneau, et de courbes et contre-courbes, qui définissent notamment trois ovales (évoquant des soufflets simplifiés), deux demi-ovales, deux losanges curvilignes, et deux triangles curvilignes. Les compartiments en forme d'ovale et de losange présentent, au premier plan, une fleur à quatre pétales, sauf l'ovale inférieur, qui arbore un écusson avec un monogramme (sept fois « CL »). À l'arrière-plan, se profilent des soufflets ou des quadrilobes. Les triangles inscrivent des quadrilobes ou des trilobes. Ces boiseries sont classées depuis 1905. Les panneaux sont plus ou moins bien conservés ; certains sont fortement restaurés, d'autres sont cassés[48].
- Une paire de fauteuils de style Louis XVI, datant de la seconde moitié du XVIIIe siècle et mesurant environ 80 cm de hauteur, sont classés depuis 1975[49].

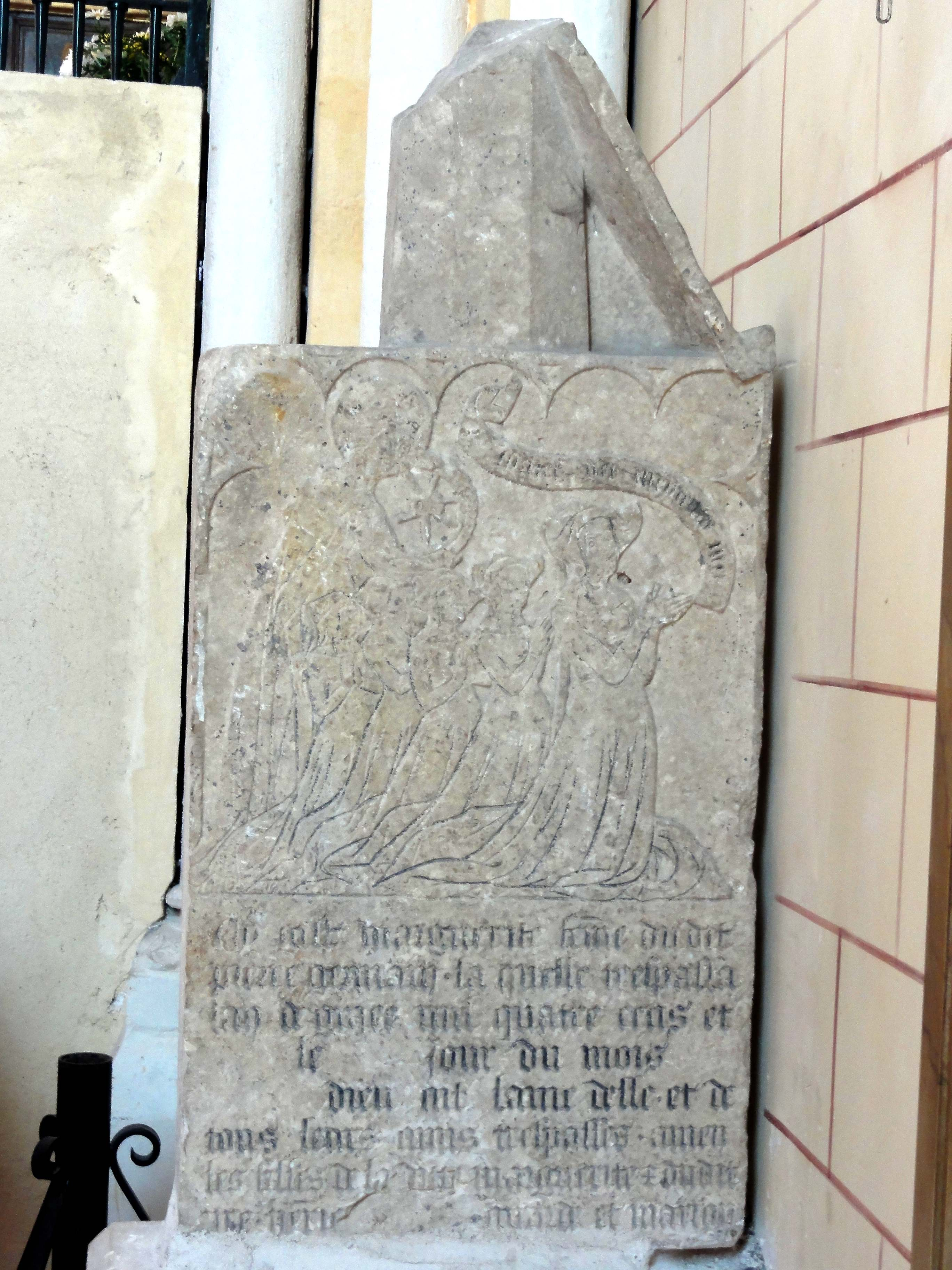
Stèle de Pierre Germain.
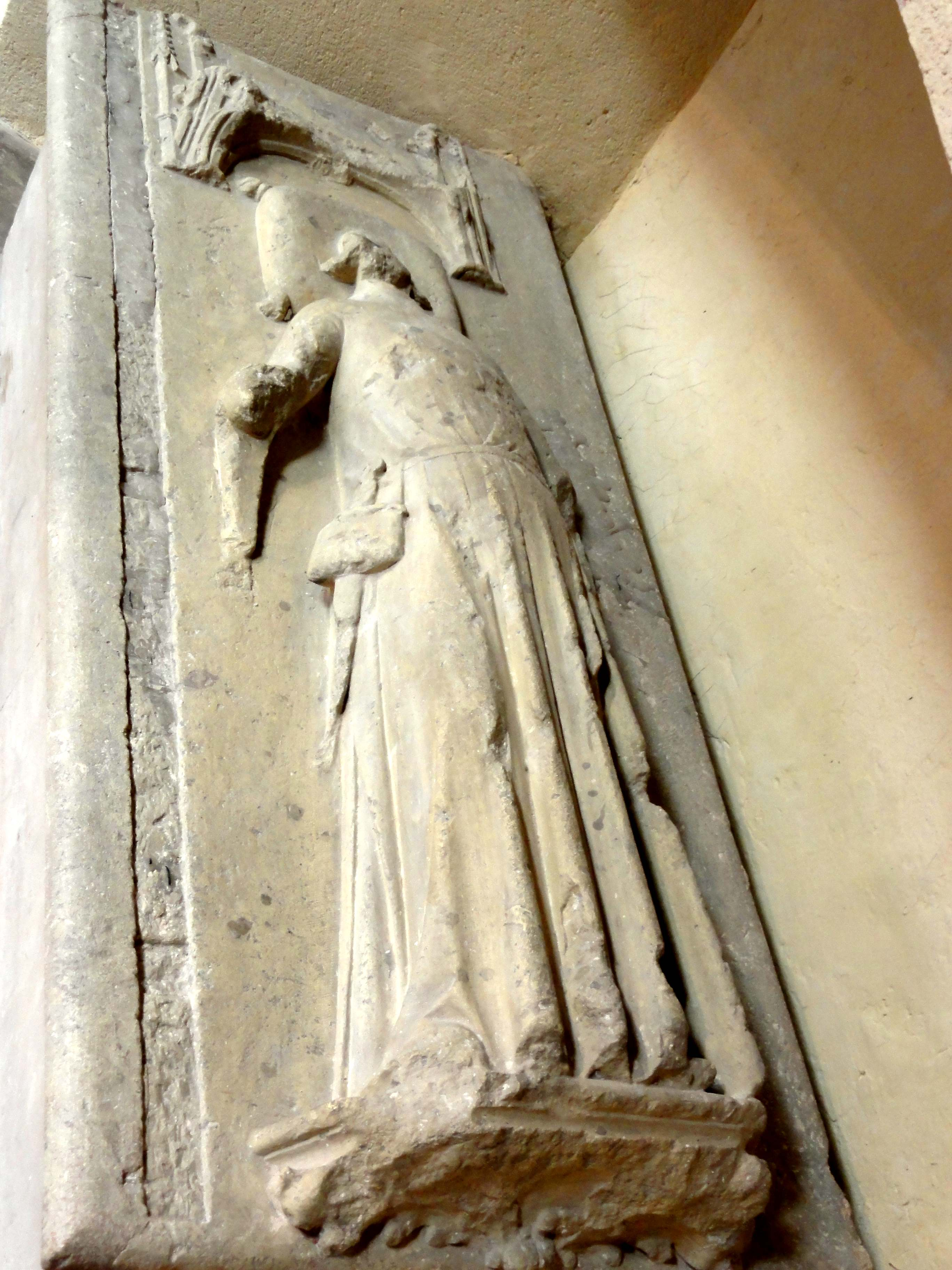
Gisant du XIVe siècle.
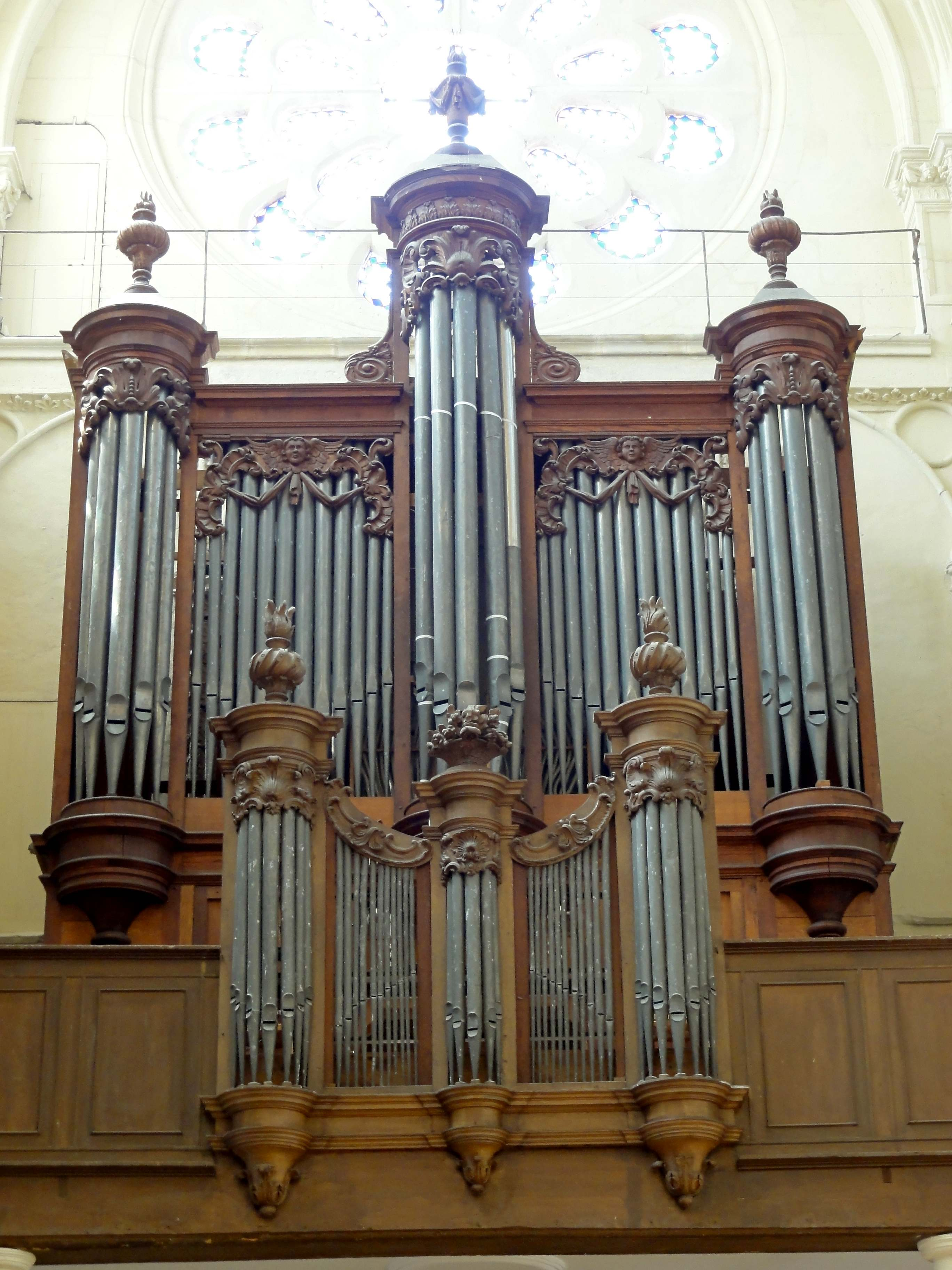
Orgue de tribune.
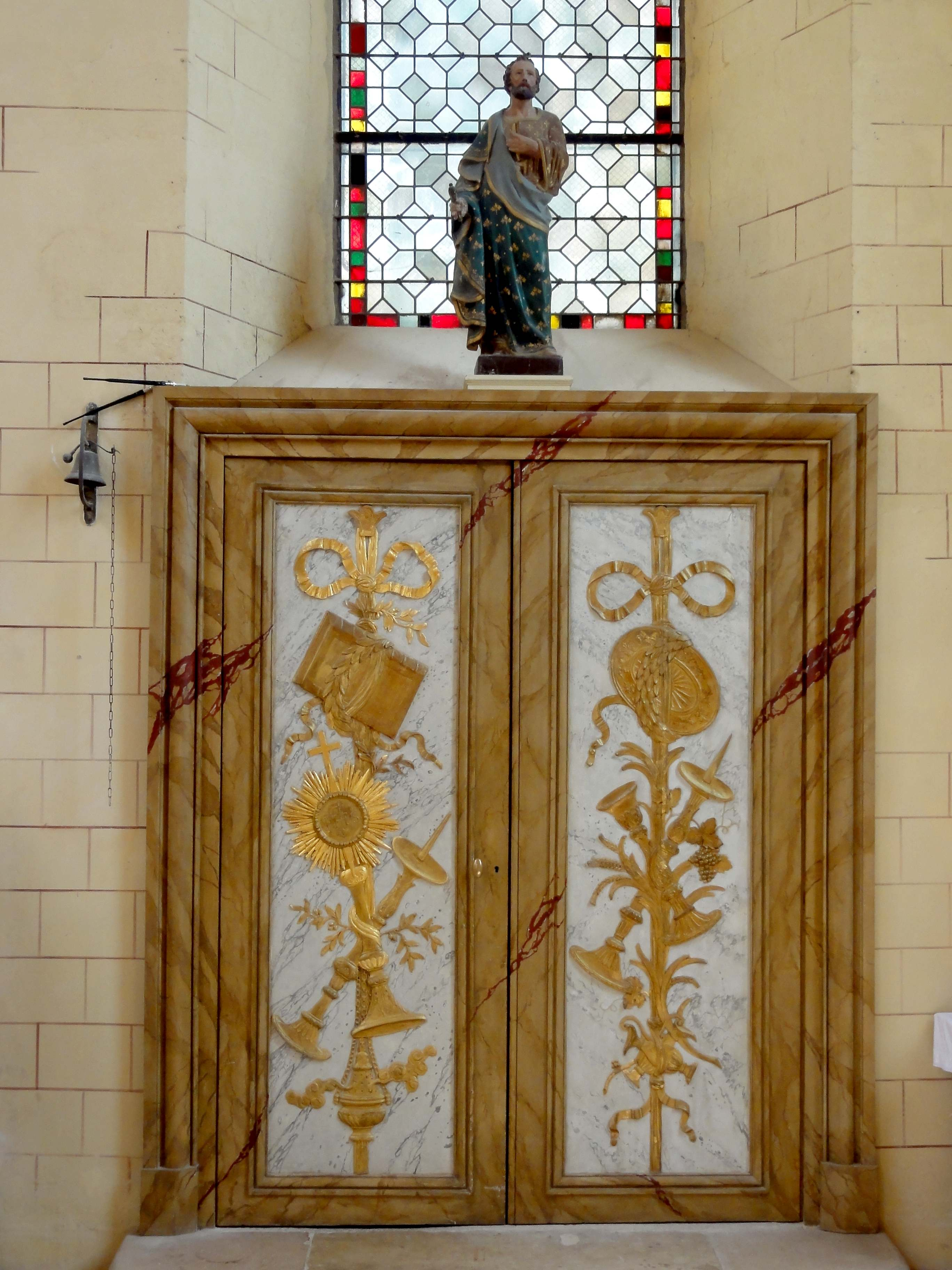
Porte de la sacristie.
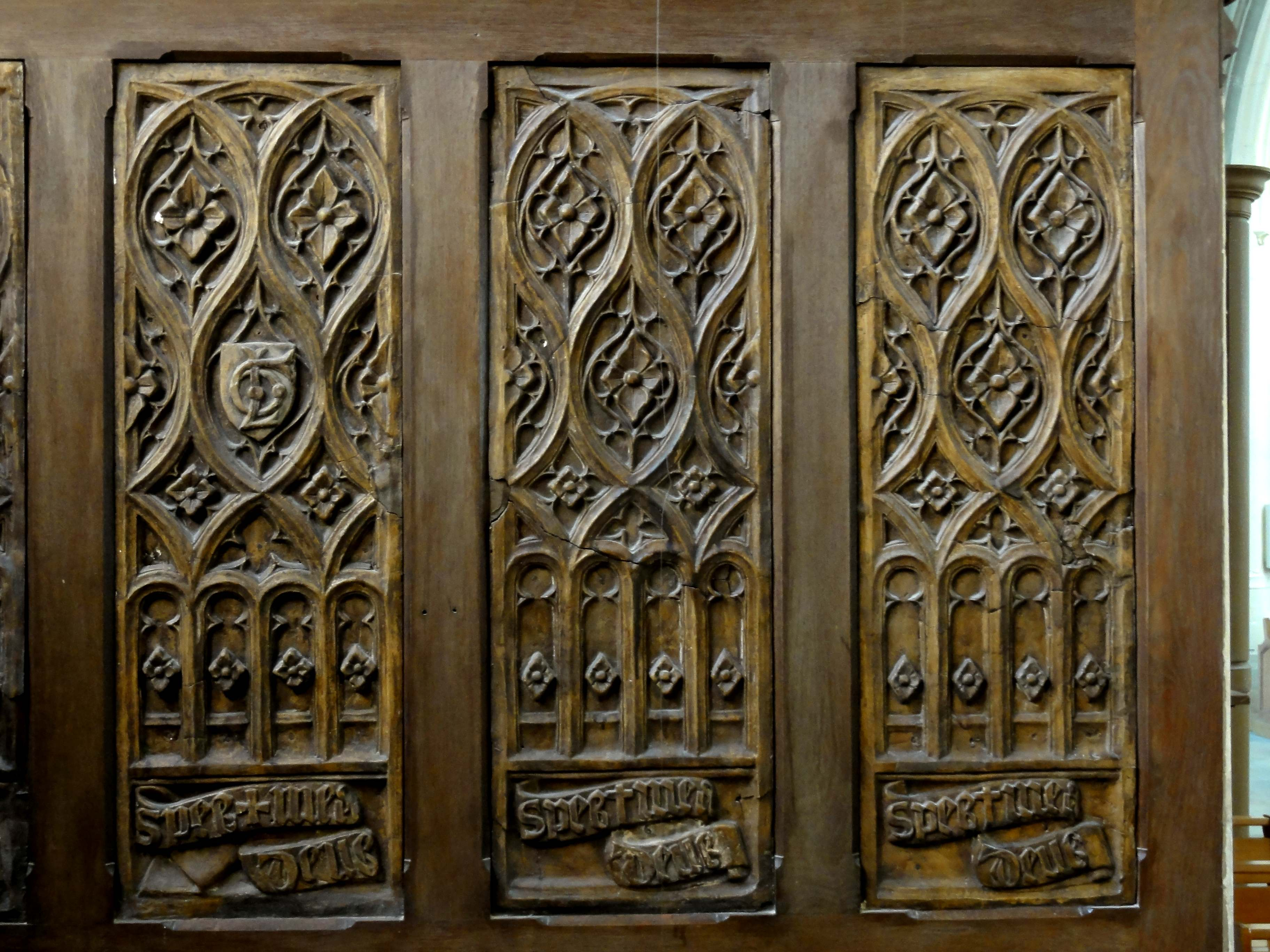
Boiseries flamboyantes.
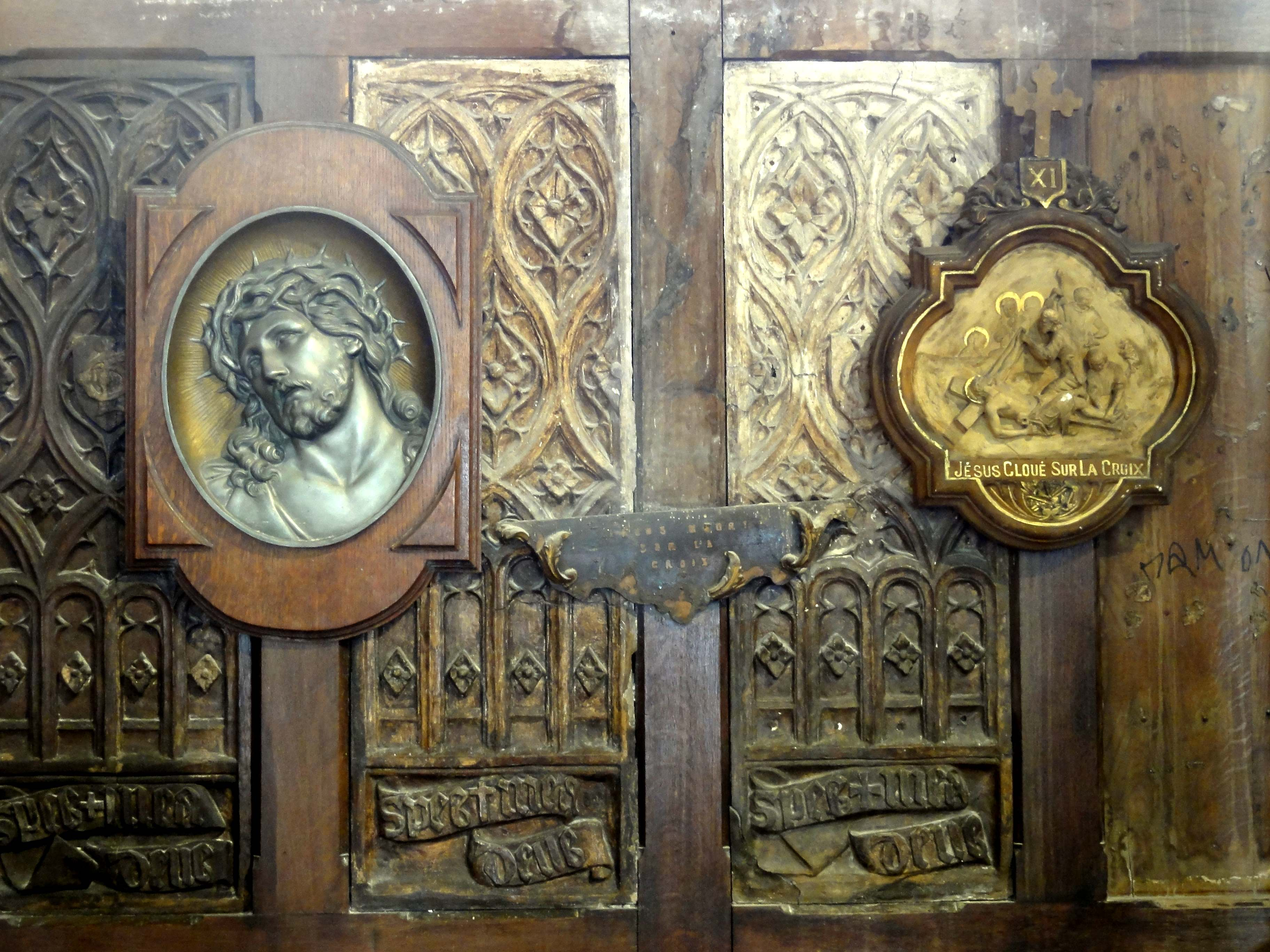
Boiseries flamboyantes.

### Vitraux

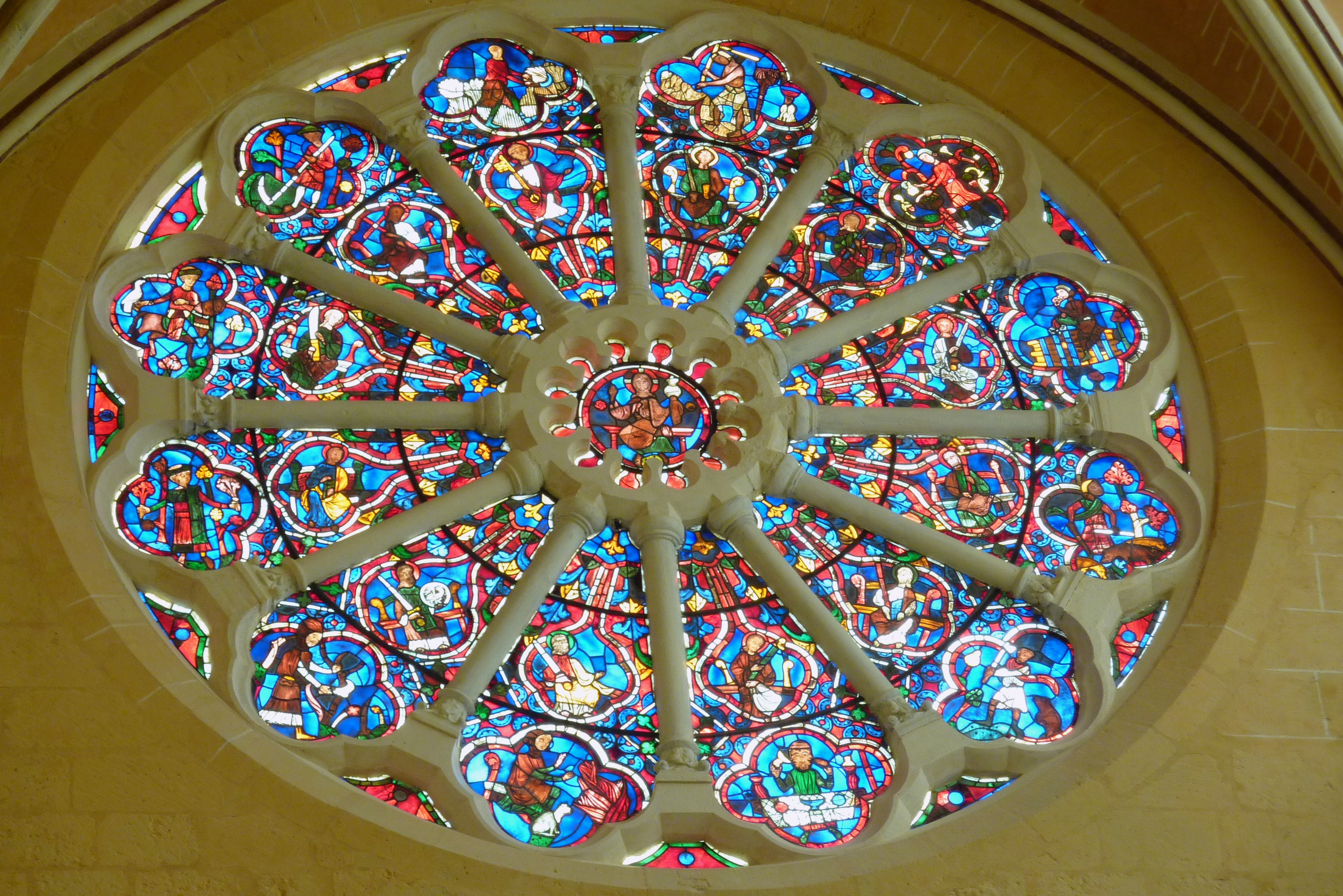
Rosace orientale.

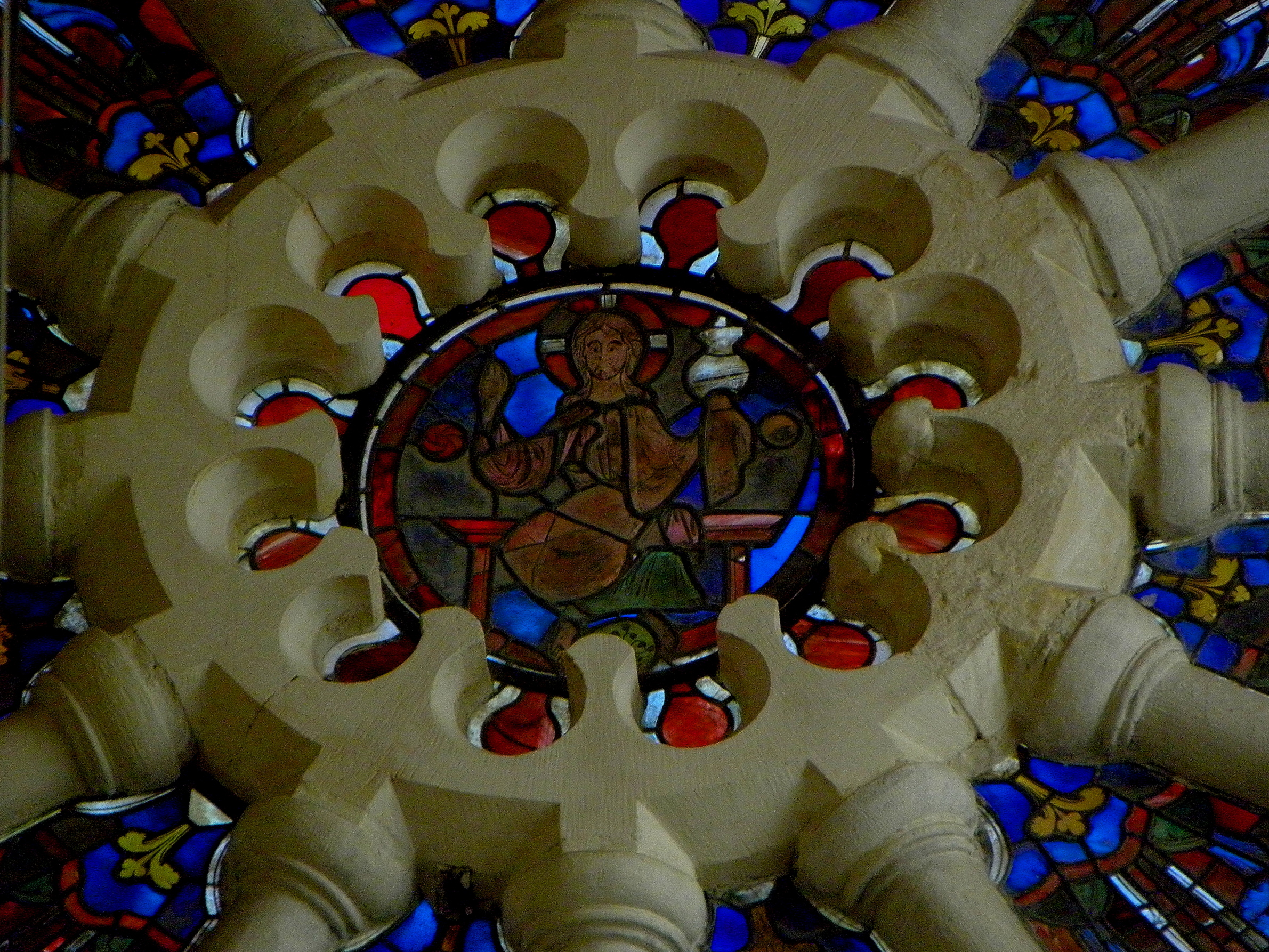
Rosace - Jésus-Christ.

L'église Saint-Étienne de Brie-Comte-Robert compte un certain nombre de vitraux classés au titre immeuble dès 1840. Ce sont les vitraux de la rosace orientale, qui datent de 1230 environ ; les huit panneaux représentant des évêques au milieu des fenêtres hautes du vaisseau central, qui datent du XIIIe et du XIVe siècle ; et deux verrières du XVIe siècle dans les chapelles latérales. Parmi les vitraux du XXe siècle, l'on peut signaler le vitrail de Saint-Michel, œuvre de Jacques Gruber datant de 1929, et L'Annonciation et l'Épiphanie, créations de Gilles Rousvoal réalisées par les ateliers Duchemin en 2002.
- La rose du chevet, dont le dessin s'inspire de celle de la façade occidentale de Notre-Dame de Paris, conserve ses magnifiques vitraux d'origine, qui sont contemporains de ceux de la Sainte-Chapelle. Sur l'oculus central, le Christ est installé sur un banc, et préside l'assemblée des douze Apôtres. Ceux-ci sont représentés sur les quadrilobes du second registre, qui sont reliés à l'oculus par un lobe très allongé, entouré d'un décor de fleurons. Les Apôtres sont également installés sur des bancs, et tiennent dans une main leur attribut, ou, dans huit cas, un bâton ou un couteau, ce qui laisse le choix qui parmi eux est saint Paul, et ne permet pas d'identifier tous les autres. Le troisième et dernier registre comporte une deuxième série de quadrilobes, qui représentent les travaux agricoles ou les occupations des douze mois de l'année[50],[51].
- Les vitraux des XIIIe et XIVe siècles dans les fenêtres hautes du chœur figurent la Vierge à l'Enfant, des évêques ou des Apôtres[52],[51].
- Le vitrail de la vie de Saint-Jean-Baptiste, dans la chapelle qui lui est dédiée, devant la sixième travée du bas-côté sud, date de 1535 environ. Deux scènes se partagent les quatre lancettes de la verrière: prédication du précurseur, à gauche, et le Baptême du Christ dans le Jourdain, à droite. Dans le tympan, deux oculi présentent la décollation du Baptiste, et Salomé tenant un plateau. Cette verrière est fortement restaurée[53],[51].
- Le vitrail de la chapelle précédente conserve du XVIe siècle deux lancettes et les vitraux des losanges et soufflets du tympan. Les lancettes représentent l'échelle de Jacob, dit aussi le songe de Jacob, avec la lutte de Jacob et de l'Ange ainsi que le songe du patriarche. Sur le tympan, l'on voit essentiellement des anges[54].

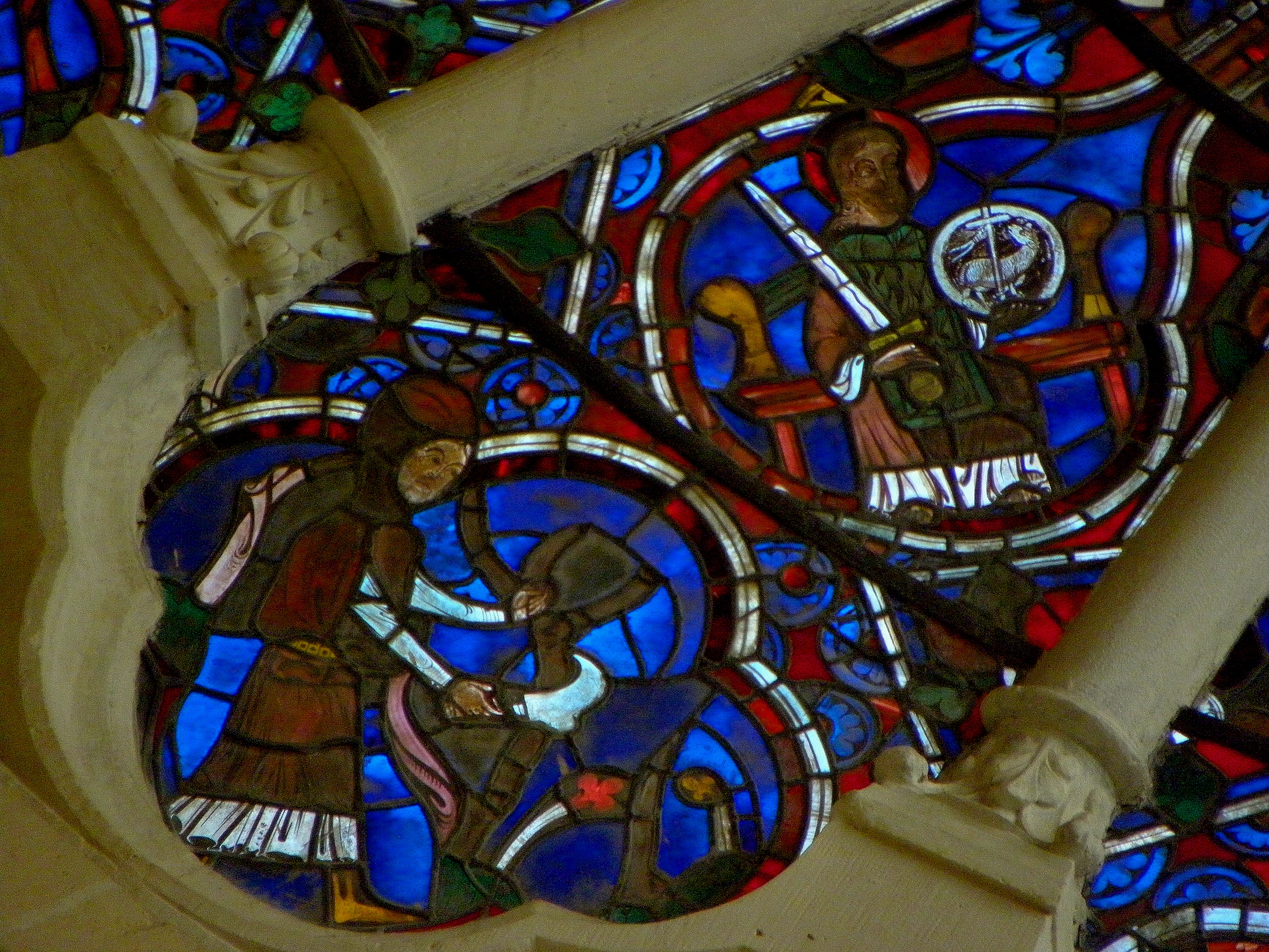
Détails de la rosace.
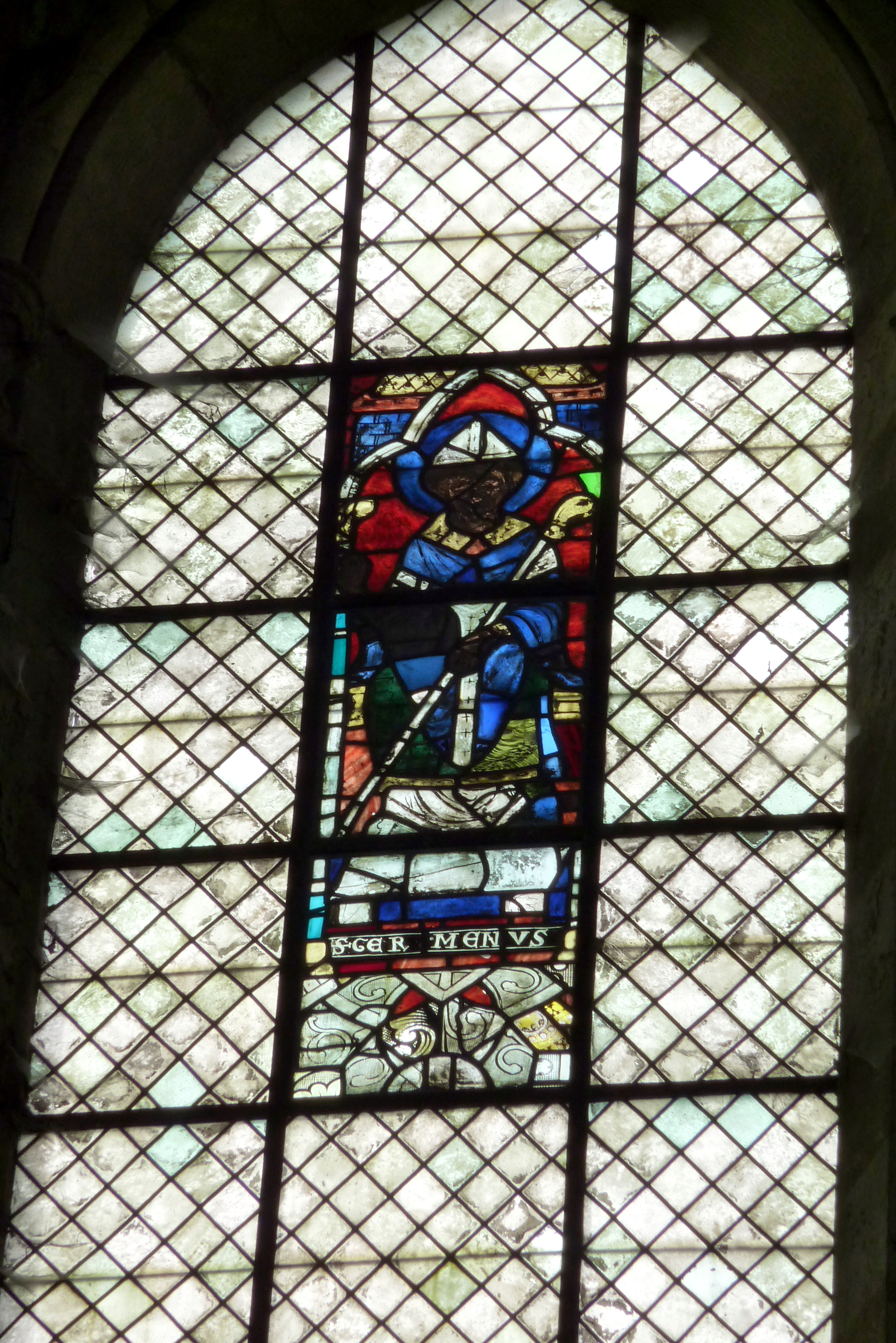
Fenêtre haute - évêque.
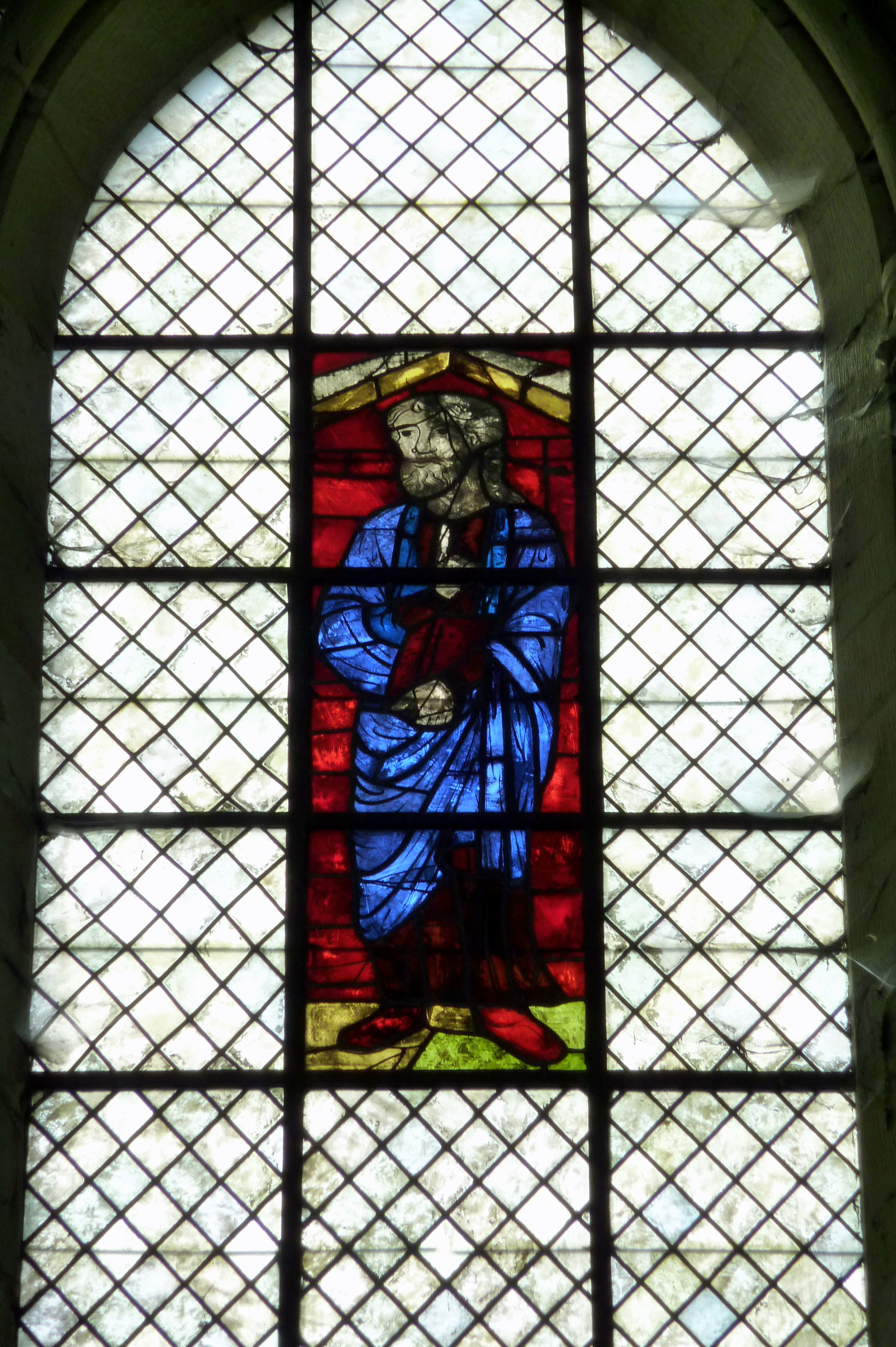
Fenêtre haute - Apôtre ?
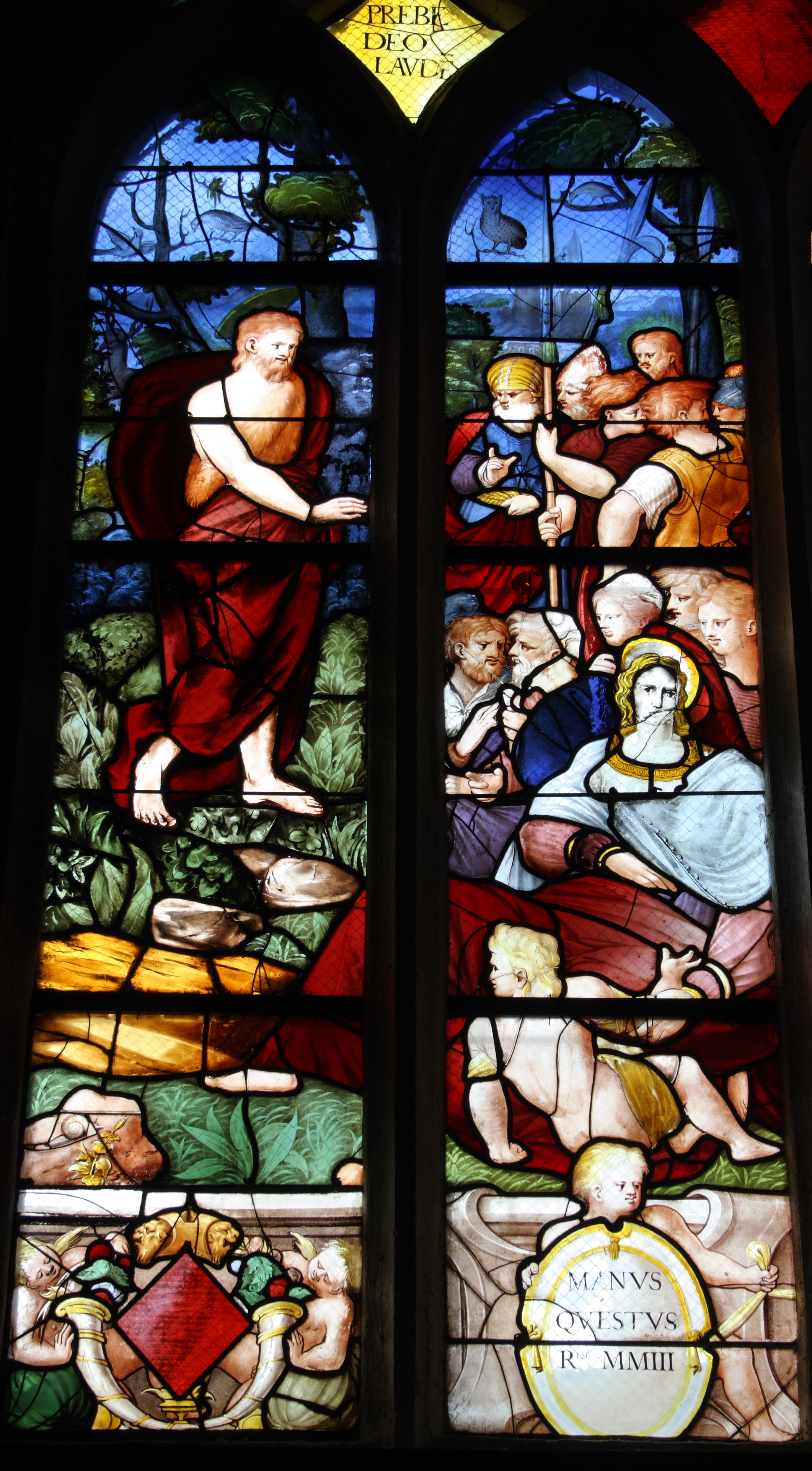
Prédication du Baptiste.
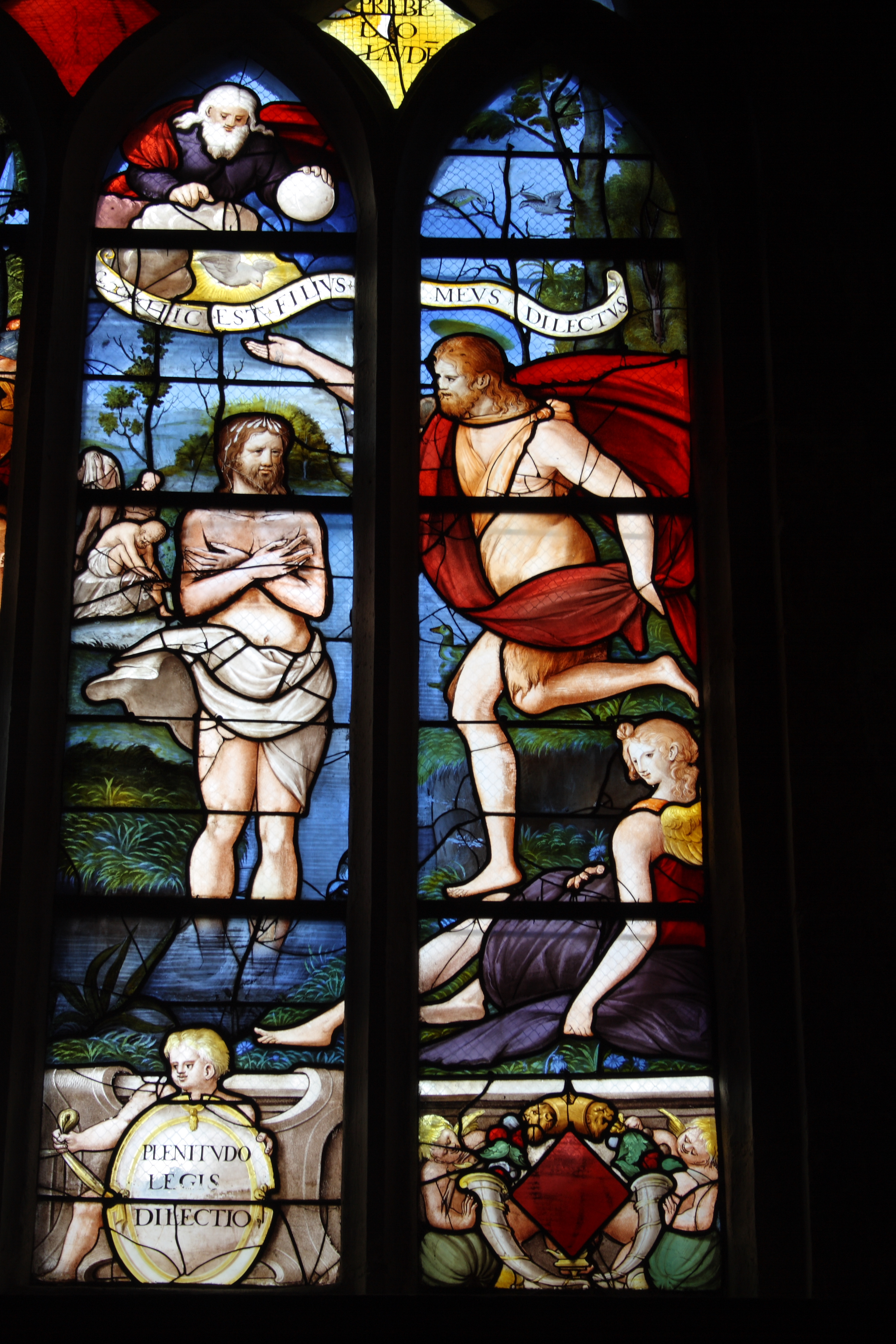
Baptême du Christ dans le Jourdain.
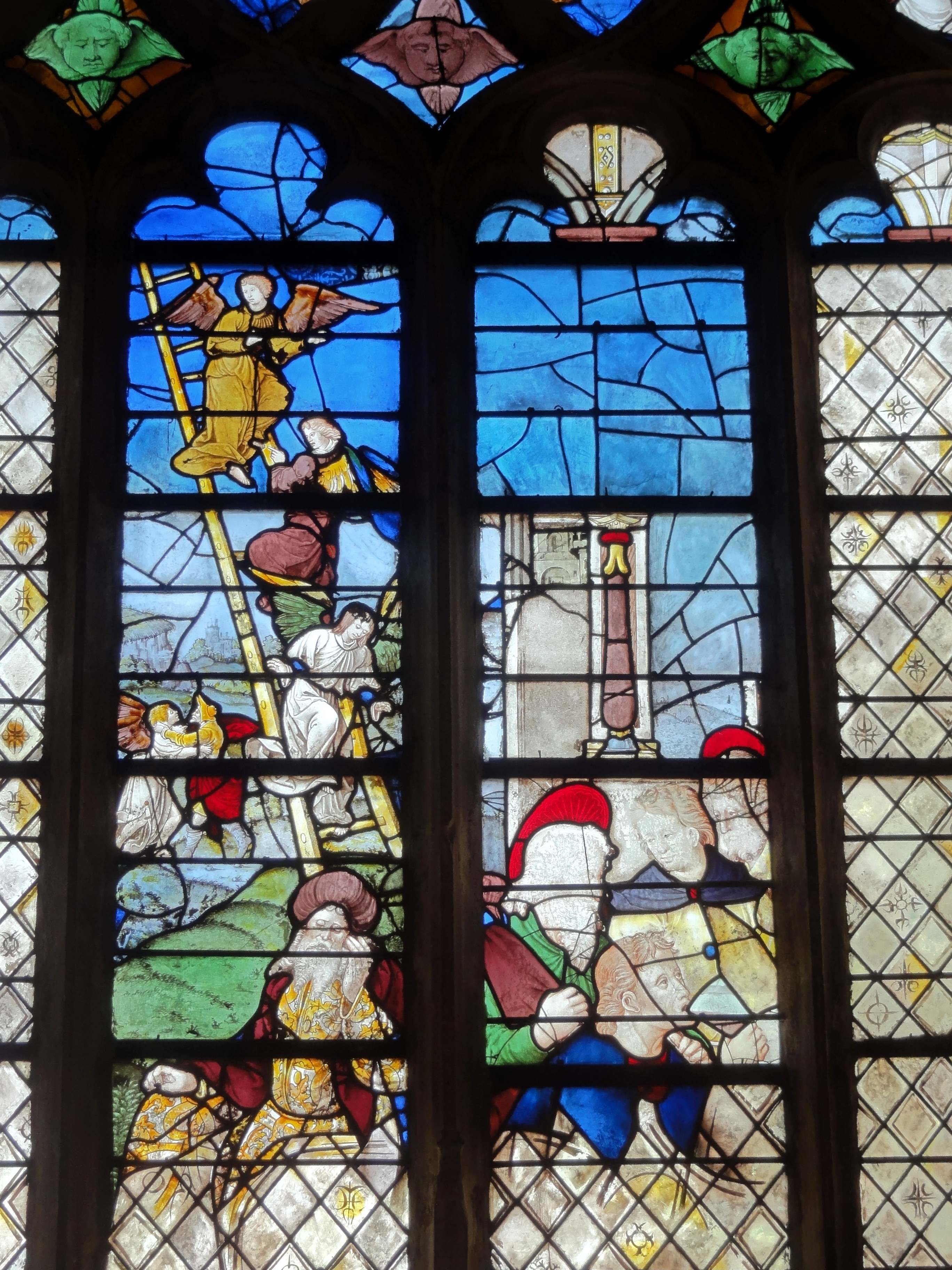
Songe de Jacob et lutte contre l'Ange.